# Chronologie de U2
Pour les articles homonymes, voir U-2.
Cet article présente la chronologie de l'histoire du groupe de rock irlandais U2.

## Avant 1980

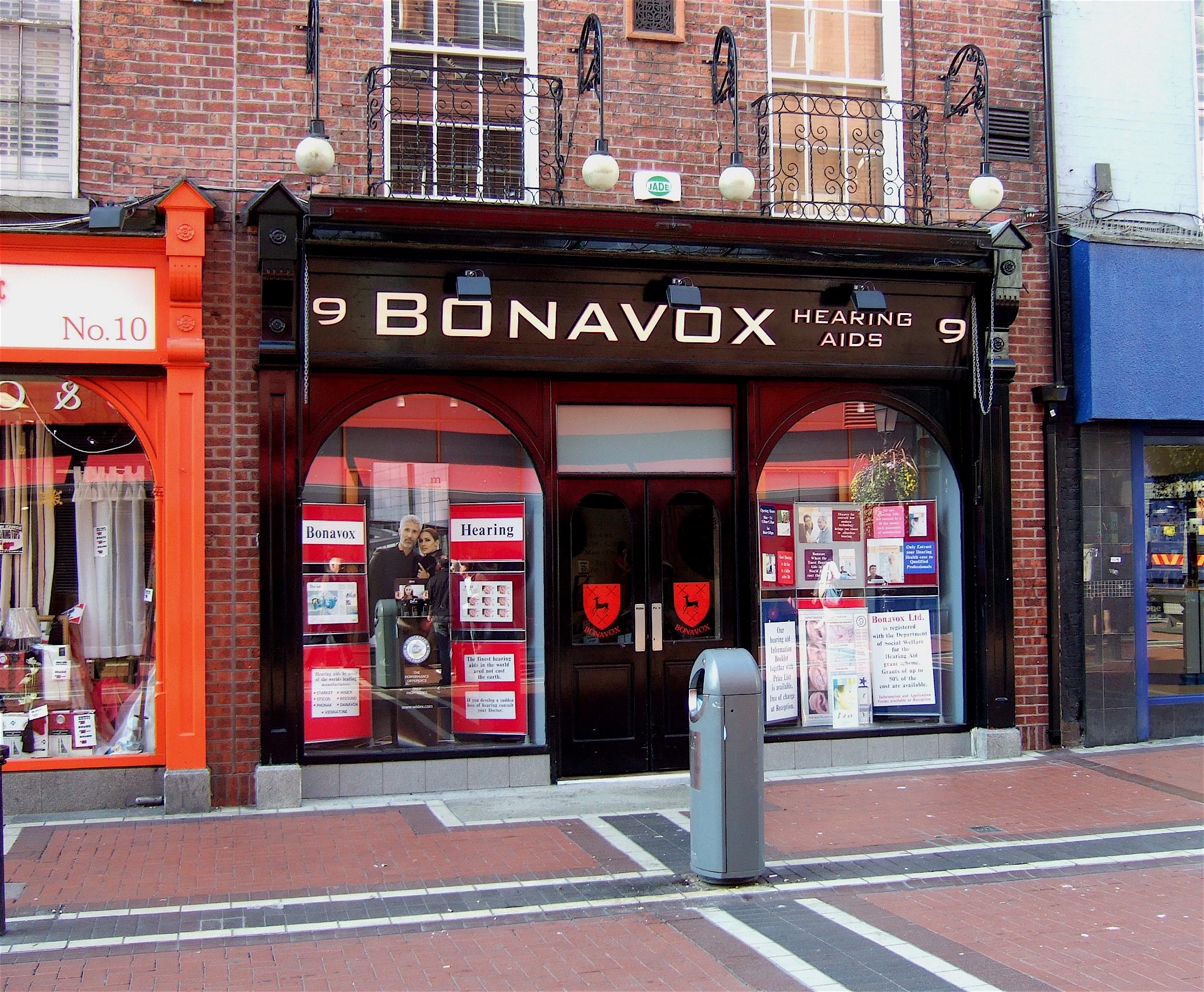
La boutique Bonavox, située au 9 North Earl Street dans le centre de Dublin sur la rive gauche de la Liffey, qui a valu à Paul Hewson le sobriquet de « Bono Vox », plus tard contracté en « Bono ».

- 13 mars 1960 : Adam Clayton naît à Chinnor, Oxfordshire[1].
- 1er mai 1960 : Un avion espion américain type U2 est abattu en Union Soviétique. C'est l'incident de l'U-2.
- 10 mai 1960 : Paul David Hewson (futur Bono) naît à l'hôpital Rotunda de Dublin[2]. Né d'un père catholique, Brendan Robert Hewson (dit Bob Hewson)[3], et d'une mère protestante, Iris E. Rankin Hewson[4], dans une Irlande déchirée, sa situation vis-à-vis de la religion est dès le départ assez particulière.
- 8 août 1961 : David (Dave) Howell Evans (futur The Edge) naît à l'hôpital de Barking à l'est de Londres[5]. Ses parents, Gwenda et Garvin Evans, sont d'origine galloise.
- 31 octobre 1961 : Larry Mullen Junior naît à Artane, Dublin[6].
- 1962 : David Howell Evans déménage pour Dublin avec sa famille, ses parents, son grand frère Dik et sa petite sœur Gillian.
- 1965 : Après quatre années passées au Kenya, Adam Clayton déménage et vient s'installer à Malahide dans le comté de Dublin avec son père Brian, un pilote irlandais de la RAF, et sa mère Jo. C'est à Dublin que naitront plus tard sa sœur Sarah Jane et son frère Sebastian.
- 1971 : Larry Mullen Junior prend ses premiers cours de batterie avec le célèbre batteur irlandais Joe Bonnie.
- 1972 : Joe Bonnie meurt et c'est sa fille Monica qui prend la relève auprès de Larry Mullen Junior pour la poursuite de son enseignement de la batterie.
- 30 janvier 1972 : C'est le Bloody Sunday, ce dimanche sanglant au cours duquel des parachutistes britanniques tuent treize manifestants catholiques lors d'une marche pour les droits civiques à Derry, en Irlande du Nord.
- 14 septembre 1974 : La mère de Paul Hewson, Iris Hewson (née Rankin le 27 mai 1926 à Dublin), meurt d'un anévrisme cérébral à Dublin quatre jours après s'être effondrée à l'enterrement de son propre père[7]. Paul se réfugie alors dans la foi, ce qui lui permettra, avec la création du groupe deux ans plus tard, de traverser cette épreuve. Il se plonge dans la Bible qu’il lisait déjà depuis l’âge de 12 ans.
- Automne 1974 : Paul Hewson habite au 10 Cedarwood Road, dans le quartier de Glasnevin North, avec son père Bob et son grand frère Norman avec qui il se bagarre beaucoup. Il se réfugie souvent à l'extérieur avec ses amis du quartier, parmi lesquels Fionan Martin Hanvey alias Gavin Friday, et Derek Rowen, alias Guggi. Ensemble, ils forment le "Lypton Village" dans lequel ils ont imaginé leur propre langue, s'habillent différemment et ont mis en place une installation artistique. Ils adoptent tous des pseudonymes car ils ne trouvent pas normal de porter des noms que leurs parents leur ont donné, et qui ne leur conviennent pas forcément. Gavin Friday donne ainsi à Paul le surnom de Bono Vox, plus tard contracté en Bono, d'après un magasin d'appareils auditifs du centre de Dublin[8]. C'était une époque où la jeunesse cherchait une nouvelle voie pour aller de l’avant.

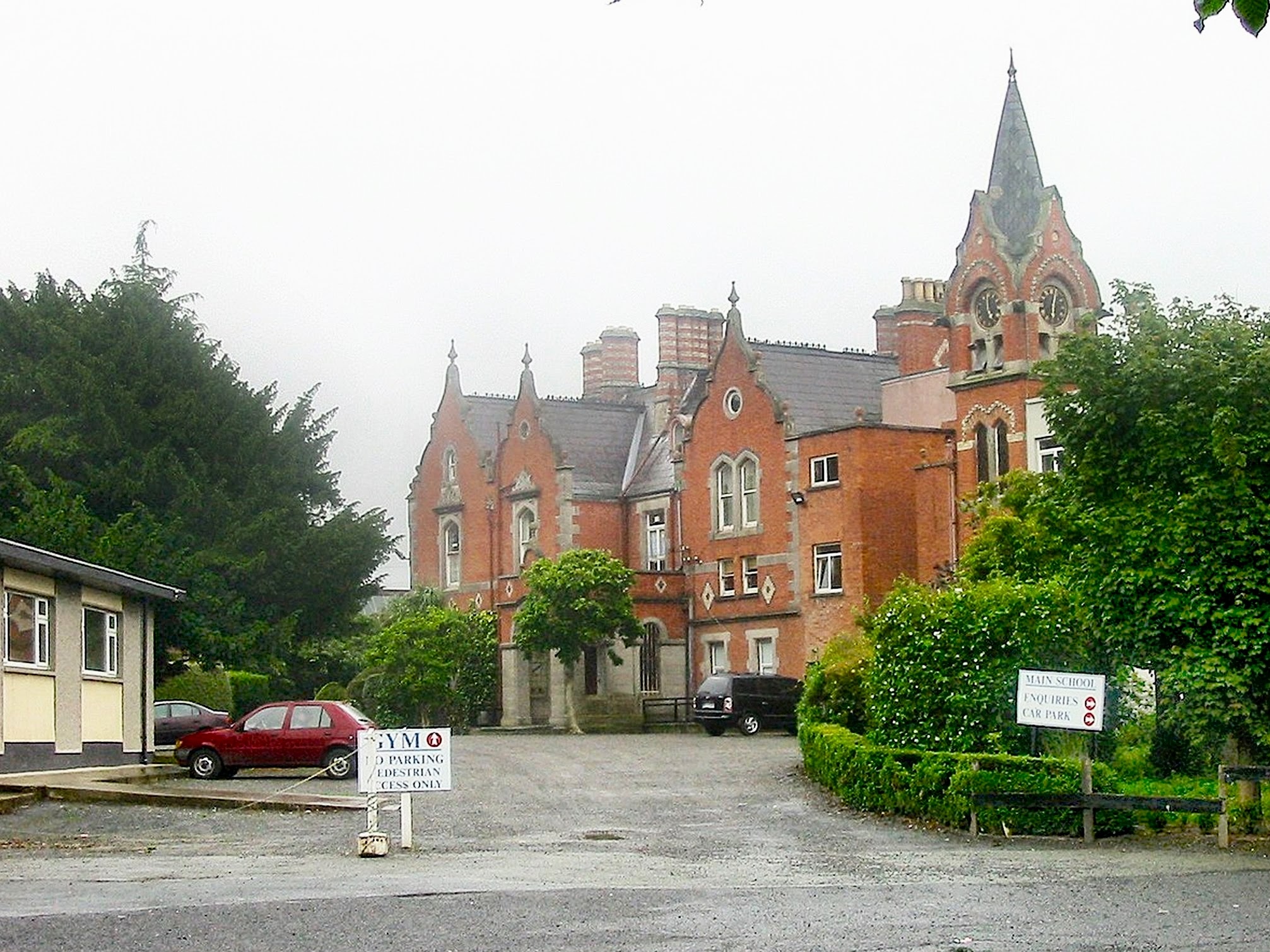
La Mount Temple Comprehensive School où Larry Mullen Junior a placardé l'annonce pour trouver des musiciens et former un groupe, le 25 septembre 1976.

- 25 septembre 1976 : Le groupe se forme à Dublin après que Larry Mullen a posté une annonce sur le tableau d'affichage de la Mount Temple School à la recherche de musiciens pour former un groupe. Larry Mullen était à la batterie, Bono au chant, Dave et son frère aîné Dik à la guitare, Adam Clayton, un ami des frères Evans à la guitare basse, et dans un premier temps Ivan McCormick et Peter Martin, deux autres amis de Larry Mullen[9]. Peter Martin n'est pas revenu après la première répétition, et Ivan McCormick a quitté le groupe quelques semaines plus tard.
- Septembre 1976 : Le groupe a choisi ironiquement le nom "Feedback" en référence aux larsens qui sortaient de leurs amplis et parce que c'était l'un des rares termes techniques qu'ils connaissaient[10].
- Automne 1976 : Première réunion chez Larry Mullen Junior, au 60 Rosemount Avenue à Dublin. Paul Hewson, Dik et Dave Evans, Adam Clayton, Peter Martin et Ivan McCormick ont répondu à la petite annonce accrochée par Larry Mullen sur le tableau de la Mount Temple School. Les deux derniers quitteront rapidement la formation. Beaucoup d'autres répétitions suivront, notamment dans le garage du 10 Cedarwood Road, chez Bono. Le voisinage ne sera pas dérangé outre mesure par les sons émis des amplis et des micros car la rue était habitée de gens conciliants et gentils. L'ambiance qui régnait était positive. Pour l'anecdote, une ancienne voisine de Bono confiera à son sujet : « J’avais un petit chien et il l’a renversé. Il est venu frapper à ma porte le lendemain s’enquérir de comment allait mon chien. C’était un gars terriblement charmant. »
- Automne 1977 : Paul Hewson, Dave Evans, Larry Mullen Junior et Adam Clayton donnent leur premier concert sous le nom de Feedback (le groupe joue à quatre ce jour-là, sans Dik car celui-ci n'était plus élève de l'école), lors d'un concours de talents au réfectoire de la Mount Temple School à Dublin[11]. Le clou de leur représentation de dix minutes est une reprise de Peter Frampton, Show Me the Way. Même s'ils ne gagnent pas le premier prix, ils emportent néanmoins l'adhésion du jeune public et jouent Bye Bye Baby des Bay City Rollers en rappel[12]. Forts de ce tout premier succès, les Feedback gagnent en assurance et décident de se rebaptiser "The Hype" (battage médiatique) pour donner au groupe une image moins nihiliste et plus positive. Dès lors, Paul Hewson s'approprie complètement son pseudonyme « Bono Vox » (qui sera peu à peu contracté en "Bono") que lui avaient donné ses amis du "Lypton Village". Bono surnomme son ami Dave Evans avec le sobriquet « The Edge » (le bord, le tranchant, l'aiguisé) à cause de la forme de son visage et de la vision décalée et particulière du monde et des choses de la vie qu'avait Dave. La troisième raison qui étaye le choix de ce pseudonyme est le fait qu'à l'époque, Dave Evans aimait beaucoup marcher sur les bords des trottoirs et des murets.

- Février/mars 1978 : Le groupe enregistre une interprétation de leur chanson The Fool en février pour l'émission de la RTÉ, Our Times. Il est diffusé en mars, ce qui est la première apparition télévisée du groupe[14].

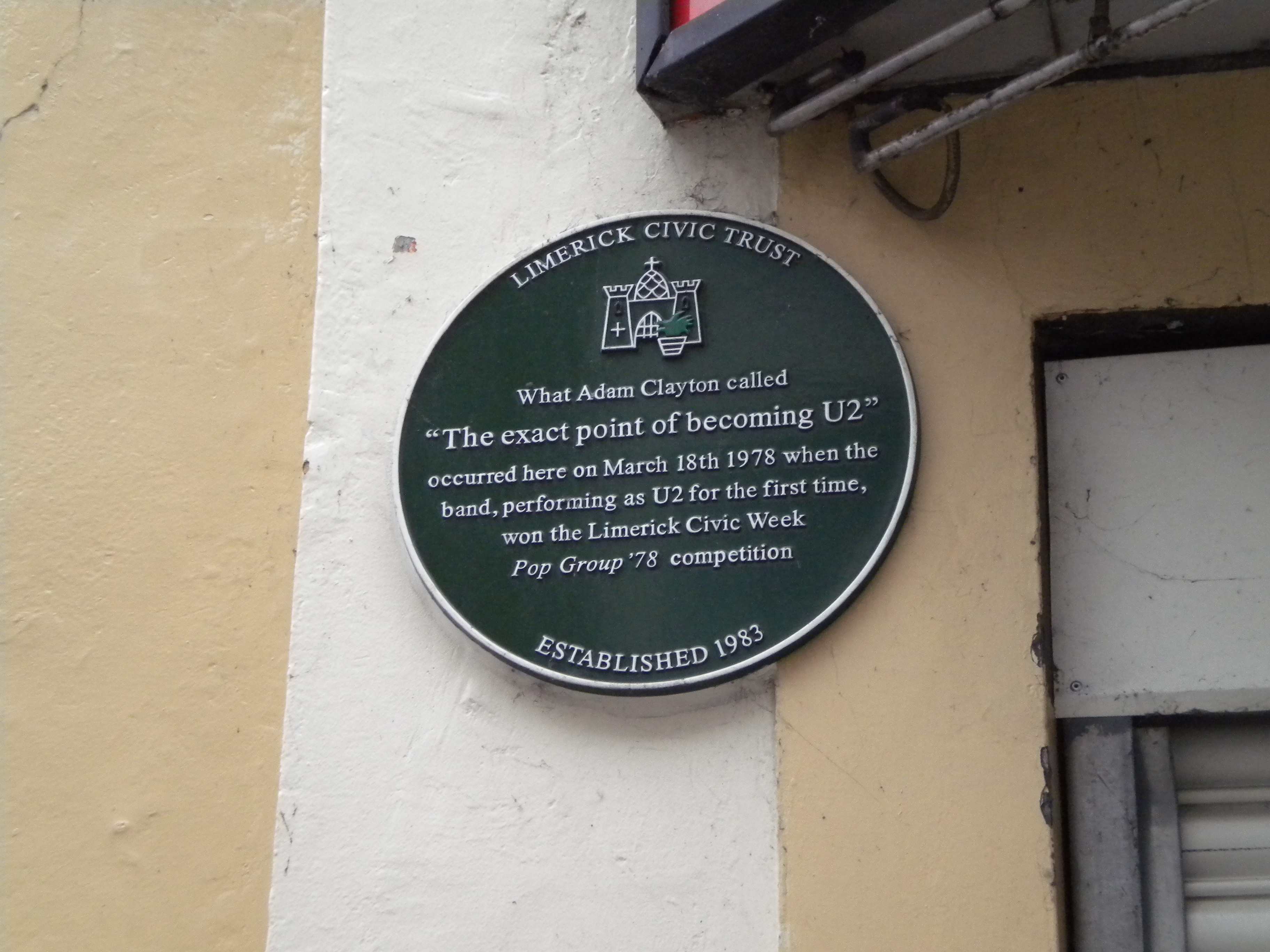
Une plaque à Limerick, commémorant la victoire de U2 au concours de talents Pop Group '78 dans le cadre de la Limerick Civic Week le 18 mars 1978.

- 18 mars 1978 : Le jour de la Saint Patrick, à Limerick à l'ouest de l'Irlande, le groupe remporte un concours de jeunes talents, le Limerick Civic Week Pop '78 Competition, organisé par Harp Lager, le quotidien Evening Press et CBS Records. Ils sont en concurrence avec trente-six groupes amateurs, souvent plus expérimentés qu'eux, mais ils décrochent malgré tout le premier prix qui est de 500 £ ainsi qu'une séance d'enregistrement gratuite aux Keystone Studios de Dublin sous la direction de Jackie Hayden[15][source insuffisante], afin d'enregistrer une démo pour CBS Ireland[13].
- 20 mars 1978 : Sur une idée de leur ami Steve Averill, designer et ancien chanteur du groupe irlandais "The Radiators from Space", The Hype devient U2. Dik Evans quitte le groupe après un concert d'adieu (le dernier sous le nom de "The Hype") donné au Community Centre de Howth[13].
- 28 avril 1978 : Bill Graham signe la première interview de U2, intitulée " Yep ! It's U2 ", dans Hot Press.

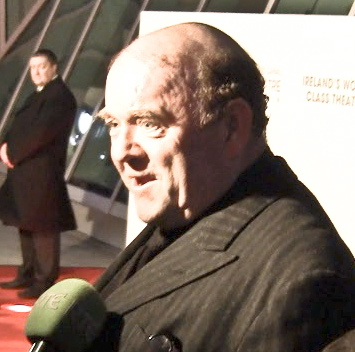
Paul McGuinness (le "Winston Churchill du rock" selon Bono, ici photographié en 2010), est devenu le manager du groupe le 25 mai 1978.

- 25 mai 1978 : Sur une suggestion de Bill Graham, Paul McGuinness assiste pour la première fois à un concert de U2 au Projects Art Centre dans le quartier animé de Temple Bar à Dublin. Fasciné, il décide illico de devenir leur manager[16].
- 9 septembre 1978 : U2 assure la première partie des Stranglers au Top Hat Ballroom à Dublin, devant un public de 2 500 personnes[12]. C'est leur plus grand concert jusqu'ici, et sont payés 50 £[7]. Le groupe n'ayant pas pu régler la balance et ne disposant pas de loges pour se préparer, le concert se déroule dans des conditions difficiles. Bono, déçu par l'attitude des Stranglers, pénètre par effraction dans leur loge et dérobe une bouteille de vin[17].
- 18 septembre 1978 : U2 partage l'affiche avec les Virgin Prunes (le groupe de Dik Evans, Gavin Friday et Guggi) au Project Arts Centre à Dublin. Ce centre est alors dirigé par Jim Sheridan, qui deviendra plus tard réalisateur de cinéma (Au nom du père…).
- 1er novembre 1978 : U2 réalise sa première session d'enregistrement organisée par Paul McGuinness aux studios Keystone à Dublin[18]. Avec le chanteur des Horslips, Barry Devlin à la production, U2 enregistre ses trois premiers titres : The Fool, Street Mission, Shadows and Tall Trees. Il était prévu que cinq chansons soient enregistrées au total. Lors d'une interview, Devlin a indiqué que le travail avait commencé sur une quatrième piste, supposée être une première version de Stories For Boys, mais cela n'a pas été enregistré après la fin de la session à la suite de l'intervention du père de Larry. Après avoir circulé pendant des années sous forme de pirate, les trois chansons enregistrées ont finalement été officiellement publiées en 2004 dans le cadre du pack numérique The Complete U2 sur iTunes.
- Novembre 1978 : La mère de Larry Mullen Junior, Maureen Mullen (née Gaffney), est tuée dans un accident de voiture[7].
- Décembre 1978 : U2 joue en première partie des The Greedy Bastards, un groupe composé de membres des Sex Pistols, de Thin Lizzy et des Boomtown Rats, à la discothèque Stardust à Dublin[7]. Le Stardust sera détruit dans un incendie quelque temps après.
- Février 1979 : Grâce à de l'argent emprunté, Bono se rend à Londres pour présenter U2 aux maisons de disques et aux magazines de musique[7].
- Mai 1979 : U2 joue six concerts organisés sur six après-midis au Dandelion Market à Dublin. Ils ont lieu dans un parking désaffecté à proximité du Gaiety Green (à l’emplacement de l’actuel Stephen’s Green Shopping Center, près du RCSI et de Saint Stephen's Green) afin de pouvoir jouer devant un nombre considérable de jeunes qui ne peuvent pas assister aux autres concerts à cause de la législation très stricte en Irlande sur l'accès au débit de boissons alcoolisées. Ces concerts élargissent alors considérablement leur audience à Dublin et augmente la popularité du groupe[19].
- Septembre 1979 : Première sortie d'un disque maxi (EP) de U2, sous le label CBS Records, et uniquement en Irlande. Ce vinyle intitulé Three devient le premier succès au hit-parade irlandais du groupe[20].
- 5 octobre 1979 : U2 joue son premier concert télévisé, diffusé sur la RTÉ, au Cork Opera House à Cork[7].
- 26 octobre 1979 : U2 fait la couverture du magazine Hot Press[7].
- 1er novembre 1979 : U2 fait sa première couverture en dehors de l'Irlande avec le magazine musical britannique Record Mirror[7]. Dans ce numéro, Chris Westwood signe le premier article sur U2 publié à l'étranger.
- 1er décembre 1979 : Grâce aux 3 000 ₤ empruntées à leurs familles et leurs amis, U2 finance une tournée de deux semaines dans des clubs londoniens, leurs premiers concerts hors d'Irlande[7]. Le groupe fait ses débuts londoniens en première partie du groupe Dolly Mixtures, au Moonlight Club de West Hampstead. Dans une critique du magazine Sounds, Dave McCullough écrit : « U2 est composé de quatre personnes. Leur musique a un minimum de distorsion et leurs chansons reflètent la force des quatre individus. Leur musique possède une sorte de naïveté, de frénésie. »

## 1980

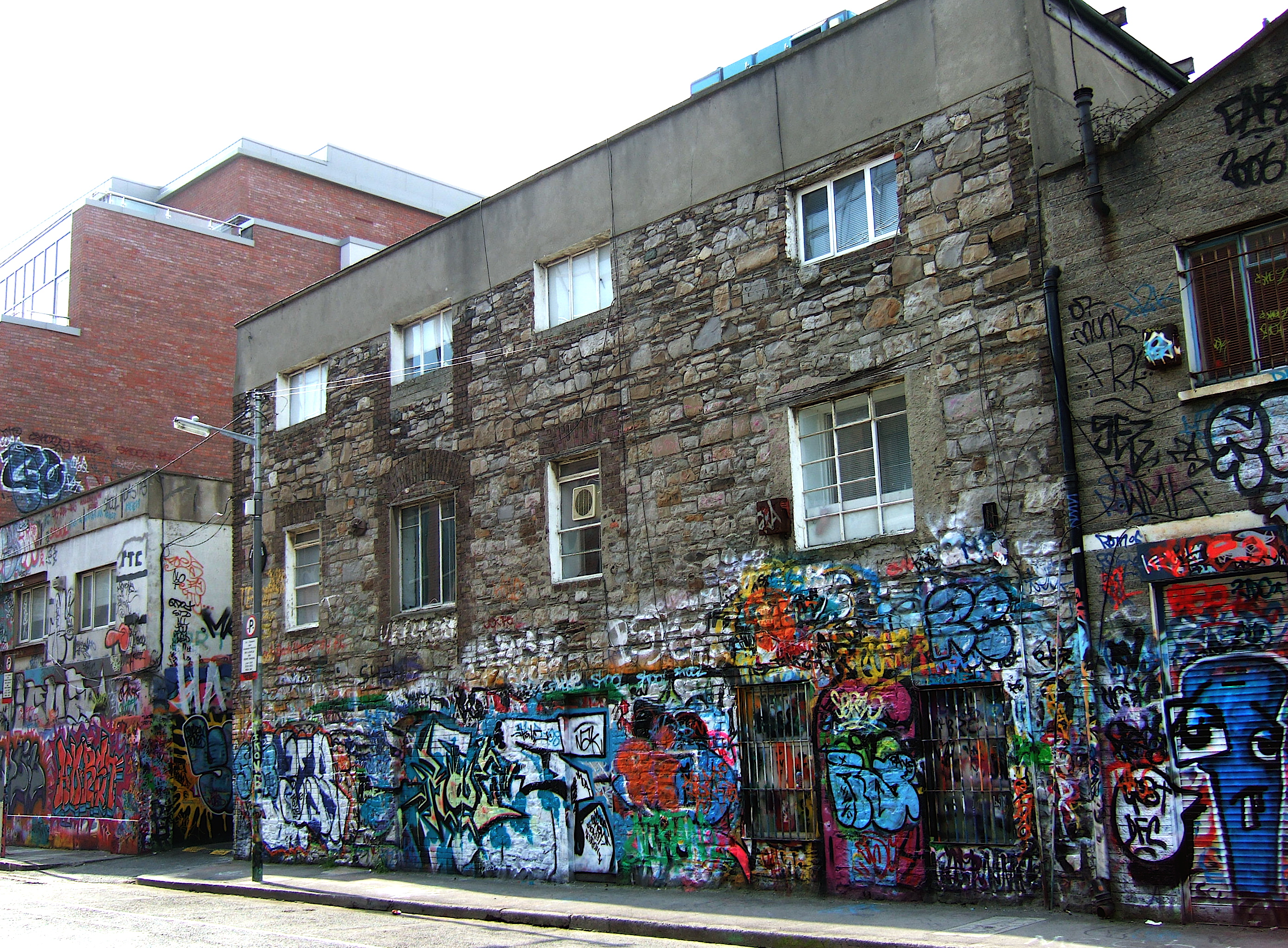
Les studios Windmill Lane où U2 a enregistré son premier album, Boy.

- 15 janvier : Le groupe joue Stories for Boys en direct dans le Late Late Show diffusé sur la RTÉ[7]. La semaine suivante, U2 remporte cinq prix dans le sondage effectué par Hot Press auprès de ses lecteurs, battant les Boomtown Rats (le groupe de Bob Geldof) et Thin Lizzy dans la plupart des catégories.
- 26 février : Leur deuxième "single" Another Day sort sur le label CBS pour le marché irlandais seulement[21]. Ce jour-là, U2 joue à guichets fermés au National Stadium à Dublin, en clôture de la tournée de promotion du disque. Le concert est enregistré par la chaîne RTÉ et diffusé plus tard dans l'année. Des représentants d'Island Records sont dans l'assistance, et U2 signe un contrat international avec le label de Chris Blackwell le mois suivant.
- 19 mars : U2 partage l'affiche avec Berlin et les Virgin Prunes au festival Sense of Ireland. Des dirigeants de maisons de disques sont présents et, quatre jours plus tard, U2 signe un contrat international avec Island Records[7].
- Mars – septembre : Le groupe enregistre son premier album aux studios Windmill Lane.
- 23 mai : 11 O'Clock Tick Tock, produit par Martin Hannett, sort en Irlande ainsi qu'au Royaume-Uni, devenant ainsi le premier single international du groupe[22].
- 27 juillet : U2 participe à son premier festival en plein air devant un public de 15 000 personnes au château de Leixlip à Kildare. The Police est la tête d'affiche qui comprend également Squeeze et Q-Tips[7].
- Août : A Day Without Me sort en single.
- 6 septembre – 3 décembre : Ayant terminé l'enregistrement de son premier album avec Steve Lillywhite aux studios de Winmill Lane à Dublin, U2 entame une longue tournée britannique de 56 dates[23].
- 27 septembre : U2 joue en première partie d'Echo and the Bunnymen au Lyceum Ballroom de Londres[7].
- Octobre : I Will Follow sort en single et culmine à la vingtième place sur des charts de Mainstream Rock charts.
- 14 octobre : Le groupe joue devant une petite audience dans les studios KRO à Hilversum, aux Pays-Bas. L'enregistrement est diffusé le lendemain en même temps que le premier concert du groupe en Europe continentale[7].
- 15 Octobre : U2 joue donc son premier concert en Europe continentale au Melkweg ("Voie lactée") à Amsterdam[7].
- 19 octobre : U2 joue au Lyceum Ballroom à Londres, juste avant Slade avec le fameux punk hardcore Discharge et Last Words[24],[25],[26].
- 20 octobre : Boy, le premier album du groupe, sort en Irlande et au Royaume-Uni. Il atteint la 52e place des charts britanniques[7].
- 3 décembre : U2 joue en première partie des Talking Heads au pavillon Baltard à Nogent-sur-Marne.
- 6 décembre : U2 donne son premier concert américain au Ritz à New York dans le cadre d'une tournée de 14 dates[27]. Le directeur de Premier Talent, le producteur de spectacles Franck Barsalona, est dans la salle et propose un contrat au groupe.
- 8 décembre : John Lennon est assassiné devant son immeuble new-yorkais, le Dakota Building.
- 9 décembre : U2 joue son premier concert au Canada, au El Mocambo de Toronto, le lendemain de la mort de John Lennon. Le concert joué dans la colère et l'émotion reçoit des critiques élogieuses dans les médias canadiens[7].

## 1981

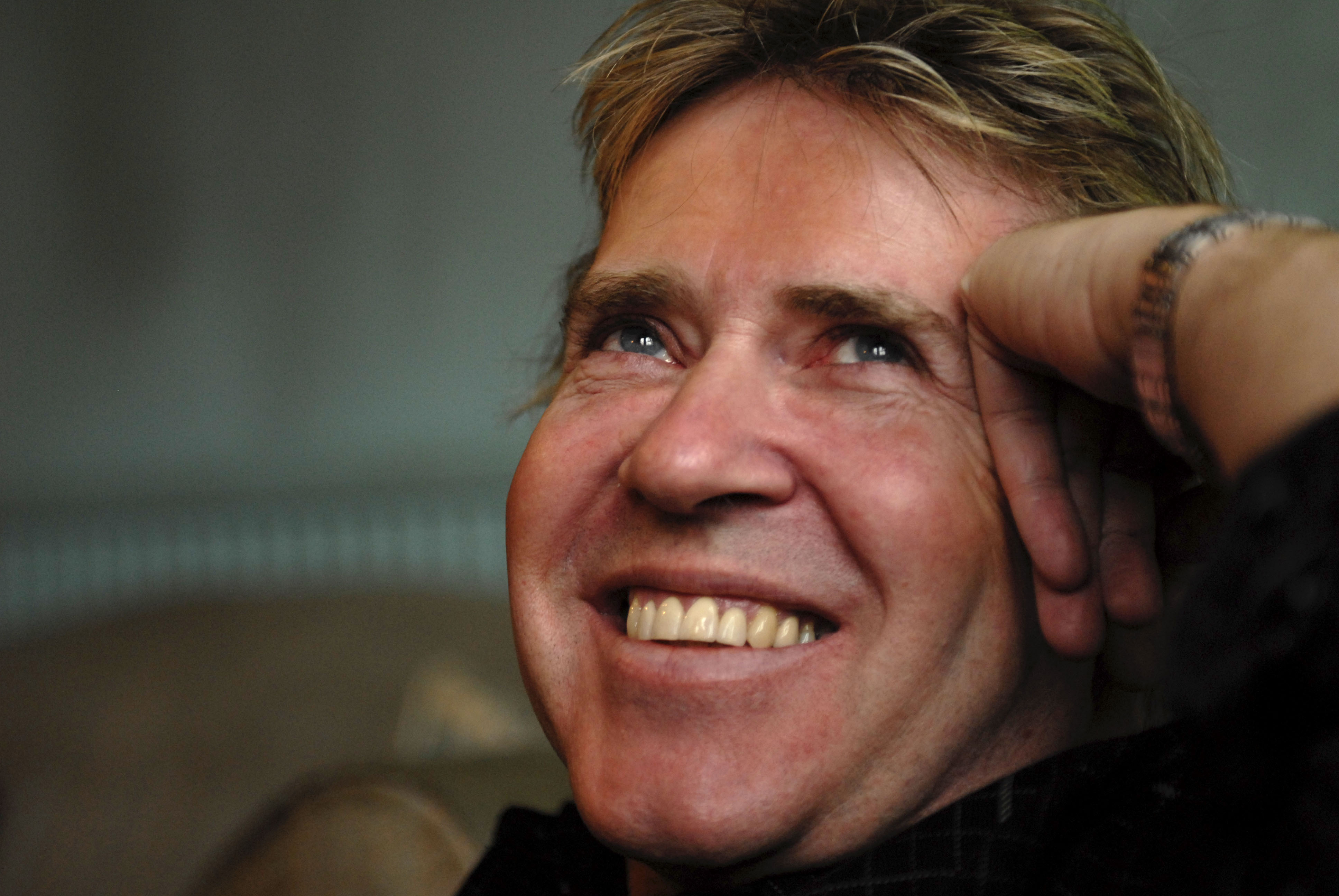
Steve Lillywhite, le producteur de Boy, le premier album de U2, ainsi que des deux suivants.

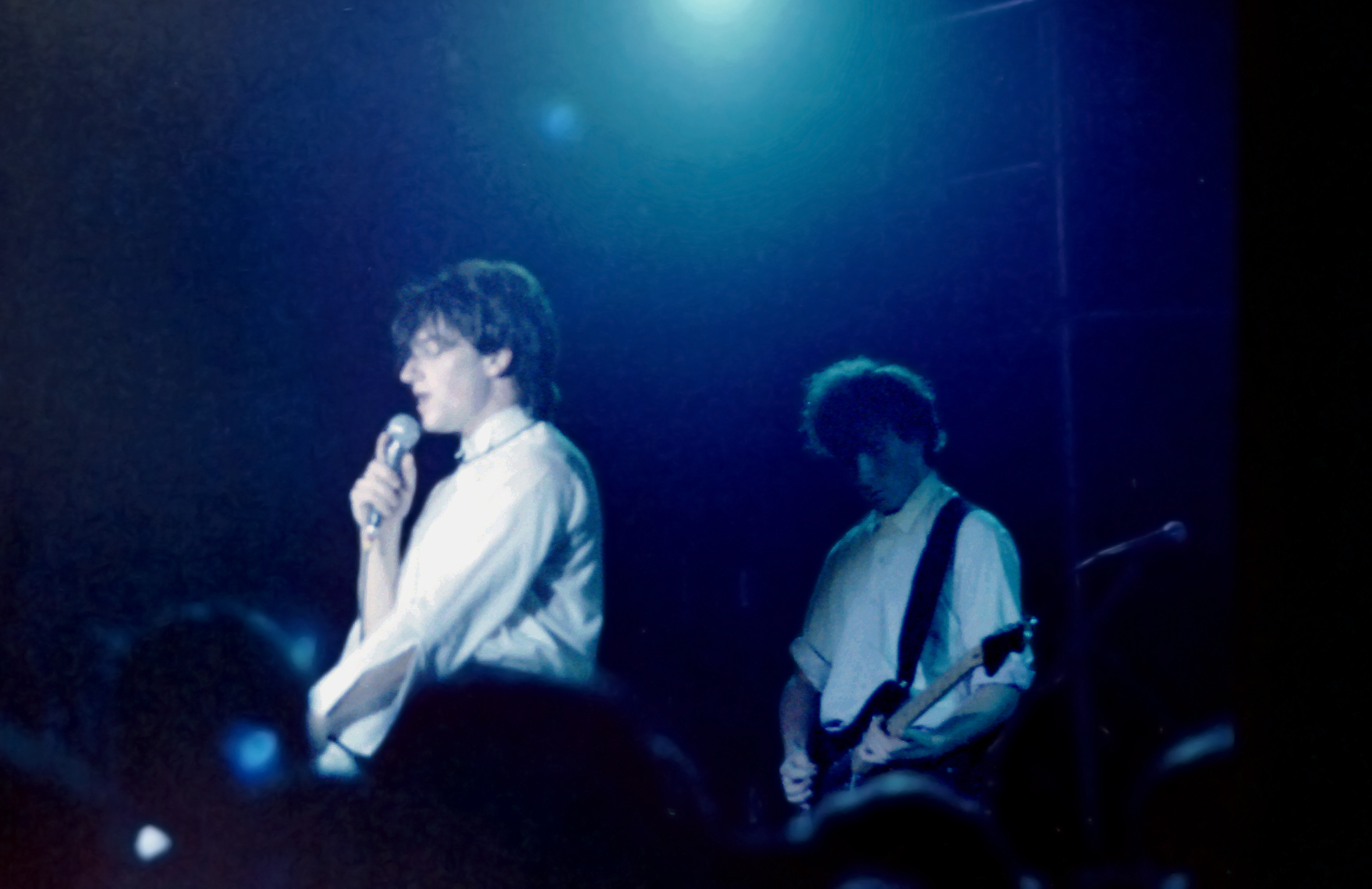
Bono et The Edge lors d'un concert du Boy Tour en mai 1981.

- 24 janvier – 28 février : U2 est en concerts au Royaume-Uni et fait sa première tournée en Europe continentale[28].
- 28 février : Le groupe interprète trois chansons dans l'émission The Old Grey Whistle Test, la plus vieille émission de rock de la BBC.
- 3 mars : Boy sort aux États-Unis avec une pochette différente de celle proposée en Europe. U2 y entame une tournée au Bayou Club à Washington. Dans le Washington Post, on peut lire « U2, comme The Police et The Clash, place la new-wave à un niveau musical plus élevé. Leur musique reste simple, mais n'est jamais simplette, elle est tout bonnement merveilleuse. »
- 3 mars – 31 mai : U2 commence donc sa première tournée majeure aux États-Unis en jouant presque 60 dates à travers le pays, en grande partie dans les clubs[29].
- Avril : U2 profite d'une pause dans la tournée américaine pour aller aux Bahamas et répéter les chansons du prochain album. Ils enregistrent notamment le "single" Fire aux Compass Point Studios à Nassau, les studios de Chris Blackwell.
- 4 juin : U2 fait ses débuts à la télévision américaine au Tomorrow Show pour promouvoir l'album Boy. Bono et The Edge sont interviewés brièvement par l'animateur Tom Snyder, puis le groupe joue I Will Follow et une version incomplète de Twilight pour le générique de fin.
- Juillet : Sortie du "single" Fire.
- Juillet – août : Le groupe enregistre son deuxième album aux studios Windmill Lane, à Dublin. Les sessions sont compliquées car le porte-documents contenant les paroles de Bono a été perdu plus tôt dans l'année lors d'un concert à Portland en Oregon.
- 16 août : U2 donne son seul concert irlandais de l'année. Le groupe partage l'affiche avec Thin Lizzy et Hazel O'Connor à Slane Castle.
- 5 octobre : Gloria sort en single et entre dans les charts britanniques[30]. La vidéo de Gloria a été réalisée par Meiert Avis (en) et a été tournée dans le bassin du Grand Canal à Dublin, avec le groupe jouant sur une barge au milieu des eaux. La scène a été filmée à quelques mètres de l'écluse qui débouche sur la confluence de la Dodder avec la Liffey. Écluse où le groupe a été photographié pour la pochette de l'album October.
- 12 octobre : Sortie du deuxième album du groupe, October[31]. L'album a reçu des critiques mitigées et une diffusion en radio limitée. Il est malgré tout entré dans les charts britanniques à la onzième place[30]. Pendant les sessions d'enregistrement de l'album, Bono et The Edge ont quitté le groupe en raison de conflits spirituels. U2 a donc cessé d'exister pendant une courte période. En effet, eux deux ainsi que Larry Mullen Junior, faisaient partie d'un groupe de chrétiens appelé "Shalom Fellowship", avec lequel ils allaient notamment prier sur les plages. Ils étaient fascinés par la foi et la religion. Seul Adam Clayton est réticent à ces idées et préférait se consacrer au rock et à la musique. Se sentant exclu ou en tout cas à part, des tensions se créent dans le groupe. Bono, The Edge et Larry Mullen ne savent pas s’ils peuvent se lancer dans une carrière musicale et à la fois vivre selon les principes du christianisme. The Edge voulait même arrêter le groupe et se consacrer à la religion. Bono était prêt à l'imiter. Finalement, ils font le choix de ne pas choisir et continuent leur ascension dans le rock tout en gardant leur foi et leurs convictions. Ces influences, ainsi que de nombreuses inspirations bibliques, se retrouvent dès les débuts de U2, particulièrement dans l'album October et deux ans plus tard, dans l'album War.

## 1982
- 3 mars : U2 entame une tournée de quatorze concerts avec le J. Geils Band, dont il assure la première partie.
- Mars : Sortie du single A Celebration.
- 8 août : U2 commence l'enregistrement de son troisième album avec Steve Lillywhite, aux Studios Windmill Lane à Dublin.
- 21 août : Bono épouse Alison Stewart, sa "chérie" depuis la Mount Temple Comprehensive School, à Raheny (Dublin). Adam Clayton est le témoin de Bono. Ils passent leur lune de miel en Jamaïque où Bono travaille apparemment sur les paroles du nouvel album[32].
- 1er décembre : L'enregistrement du nouvel album terminé, U2 brise un long silence en jouant à guichets fermés au Tiffany's de Glasgow. Bono annonce la sortie du prochain single, New Year's Day, pour le 1er janvier 1983. Ce 1er décembre, débute la pré-tournée du War Tour[33],[34].

## 1983

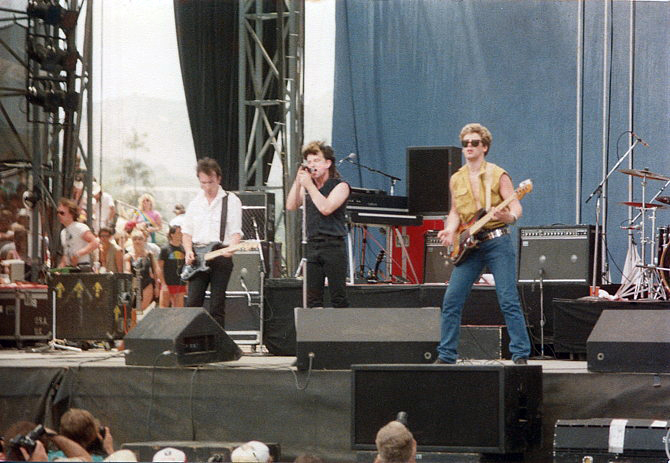
U2 au US Festival en mai 1983, six jours avant le concert au Red Rocks.

- 1er janvier : Sortie du premier single du nouvel album, New Year's Day qui devient le premier tube du groupe en dehors de l'Irlande et du Royaume-Uni[35].
- 26 février : La tournée War Tour débute par un concert à guichets fermés au Caird Hall à Dundee en Écosse.
- 28 février : Le groupe sort son troisième album War[36] qui arrive dans les charts directement à la première place au Royaume-Uni.
- 11 mars : Sortie du single Two Hearts Beat as One[37] en Europe, en Amérique du Nord et en Australie. En Allemagne et aux Pays-Bas, c'est Sunday Bloody Sunday qui sort à la place de Two Hearts Beat as One.
- 31 mars : U2 joue Two Hearts Beat as One dans Top of the Pops.
- 23 avril : La partie américaine du War Tour commence au Kenan Stadium, à Chapel Hill, en Caroline du Nord.

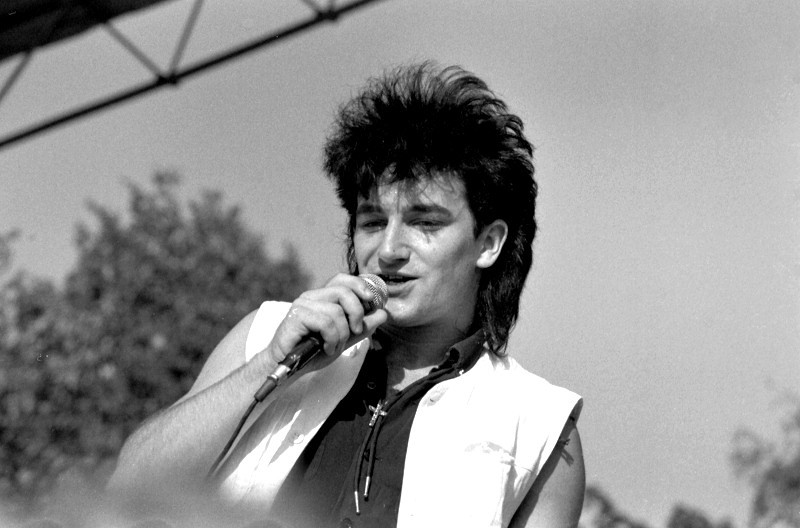
Bono pendant un concert de U2 au Festival Kalvøya à Oslo en Norvège, le 21 août 1983 (alors que la fin du War Tour approchait).

- 30 mai : U2 participe au festival américain du Glen Helen Regional Park à San Bernardino en Californie[38].
- 5 juin : U2 joue au Red Rocks Amphitheatre juste à côté de Denver dans le Colorado. Malgré des conditions climatiques exécrables, plus de 9000 fans assistent au concert qui sortira plus tard en vidéo. Certains morceaux figureront aussi sur le mini-album live Under a Blood Red Sky, qui sortira également plus tard dans l'année.
- 12 juillet : The Edge épouse Aislinn O'Sullivan avec Bono comme témoin.
- 14 août : Le père de Bono, Bob Hewson, fait sa première apparition auprès de U2 lorsqu'il est tiré sur scène devant 20 000 spectateurs au Phoenix Park de Dublin.
- Novembre : Le mini album Live Under a Blood Red Sky sort en même temps que la vidéo du concert de Denver, Live at Red Rocks: Under a Blood Red Sky[39].
- 22 novembre : U2 donne son premier concert japonais au Festival Hall à Osaka.
- 30 novembre : Le War Tour prend fin.
- Décembre : U2 est élu "Groupe de l'année" lors d'un sondage auprès des journalistes du magazine Rolling Stone.

## 1984
- 1984 : U2 signe un nouvel accord avec Island Records avec des conditions beaucoup plus lucratives[40].
- 7 mai – 5 juin : U2 travaille sur son quatrième album au Slane Castle. Le groupe engage Brian Eno et Daniel Lanois en tant que producteurs.
- 6 juin – 7 août : U2 termine son quatrième album aux studios Windmill Lane[41].
- 4 juillet : Aislinn, l'épouse de The Edge, donne naissance à leur premier enfant, Hollie[41].
- 8 juillet : Bono rejoint Bob Dylan sur scène lors d'un concert en plein air dans les jardins de Slane Castle. Il chante avec lui Leopard Skin Pillbox Hat et Blowin' in the Wind, bien qu'il n'en connaisse pas les paroles. Bono interviewe Bob Dylan et Van Morrison pour Hot Press.
- 1er août : U2 fonde la maison de disques Mother Records afin de produire des jeunes talents irlandais.
- 5 août : U2 termine l'album.

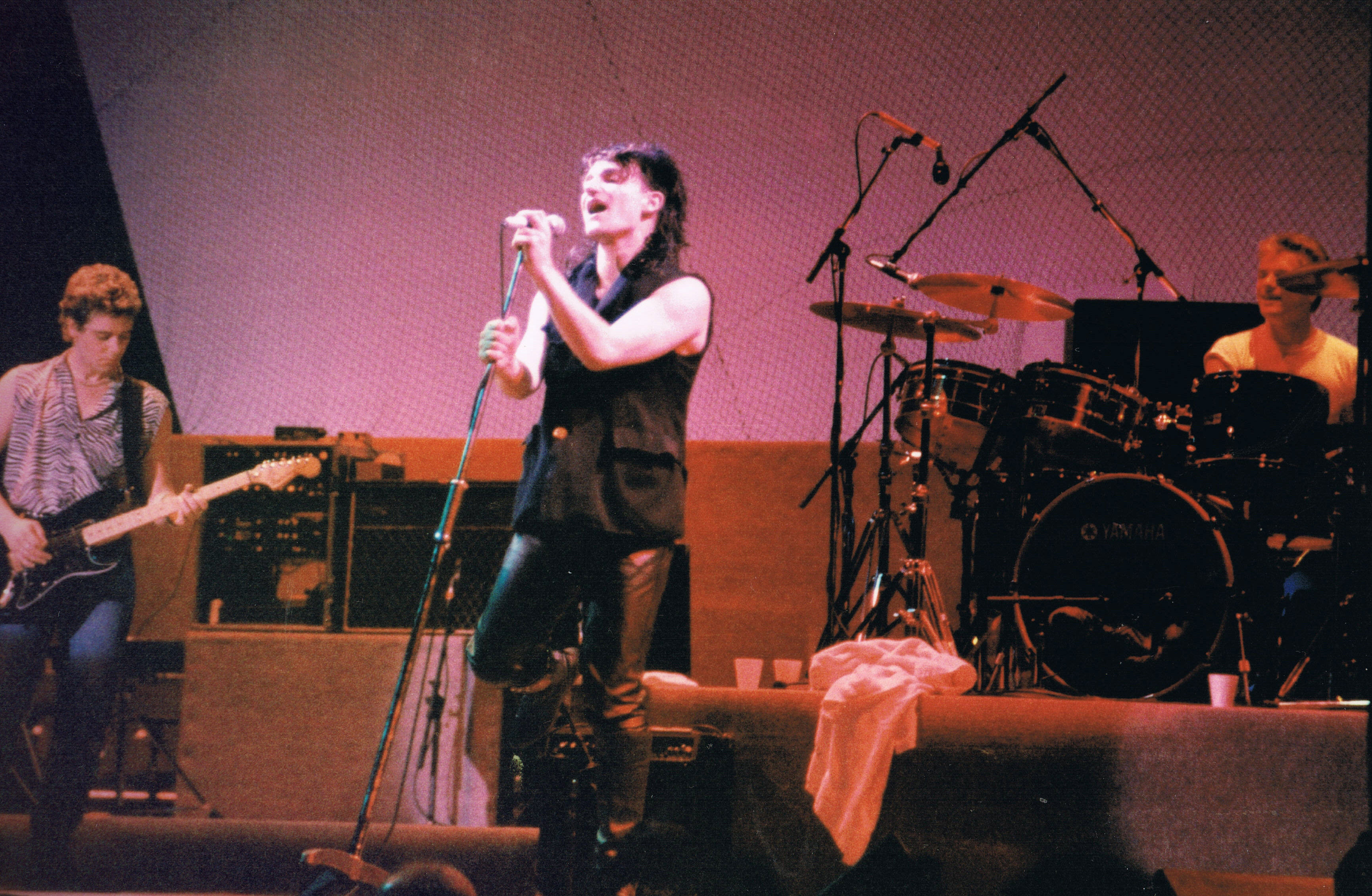
U2 en concert à Sydney en septembre 1984.

- 29 août : La première tournée du groupe en Australie et en Nouvelle-Zélande commence à Christchurch. Baptisée Under Australian Skies Tour[42], elle comprend 15 concerts avec le groupe australien Matt Finish pour les premières parties. U2 y rejoue une grande partie de la "setlist" du War Tour[42].
- 3 septembre : Sortie de Pride (In the Name of Love) en tant que premier single du nouvel album et devient alors le plus grand succès du groupe. C'est également leur première entrée dans le top 40 aux États-Unis[43]. Au printemps 1984, au cours de l'enregistrement au studio de Windmill Lane à Dublin, le groupe reçoit le soutien inopiné de Chrissie Hynde, la chanteuse des Pretenders, à l'époque mariée à Jim Kerr le leader de Simple Minds. Elle participe alors à la chanson comme choriste et sera créditée sur la pochette sous son nom d'état civil, Christine Kerr[44]. En 2010, La chanson intègrera la prestigieuse liste des 500 plus grandes chansons de tous les temps du magazine Rolling Stone[44].
- 1er octobre : Sortie du quatrième album de U2, The Unforgettable Fire[42].
- Octobre – novembre : La tournée The Unforgettable Fire Tour comprend 21 concerts dans des salles et des stades en Europe de l'Ouest[45].
- 1er décembre :  U2 entame la partie américaine du The Unforgettable Fire Tour au Tower Theater de Philadelphie. Les Waterboys assurent la première partie. Le groupe donne 10 concerts dans les principales villes américaines et la demande de billets dépasse largement l'offre, ce qui montre que U2 ne pourra plus désormais jouer dans des petits théâtres ou des petites salles[46].

## 1985
- 1985 : Le magazine Rolling Stone qualifie U2 de "Groupe des années 1980", affirmant que "pour un nombre croissant de fans de rock and roll, U2 est devenu le groupe qui compte le plus, peut-être même le seul groupe qui compte"[47].
- Janvier – février : Le groupe joue 13 concerts en Europe de l'Ouest dont 5 concerts en Allemagne ainsi que leur tout premier concert en Italie[48].
- Février : Les ventes de The Unforgettable Fire dépassent le million d'exemplaires.
- Fin février – mai : U2 joue 40 concerts dans 29 villes des États-Unis et du Canada. Pour la première fois, le groupe joue uniquement dans des stades dans de multiples endroits.
- 1er avril : Concert à guichets fermés de U2 au Madison Square Garden de New York. De nombreux journalistes irlandais sont présents et Bono en profite pour annoncer que U2 donnera le plus gigantesque de tous ses concerts au Croke Park de Dublin le 29 juin.
- Avril : Sortie du deuxième et dernier "single" éponyme de l'album The Unforgettable Fire. Il atteint la sixième place des charts britanniques de "singles", et la huitième place aux Pays-Bas, mais ne fonctionne pas aussi bien aux États-Unis.
- Mai : Sortie de l'EP Wide Awake in America, en Amérique seulement. Ce mini-album sortira en Europe en 1987.
- Fin mai – mi-juillet : U2 joue neuf concerts dans la saison des festivals européens.
- 29 juin : Ils jouent un concert à domicile au Croke Park de Dublin, leur premier spectacle en tête d'affiche dans un stade[49].
- 13 juillet : Présenté sur scène par Jack Nicholson, U2 participe au Live Aid au stade de Wembley, pour soulager la famine en Éthiopie[50]. La performance du groupe, qui comprenait une version de 14 minutes de Bad, fut un point crucial pour la carrière du groupe[51], montrant aux millions de téléspectateurs la connexion que Bono pouvait avoir avec le public[52]. La vente des albums et des places de concerts du groupe triplera dans les mois qui suivront.
- Septembre : Bono et sa femme Ali, font du bénévolat pour World Vision en Éthiopie[53].
- 15 octobre : Naissance d'Arran, la deuxième fille d'Aislinn et The Edge[54].

## 1986
- 1986 : Au cours de cette année, Bob Hewson, le père de Bono, déménage et quitte sa maison sise au 10 Cedarwood Road dans le quartier de Glasnevin au nord de Dublin.
- 30 janvier : Bono et Larry Mullen sont interviewés pendant une demi-heure sur la chaine de télévision irlandaise TV Gaga, avant que le groupe ne joue une chanson intitulée Womanfish, une première version rugueuse de Trip Through Your Wires, et une reprise de Knockin' on Heaven's Door[55].
- Février : Le premier numéro de Propaganda, le nouveau magazine de fanclub de U2, est publié.
- 27 février : U2 est élu par les lecteurs des Rolling Stone's Music Awards, comme le meilleur groupe de l'année. Le meilleur compositeur est Bono, la meilleure performance en concert est également pour U2. Les quatre dublinois sont également élu groupe de l'année par la critique.
- 17 mai : U2 donne son seul concert européen de l'année au festival Self Aid au RDS de Dublin. L'événement est organisé pour créer des emplois et lever des fonds pendant la crise du chômage en Irlande[55].
- 4 juin : U2 interrompt l'écriture de son futur album pour être la tête d'affiche du premier concert de la tournée A Conspiracy of Hope qui durera jusqu'au 15 juin au Cow palace en Californie, au profit d'Amnesty International. Sur scène, le groupe rejoint Peter Gabriel, Sting, The Neville Brothers, Joan Baez, Bryan Adams, Lou Reed et Jackson Browne. À défaut d'être distrayante, la tournée ajoute de l'intensité et de la puissance à la nouvelle musique du groupe[56].
- 3 juillet : Greg Carroll, un Māori que le groupe avait rencontré à Auckland lors du Unforgettable Fire Tour et qui était devenu technicien de tournée pour U2 ainsi qu'ami proche de Bono, se tue dans un accident de moto à Dublin.
- 10 Juillet : Bono, sa femme Ali et les autres membres du groupe sont présents à l'enterrement de Greg Carroll à Kai-iwi Marae en Nouvelle-Zélande. De retour à Dublin, Bono écrit la chanson One Tree Hill.
- Mi-Juillet : Sur l'invitation de l'artiste chilien René Castro, Bono et sa femme Ali se rendent au Nicaragua pour une visite organisée par le Central American Mission Partners (CAMP), dédié aux droits de l'homme et au développement économique en Amérique latine. Ils rendent visite à Ernesto Cardenal du gouvernement sandiniste et au musicien Carlos Mejía Godoy[57].
- 19 juillet : Le groupe écoute le président Daniel Ortega parler lors du "Jour de la Révolution du pays"[57].
- 20 juillet : Bono est ému par les fidèles chrétiens qui invoquent les noms de leurs proches qui sont morts en combattant les contras[57].
- Fin juillet : le groupe et Ali, l'épouse de Bono, volent pour le Nicaragua pour un séjour de 4 à 5 jours. Ils rencontrent le groupe COMADRES (Les Mères des Disparus), un groupe de femmes dont les enfants ont été tués, ou ont disparu, à cause du gouvernement[57]. Alors que U2 traverse à pied une zone rurale isolée au nord du Salvador, les troupes gouvernementales tirent dans leur direction et effraient le groupe[57].
- 1er août : U2 reprend ses sessions d'enregistrement aux studios Windmill Lane à Dublin. La toute première expérience de Bono des conflits en Amérique centrale devient une influence majeure pour des chansons telles que Bullet The Blue Sky et Mothers of the Disappeared. Motivés par l'amitié qu'ils entretient avec Bob Dylan, Van Morrison et Keith Richards, les membres du groupe se tourne alors vers les racines du rock, et Bono se concentre sur ses talents de chanteur et de parolier[58].

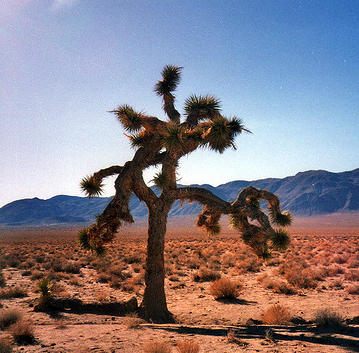
Silhouette du fameux Joshua Tree. Le cinquième album de U2 a été nommé d'après cet arbre.

- Octobre : U2 assiste au concert à Dublin de la légende du blues B.B. King. U2 le rencontre ensuite dans les coulisses[57]. Le groupe et B.B. King enregistreront plus tard la chanson When Love Comes to Town.
- Novembre : Dernières séances d'enregistrement pour finaliser le futur album. Celui-ci a été réalisé durant cette année 1986 en divers endroits, notamment à Danesmoate House à Rathfarnham au sud-est de Dublin. Cette ancienne propriété du politique et soldat irlandais William Southwell, bâtie en 1787 par sa famille, fait partie du patrimoine historique irlandais. Adam Clayton la rachètera plus tard pour en faire sa demeure principale.
- 14–16 décembre : U2 voyage à travers la Californie avec le photographe Anton Corbijn et le designer Steve Averill afin de réaliser des photos dans des paysages désertiques pour la couverture du nouvel album[57]. Le soir du premier jour de prises de vues, Anton Corbijn raconte au groupe l'histoire des Joshua Trees et suggère l'utilisation de leur silhouette sur la couverture de l'album. Le lendemain, ils trouvent un arbre solitaire inhabituel dans le désert des Mojaves, dont l'image sera utilisée pour la pochette. Le disque s'appellera donc The Joshua Tree[59]. La photo en noir et blanc qui figurera en une de couverture, montrant U2 sur le côté gauche, avec à droite une rivière asséchée et le désert des Mojaves en arrière-plan, a été prise à Zabriskie Point. Sur le clichet, au premier rang, face à l'objectif, on voit Larry Mullen Junior et à ses côtés Bono mais de profil, derrière The Edge et au fond Adam Clayton. Les photos où figure le fameux Joshua Tree à la silhouette si reconnaissable ont quant à elles été prises non loin du village de Darwin dans le désert de Mojave près de la California State Route 190, à 132 kilomètres en contrebas de Zabrikie Point. Durant ces trois jours, Anton Corbijn a également pris le groupe en photo à Bodie, une ville fondée lors de la ruée vers l'or et abandonnée dans les années 1930. Bodie se situe beaucoup plus au nord de l'État de Californie, à 292 kilomètres du Joshua Tree, à peu près à la même longitude que San Francisco. Les photos réalisées dans cette ville fantôme ont servie pour les pochettes des 'singles' extraits de l'album The Joshua Tree. Des photos de U2 ont également été prises devant le Melody Motel à Twentynine Palms, une petite ville qui elle, en revanche, se situe beaucoup plus au sud du Joshua Tree, à 406 kilomètres, à la même longitude que Los Angeles. À la différence des clichés en noir et blanc pris sur les sites précédemment cités, ceux-ci sont en couleurs et réalisés en soirée juste avant le coucher de soleil.
- Fin décembre : U2 fait appel à Steve Lillywhite pour remixer quelques-unes des nouvelles chansons pour lesquelles le groupe travaille pour la nouvelle année[57].

## 1987
- Janvier : U2 termine les enregistrements des faces-B pour la sortie des "singles" tirés de l'album, dont les titres Walk To The Water, Luminous Times, et Spanish Eyes[61].
- Février : U2 tourne une vidéo pour Red Hill Mining Town[62], qui devait être l'un des "singles" de l'album mais qui n'est jamais sorti. Une vidéo est également tournée pour With or Without You à Dublin[62].
- Mars : U2 interprète la chanson Springhill Mining Disaster de Peggy Seeger, dans l'émission The Late Late Show célébrant le 25e anniversaire des Dubliners.
- 9 mars : Le cinquième album studio de U2,The Joshua Tree, sort directement en première position dans 22 pays. Pour l'occasion le Virgin Megastore de Dublin ouvre ses portes dès minuit. L'album devient presque immédiatement n°1 mondial et bat le record de vitesse des ventes en Grande-Bretagne.
- 11 mars : Aux États-Unis, The Joshua Tree devient disque de platine en seulement deux jours. L'album est également très bien accueilli au Royaume-Uni où il se classe à la 1re place des "charts" d'albums.
- 21 mars : With or Without You sort et devient le premier single du groupe No 1 aux États-Unis[63].
- 27 mars : U2 improvise un concert sur le toit d'un magasin de vins et spiritueux, le "Republic Liquor Store", à l'angle de la 7e rue et de la South Main Street dans le centre-ville (downtown) de Los Angeles, pour réaliser la vidéo de Where the Streets Have No Name[64]. Lorsque le tournage est annoncé à la radio, une grande foule se rassemble alors dans les rues environnantes et bloque la circulation. Le groupe réalise les images pour Where The Streets Have No Name d'abord avec des bandes d'accompagnement, mais les trois tentatives suivantes, ainsi que l'interprétation de cinq autres chansons (People Get Ready, In God's Country, Sunday Bloody Sunday, Dancing in the Street, Pride), sont entièrement du direct. Finalement, la police locale interrompt le tournage, mais plus de vidéos ont pu être capturées pour le clip qui sera réalisé par Meiert Avis (en) et produit par Michael Hamlyn et Ben Dossett. Hélas, seules les images des différentes interprétations de Where the Streets Have No Name, nécessaires pour le clip, ont pu être conservées. Les enregistrements des autres chansons ont été détruits par la police de Los Angeles.
- 30 mars : Lors des répétitions pour The Joshua Tree Tour, Bono tombe à l'arrière de la scène et s'entaille le menton. Il en portera toujours la cicatrice[64]. The Joshua Tree entre dans les charts du magazine Billboard à la septième place[65].
- 2 avril : U2 entame le Joshua Tree Tour dans la ville de Tempe en Arizona. L'air chaud et sec du désert a affecté la voix de Bono, et il est à peine capable de chanter devant la presse musicale mondiale lors de la soirée d'ouverture. Le promoteur du concert, Barry Fey, lit une déclaration au nom du groupe dénonçant l'intention du gouverneur de l'Arizona, Evan Mecham, d'abolir le jour férié du Martin Luther King Day dans cet État[64].
- 7 avril : The Joshua Tree atteint la place de numéro 1 du Billboard, place à laquelle il restera neuf semaines[65].
- 12 avril : Dans la soirée qui a suivi le concert à Las Vegas, le groupe filme le clip vidéo de I Still Haven't Found What I'm Looking For dans Fremont Street éclairées au néon, au cœur de la plus grande ville du Nevada[64]. Le groupe joue son titre en acoustique et laisse une place à l’improvisation. Le public s’attroupe pour les écouter, Bono accueille à bras ouverts une femme venant vers lui, se jette sur le capot d’une voiture qui passait par là, et Adam s’en va prendre un taxi. Pour la première fois chez U2, le tournage du clip ne semble donc pas millimétré.
- 14 avril : Maria McKee fait un duo avec Bono sur la reprise de U2 de I Shall Be Released lors de leur concert à San Diego[65].
- 20 avril : Bob Dylan rejoint le groupe sur scène pour chanter I Shall Be Released et Knockin' on Heaven's Door[66].
- 27 avril : Après les Beatles, The Band et les Who, U2 devient le quatrième groupe de rock à avoir l'honneur de figurer en couverture du magazine Time[67], avec le titre "U2 Rock's Hottest Ticket".
- 30 avril : U2 joue son premier concert comme tête d'affiche dans un stade aux États-Unis, au Pontiac Silverdome[68].
- Courant 1987 : À partir de la deuxième partie du Joshua Tree Tour, Dallas Schoo Dalton commence sa fructueuse et longue collaboration avec U2, en devenant le technicien de guitare attitré de The Edge. Au fil des années, Dallas Schoo deviendra le co-artisan du son de la guitare de The Edge qui est considéré comme l'empreinte génétique de U2.
- Mai : Les ventes de The Joshua Tree atteignent les sept millions d'exemplaires[69]. I Still Haven't Found What I'm Looking For sort et atteint la place de numéro 1 aux États-Unis.
- 27 mai : U2 commence la partie européenne du Joshua Tree Tour au stade Flaminio à Rome. La plupart des 31 concerts se déroulent dans des stades en plein air[70].
- 2 juin : Après avoir écouté In Dreams de Roy Orbison la veille, Bono commence à lui écrire une chanson. Le soir, après le concert au Wembley Arena, Roy Orbison fait une visite surprise au groupe dans les coulisses. Bono lui joue alors la chanson She's a Mystery to Me.
- 4 juillet : Le concert à l'Hippodrome de Vincennes à Paris est filmé à l'occasion des célébrations du 25e anniversaire d'Island Records. Un bombe de gaz lacrymogène est déclenchée dans la foule provoquant une légère panique et force le groupe à interrompre l'interprétation de With or Without You[71].
- Août : Where the Streets Have No Name sort en tant que troisième single tiré de The Joshua Tree.
- Août : U2 découvre qu'Island Records a des difficultés financières et ne peut pas leur verser les royalties de 5 millions de dollars pour The Joshua Tree. U2 réinvestit alors le montant impayé dans la maison de disque en échange d'une participation estimée à 10% dans l'entreprise[72].
- 26 septembre : U2 répète I Still Haven't Found What I'm Looking For avec les New Voices of Freedom dans une église d'Harlem, dont les images apparaîtront plus tard dans le film Rattle and Hum[73].
- Octobre : Publication de la biographie officielle du groupe par l'ancien footballeur irlandais Eamon Dunphy, Unforgettable Fire: The Definitive Biography of U2 (Le feu inoubliable : la biographie définitive de U2)[74]. Le groupe se dira mécontent de certains passages.
- Novembre : In God's Country sort en "single" au Canada et aux États-Unis. Les ventes à l'importation sont si fortes que le "single" rentre dans les "charts" au Royaume-Uni.
- 1er novembre : Les Dalton Brothers font la première de leur trois apparitions sur le Joshua Tree Tour en première partie de U2. Ce groupe de country, composé de quatre personnes, joue deux chansons. Il s'agit en réalité de U2 déguisés avec des costumes de western. Les spectateurs, sauf les premières rangées de l'auditoire, ne parviendront pas à les reconnaître[75].
- 8 novembre : U2 joue au McNichols Sports Arena à Denver. Le même jour, une bombe de l'IRA tue onze personnes lors d'une cérémonie du jour du Souvenir dans la ville d'Enniskillen, en Irlande du Nord. Lors de l'interprétation de Sunday Bloody Sunday, Bono a condamné la violence et son fameux « fuck the revolution! » au milieu de la chanson, adressé aux Irlandais d’Amérique qui soutenaient les poseurs de bombes de l’époque, provoque la colère de l'IRA. Cette performance ainsi que six autres chansons du concert seront présentes dans le film Rattle and Hum.
- 11 novembre : U2 joue un concert impromptu nommé Save the Yuppies sur la Justin Herman Plaza située sur l'Embarcadero à San Francisco, comme une œuvre de charité fictive au profit des opérateurs de marché (les fameux "traders" que l'on surnommait les "Yuppies" à l'époque aux États-Unis) après le krach boursier d'octobre 1987. L'interprétation de All Along the Watchtower de Bob Dylan est enregistrée pour Rattle and Hum. Pendant la chanson Pride, Bono monta au haut de la Fontaine Vaillancourt et y inscrivit à la bombe "Rock & Roll stops the trafic", en référence à la puissance du rock. 20 000 personnes assistaient en effet au concert gratuit et bloquaient une partie des rues avoisinantes. Réagissant à cet acte, la mairesse de la ville, Dianne Feinstein, déclara qu'elle déplorait la vandalisme de l'œuvre et que ce genre de délit était punissable d'une amende et/ou d'emprisonnement. La municipalité émettra sans succès un mandat d'arrestation à l'encontre de Bono, qui se fendra cependant d'une lettre d'excuse[76].
- 29 novembre : U2 visite Graceland, la villa d'Elvis Presley à Memphis dans le Tennessee. Les images de ce moment seront ensuite incluses dans le film Rattle and Hum[77]. Larry est particulièrement ému de visiter la maison du King, son idole, à Graceland. À cette occasion, Bono est obligé d'user de ses charmes pour avoir l'autorisation de prendre son ami en photo sur la Harley d'Elvis.
- 19–20 décembre : Les deux derniers concerts du Joshua Tree Tour se déroulent au Sun Devil Stadium en Arizona. Cinq chansons sont incluses dans Rattle and Hum.

## 1988
- Février : U2 déménage à Los Angeles pour travailler avec le jeune réalisateur Phil Joanou sur le montage du film Rattle and Hum. Plus de 160 heures de concerts et de documentaires sont passées en revue pour une heure trente de film. Pendant leur séjour, ils enregistrent aussi de nouvelles chansons aux A&M Studios et STS Studios[78].

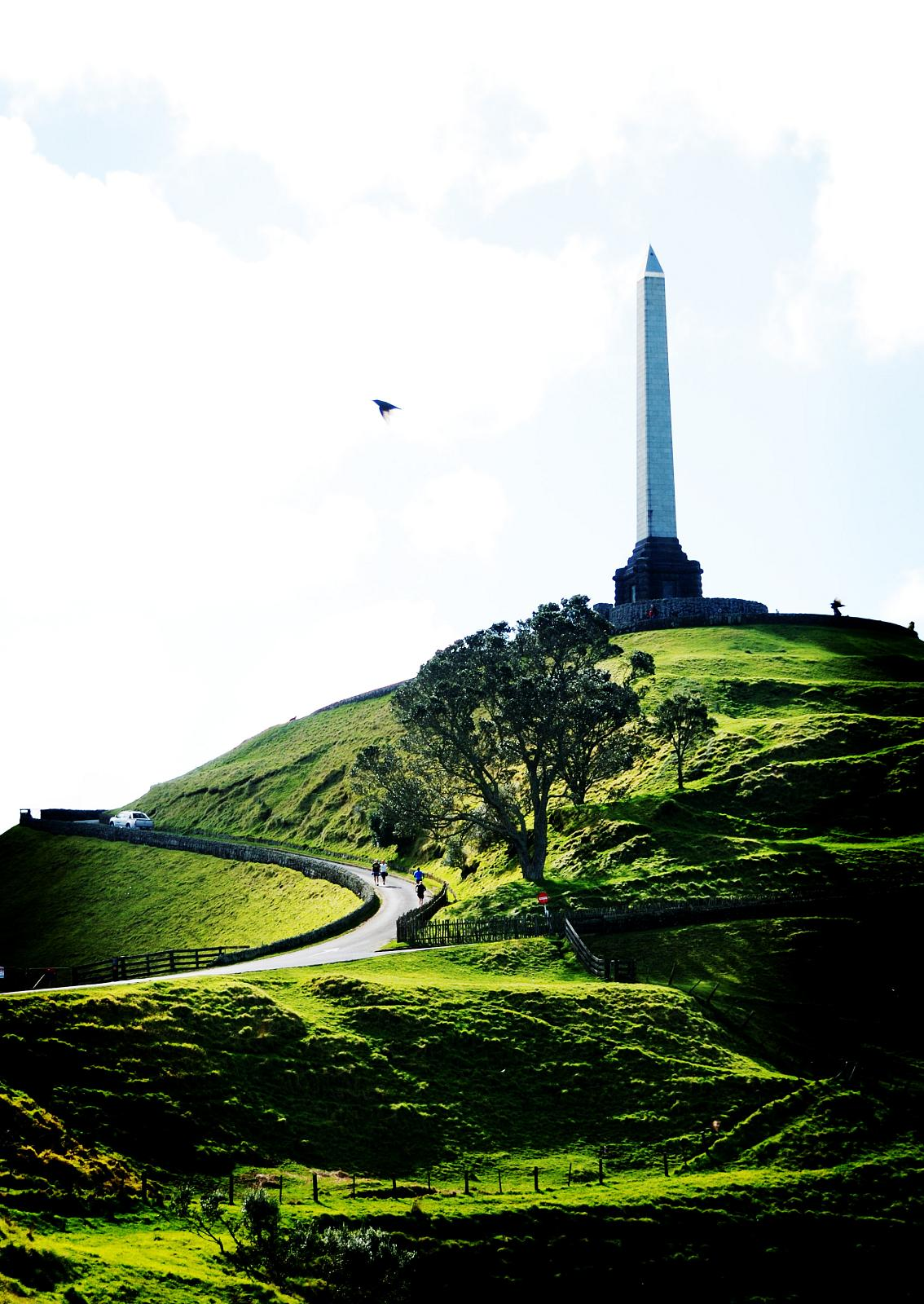
One Tree Hill en 2008.

- Mars : One Tree Hill sort en "single", exclusivement en Nouvelle-Zélande.
- 2 mars : Aux Grammy Awards, U2 remporte le prix du meilleur chanteur de l'année pour I Still Haven't Found What I'm Looking For et Album de l'année pour The Joshua Tree[78].
- Mai : U2 reçoit du matériel d'enregistrement supplémentaire pour le film Rattle and Hum au Point Depot à Dublin. Des séquences enregistrées de Van Diemen's Land et Desire seront utilisées dans le film[78].
- Septembre : Desire sort en tant que premier single du nouvel album. C'est le premier single numéro 1 du groupe au Royaume-Uni. The Edge s'est inspiré du titre 1969 des Stooges pour composer cette chanson.
- 10 octobre : Le double album Rattle and Hum sort, avec une partie live et une partie studio.
- 16 octobre : Apparition télévisée de U2 lors du Smile Jamaica, concert donné au Dominion Theatre de Londres, et destiné à aider les victimes de l'ouragan Gilbert en Jamaïque.
- 27 octobre : Première mondiale du film Rattle and Hum, notamment à Dublin au Savoy (en). Plus de 5 000 personnes se pressent devant le cinéma de O'Connell Street pour entendre le groupe jouer quatre chansons.
- Novembre : The Edge rejoint Bryan Ferry sur scène pour une apparition surprise à la RDS à Dublin.
- 6 décembre : Roy Orbison, pour qui Bono et The Edge ont récemment écrit She's a Mystery to Me, meurt à 52 ans d'une crise cardiaque à Madison dans le Tennessee aux États-Unis, avant la sortie de son album Mystery Girl.
- 17 décembre : Angel of Harlem sort en tant que deuxième "single" de Rattle and Hum. Cette chanson hommage à Billie Holiday a été inspirée à Bono quand celui-ci s'est retrouvé dans un taxi new-yorkais dont le chauffeur écoutait un titre de celle que l'on surnommait "Lady Day".

## 1989
- Avril : When Love Comes to Town sort en tant que troisième "single" de Rattle and Hum.
- 30 avril : Bono fait sa première apparition solo lors d'un spectacle de bienfaisance de l'Abbey Theatre de Dublin.
- 10 mai : Le premier enfant de Bono et Ali, une fille nommée Jordan, est née le jour du 29e anniversaire de Bono.
- 4 juin : Bono rejoint Bob Dylan sur scène pour une interprétation de Maggie's Farm, au RDS, Simmonscourt Road à Dublin.
- 13 juin : All I Want Is You sort en tant que quatrième et dernier "single" de Rattle and Hum. Sa sortie en Australie est suspendue jusqu'en octobre pour coïncider avec le Lovetown Tour. Il atteint la place de numéro 1 dans les "charts" australiens. Le clip/court-métrage de la chanson raconte l'histoire d'un nain joué par Paolo Risi qui tombe amoureux d'une trapéziste jouée par Paola Rinaldi.
- 6 août : Adam Clayton est arrêté pour détention et usage de cannabis au "Blue Light Pub" à Glencullen, au sud de Dublin. Il est condamné à verser 25 000 livres au « Women's Aid Refuge Centre ».
- 21 septembre : La tournée Lovetown Tour commence à Perth en Australie.

- 26-31 décembre : À la fin de leur tournée Lovetown Tour, U2 joue quatre soirs au Point Depot à Dublin.
- 31 décembre : Après plusieurs mois de tournées ininterrompues, U2 donne le dernier concert de l'année au Point Depot à Dublin. À minuit, le groupe amorce Where The Streets Have No Name au moment où le public décompte les dernières secondes de la décennie. À la fin du concert, Bono annonce sur scène l'intention du groupe de partir et affirme que "ce n'est que la fin de quelque chose pour U2" et que "nous devons partir et ... et rêver à nouveau". Le concert est diffusé en direct à la radio pour plus de 300 millions d'auditeurs dans le monde [80]. Bien des années plus tard, il recevra une version officielle en ligne sur iTunes.

## 1990
- Janvier : La tournée Lovetown Tour reprendra juste pour 4 concerts avant son terme définitif à Rotterdam. U2 entame ensuite sa plus longue pause à ce jour, avec notamment deux années sans représentation publique[81].
- 17 janvier : Bono, The Edge, Larry Mullen Junior et Adam Clayton intronisent The Who au Rock and Roll Hall of Fame[82].
- 6 février : Première de la version théâtrale de A Clockwork Orange de la Royal Shakespeare Company au Barbican Theatre à Londres. Anthony Burgess, présent ce soir là, signe le scénario, mais la production a rejeté sa musique originale au profit de nouvelles chansons écrites par Bono et The Edge[82],[83].
- 18 février : U2 est nommé meilleur groupe international aux Brit Awards[82].
- Mars : Bono écrit deux chansons avec les Neville Brothers appelées Jah Love et Kingdom Come[82].
- Avril : Larry Mullen Junior écrit l'hymne officiel de l'équipe d'Irlande de football pour la coupe du monde de 1990. Il est publié dans une filiale de Mother Records et atteint la première place dans les "charts" irlandais[82].
- Juin : U2 enregistre Night and Day qui sera le onzième titre sur l'album Red Hot + Blue, le premier d'une série d'albums de compilations au profit de l'association caritative Red Hot Organization qui lutte contre le SIDA à travers la culture pop[84]. La chanson est enregistrée au sous-sol chez The Edge et est produite par The Edge et Paul Barrett (d'après les crédits de l'album Red Hot + Blue).
- 20 juin : Bono rejoint David Bowie sur scène lors d'un concert au Richfield Coliseum de Cleveland en Ohio.

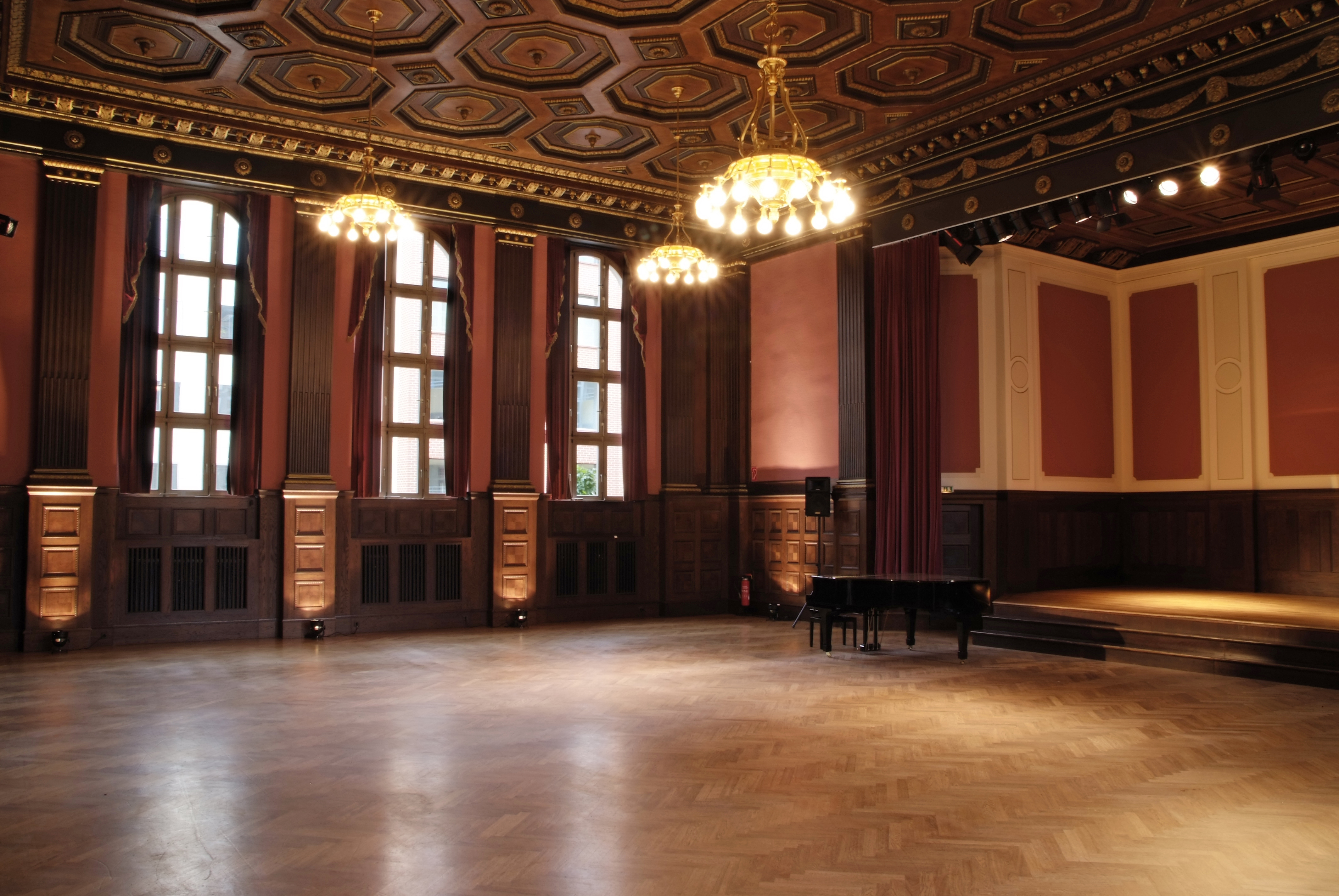
U2 a majoritairement enregistré Achtung Baby aux studios Hansa de Berlin, dans cette ancienne salle de bal tristement célèbre pour avoir été utilisée par les SS sous le 3e reich.

- mi-1990 : Aux studios STS à Dublin, U2 enregistre des "démos" qui deviendront plus tard Who's Gonna Ride Your Wild Horses, Until the End of the World, Even Better Than the Real Thing, et Mysterious Ways[85].
- 3 octobre : Le groupe arrive à Berlin-Est pour commencer à travailler sur un nouvel album. Avec les producteurs Daniel Lanois et Brian Eno, ils cherchent l'inspiration et le renouveau à la veille de la réunification allemande[86].
- 4 octobre : U2 tourne le clip de Night and Day dans la maison du réalisateur Wim Wenders à Berlin[87].
- Décembre : U2 fait plusieurs séances de prises de vue avec Anton Corbijn autour de leur hôtel berlinois et du Studio Hansa (où ils sont en sessions d'enregistrement) pour la pochette du nouvel album et des photos publicitaires[88]. Sortie du "single" promotionnel Night and Day en édition limitée. Cette reprise de Cole Porter a été enregistrée au profit de la recherche et des malades du SIDA, et figure déjà sur l'album Red Hot + Blue.
- Noël : À Dublin, le groupe se réunit pour parler de leur avenir après les difficultés rencontrées lors des sessions de Berlin. Ils sont tous d'accord pour continuer[88].

## 1991
- Janvier : Le groupe retourne à Berlin pour finaliser quelques enregistrements[90].
- 9 février : U2 arrive à Tenerife pour deux semaines de tournage photo et vidéo. Le groupe espère que cela va changer leur image. Le groupe s'habille avec masques et rejoint les foules au Carnaval de Santa Cruz de Tenerife. C'est durant ce séjour que sont prises les fameuses photos de U2 maquillés et habillés avec des vêtements féminins extravagants[90].
- Fin février/mars – juillet : de retour à Dublin, U2 loue le manoir en bord de mer "Elsinore House" à Dalkey, pour continuer à travailler sur le nouvel album[91].
- Pâques : The Edge se sépare de sa femme, Aislinn. La douleur de la séparation influe fortement sur le contenu de l'album en cours d'écriture[85],[92],[93].
- 17 mars : U2 rencontre Willie Williams pour poursuivre les discussions sur la prochaine tournée du groupe[91].
- Avril : Les enregistrements de la précédente session berlinoise de l'album sont divulgués et piratés.
- Mai : U2 poursuit en justice le Sunday Independent pour un article paru en octobre 1990 basé sur des rapports de troisième main sur U2 se comportant mal dans un restaurant de Dublin. L'affaire est réglée à l'amiable, avec des excuses imprimées tirées du document, selon lesquelles l'article original n'avait « en fait aucun fondement »[94].
- Mi-Mai : Island Records annonce qu'elle intentera une action en justice contre toute personne vendant des cassettes piratées d'enregistrements studio de U2. Fin mai, les autorités retracent la distribution des cassettes en Allemagne et une usine est fermée[94].

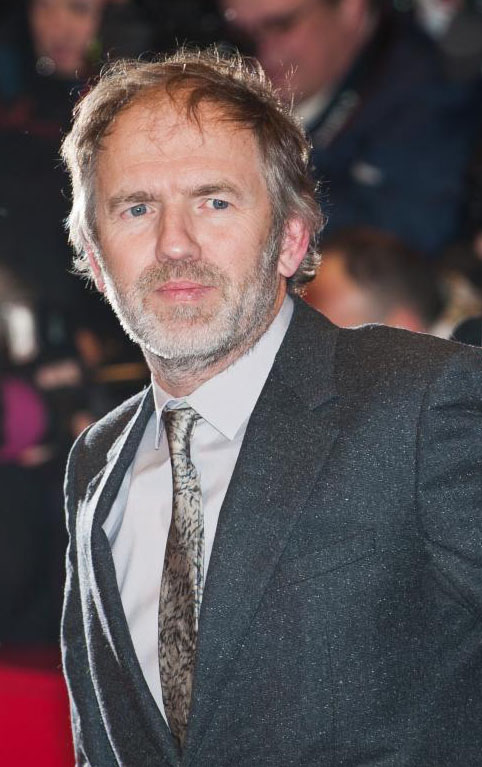
Anton Corbijn, l'associé le plus célèbre et le plus ancien de U2.

- Juin : Anton Corbijn est commissionné pour une autre séance photo, cette fois à Dublin, dont les résultats incluent la photo nue d'Adam Clayton, qui sera utilisée sur la pochette du nouvel album[94].
- 14 juin : U2 rencontre Willie Williams et Catherine Owens pour discuter de la prochaine tournée. Parmi les nouvelles idées, citons le placement de moniteurs de télévision sur toute la scène et l'utilisation de Trabants comme sources lumineuses[95].
- Juillet : U2, Anton Corbijn et le designer Steve Averill se rencontrent au Maroc pour une séance photo de quatre jours[95].
- 7 juillet : Naissance de la deuxième fille de Bono et Ali, Eve[95].
- 20 août : Un groupe de musique électronique, Negativland, sort un single appelé "U2", qui inclut un échantillon non autorisé de I Still Haven't Found What I'm Looking For[95].
- 5 septembre : Island Records obtient une injonction contre la vente et la promotion du single "U2" de Negativland[95].
- 13 septembre : Des extraits de la vidéo du premier "single" du nouvel album, The Fly, sont tournés à Dublin. Le reste de la vidéo est tourné à Londres quelques semaines plus tard[95].
- 21 septembre : À la date limite d'achèvement du nouvel album, U2 reste éveillé toute la nuit pour choisir les mixes et l'ordre des chansons[95].
- 22 septembre : The Edge emporte les bandes du nouvel album aux États-Unis pour le mastering final[95].
- Octobre : La vidéo de Mysterious Ways est tournée à Fès au Maroc par le réalisateur Stéphane Sednaoui. Anton Corbijn, quant à lui, photographie le groupe[96].
- 12 octobre : Sortie de The Fly, le premier "single" du nouvel album. Il devient le deuxième "single" de U2 à arriver à la première place des "charts" au Royaume-Uni[97].
- 19 novembre : Sortie du septième album de U2, Achtung Baby, qui reçoit l'adhésion générale de la critique.
- 25 novembre : Sortie du "single" Mysterious Ways, le deuxième tiré du nouvel opus Achtung Baby. La chanson atteint la 9e place du Hot 100 du magazine américain Billboard, ce qui en fait le quatrième "single" du groupe dans les "charts" des "singles".

## 1992
- 1992 : Au cours de l'année, Bono et The Edge rachètent le Clarence Hotel à Dublin, et y lancent des travaux de transformation.
- 15 janvier : The Edge intronise les Yardbirds au Rock and Roll Hall of Fame. Sur scène, il rejoint Keith Richards, Neil Young et Jimmy Page pour une reprise de Big River de Johnny Cash[98].
- 27 février : U2 enregistre en Floride une version "live" de One à partir d'une balance. Cette version sera diffusée dans l'émission Top of the Pops.
- 29 février : Le Zoo TV Tour commence à Lakeland, en Floride.
- Mars : Sortie de One, le troisième "single" d'Achtung Baby. Il atteint la septième place dans les "charts" britanniques, la dixième dans les "charts" américains et la première dans les "charts" US Mainstream Rock Tracks et US Modern Rock Tracks.
- 5 mars : U2 publie une déclaration niant les articles de journaux selon lesquels les mots diffusés sur les écrans vidéo lors des représentations de The Fly incluent "Bomb Japan Now" et qu'ils ne souhaitent pas offenser les Japonais[99].

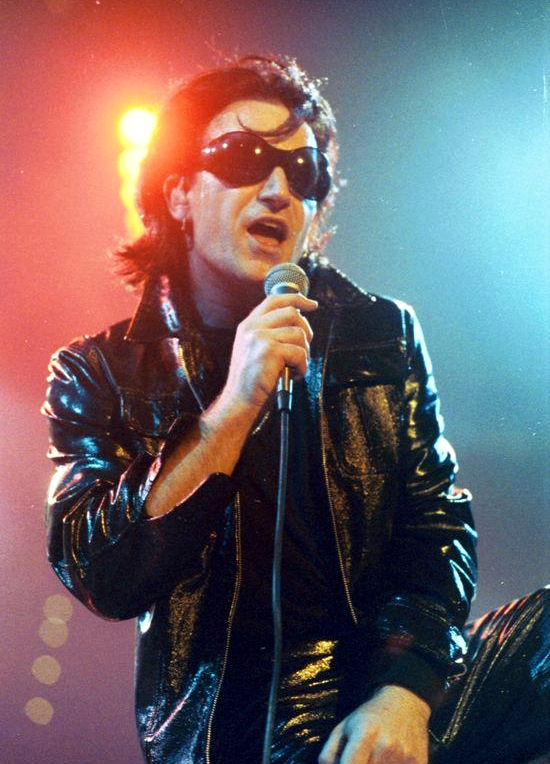
Bono jouant son personnage "The Fly" sur scène, lors du concert de la tournée Zoo TV à Cleveland le 26 mars 1992.

- 27 mars : Bono commande 10 000 pizzas sur scène pour le public lors d'un concert à Detroit. Le fournisseur de pizza parvient à livrer 100 pizzas[78].
- 7 mai : La partie européenne de la tournée Zoo TV s'ouvre à Paris, au POPB de Bercy[78].
- 31 mai : Bono rencontre l'auteur Salman Rushdie pour la première fois dans les coulisses après un concert à Londres[100].
- 7 juin : Sortie du quatrième 'single' d'Achtung Baby, Even Better Than the Real Thing. Il atteint la 32e place aux États-Unis et la 12e au Royaume-Uni. Une version remixée atteint la huitième au Royaume-Uni[100].
- 11 juin : Lors d'un concert à Stockholm, Björn Ulvaeus et Benny Andersson d'ABBA rejoignent le groupe pour une interprétation de Dancing Queen[100].
- 19 juin : U2 participe au concert "Stop Sellafield" pour Greenpeace organisé au G-Mex Centre à Manchester. Ils jouent aux côtés de Kraftwerk, Public Enemy et Big Audio Dynamite II pour protester contre la mise en service d'un deuxième réacteur nucléaire à Sellafield[78] et attirer l'attention du public et des médias sur la pollution nucléaire de la mer d'Irlande par cette centrale. Le lendemain, le groupe participe à une manifestation organisée par Greenpeace où les manifestants débarquent sur la plage de Sellafield avec des canots pneumatiques et déploient 700 pancartes face aux médias présents[101].
- 29 juin : Bono enregistre une version solo de Can't Help Falling in Love d'Elvis Presley[102].
- 1er août : La partie Outside Broadcast de la tournée Zoo TV débute par un concert au Hersheypark Stadium de Hershey en Pennsylvanie.
- 7 août : Après trois semaines de montage de la scène et une semaine de répétitions, U2 organise une répétition publique. Morleigh Steinberg fait ses débuts en tant que danseuse du ventre sur Mysterious Ways[75].
- 12 août : Lancement de la tournée diffusée en extérieure de Zoo TV au New Jersey.
- Août : Le cinquième et dernier "single" d'Achtung Baby sort. Il s'agit de Who's Gonna Ride Your Wild Horses.
- 28 août : Lors d'une interview accordée à Dave Herman pour l'émission Rockline à New York (et diffusée par quelque 300 radios locales aux États-Unis), le candidat à la présidence des États-Unis Bill Clinton contacte U2 en direct[78].

## 1993
- 20 janvier : Larry Mullen et Adam Clayton assistent à l'investiture du président américain Bill Clinton à Washington. Ce soir-là, ils se joignent à Michael Stipe et Mike Mills de R.E.M. pour interpréter One lors du bal inaugural Rock and Roll 1993 de MTV organisé en l'honneur du nouveau président[103]. Ce groupe momentané se baptise pour l'occasion Automatic Baby.
- Février : U2 commence à enregistrer des nouveaux morceaux à Dublin[78].
- 23 février : Bono amène le mannequin Naomi Campbell à une soirée organisée par U2 afin qu'elle rencontre Adam Clayton qui a le béguin pour elle. Ils commencent une idylle les jours suivants[104].
- 24 février : Achtung Baby remporte le prix de la "meilleure performance vocale rock d'un groupe ou d'un duo" mais ne remporte pas le prix de l'"Album de l'année" au profit d'"Unplugged" d'Eric Clapton[104].
- 4 mars : Dans un sondage du magazine Rolling Stone, U2 gagne les prix du "meilleur groupe", de l'"artiste de l'année", du "comeback de l'année", de la "meilleure tournée", du "meilleur album", de la "meilleure couverture d'album" et "meilleur single" (pour One). Bono est élu "meilleur chanteur", "meilleur compositeur" et "artiste masculin le plus sexy". Larry Mullen est élu "meilleur batteur" tandis que The Edge et Adam Clayton sont finalistes dans leurs catégories respectives. Les critiques sont légèrement moins enthousiastes[105].
- Fin avril : Ayant presque terminé l'album Zooropa, U2 répète pour les concerts européens[105].

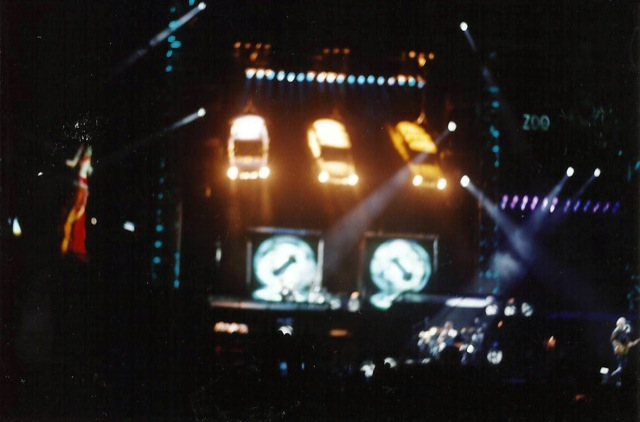
Morleigh Steinberg effectuant une danse du ventre lors du concert à Lisbonne au Portugal, le 15 mai 1993.

- 9 mai : Surnommé Zooropa, le Zoo TV Tour reprend avec la partie européenne dans les stades à partir de Rotterdam. U2 joue devant 2 100 000 personnes sur 43 concerts[106]. Lors de cette soirée aux Pays-Bas, apparaît pour la première fois "MacPhisto", le nouvel alter-ego de Bono[107], vêtu d’un costume doré et d'une chemise rouge à jabot.
- 10 mai : Bono fête son trente-troisième anniversaire au stade Feijenoord de Rotterdam.
- Au cours du mois de mai : le groupe revient souvent à Dublin après les concerts pour finaliser le mixage de l'album Zooropa[108].
- Juin : Sortie de Numb, le premier "single" extrait du nouvel album Zooropa. Il sort alors uniquement en vidéo.
- 5 juillet : Sortie de Zooropa, le huitième opus de U2.
- 14 juillet : Lors d'un concert à Marseille, Bono fait la première d'une série d'interviews en direct avec le documentariste Bill Carter qui se trouve dans la ville assiégée de Sarajevo[109].
- 11 août : L'écrivain Salman Rushdie, victime d'une fatwa, rejoint U2 sur scène devant 70 000 personnes au stade de Wembley[78].
- 28 août : Lors du dernier concert de la tournée Zooropa à Dublin, la fiancée d'Adam Clayton, Naomi Campbell, apparaît sur scène[110].
- Septembre : Sortie de Lemon en tant que deuxième "single" de Zooropa.
- 3 septembre : Lors des MTV Awards à Los Angeles, The Edge fait sa première apparition en solo où il interprète Numb devant une version miniature du Zoo TV[110].
- Novembre : Bono enregistre la voix de son duo avec Frank Sinatra sur I've Got You Under My Skin aux studios STS à Dublin[78].
- 12 novembre : La dernière partie de la tournée Zoo TV Tour, baptisée Zoomerang, débute par un concert au Melbourne Cricket Ground à Melbourne[111].
- 22 novembre : Sortie de Stay (Faraway, So Close!) en tant que troisième "single" extrait de Zooropa. Dans le clip de la chanson, réalisé par Wim Wenders et tourné à Berlin, chaque membre du groupe devient un ange gardien, Bono étant celui de Nastassja Kinski.
- 26 novembre : Adam Clayton ne joue pas le premier des deux concerts à Sydney. Bono explique au public qu'il souffre d'un virus et c'est son technicien de basse, Stuart Morgan, qui le remplace. C'est la toute première fois qu'un membre de U2 rate un concert. On apprendra plus tard qu'en fait, Adam Clayton avait une trop grosse gueule de bois pour pouvoir jouer[111]. Il avait beaucoup bu pour oublier son désespoir après que Naomi Campbell l'ai quitté.
- 27 novembre : Le deuxième concert de Sydney est filmé et diffusé dans le monde entier sous la forme d'une émission de télévision payante. La vidéo est publiée l'année suivante en cassette VHS[111].
- 10 Décembre : U2 joue le dernier concert de la tournée Zoo TV au Tokyo Dome[111].

## 1994
- Février : U2, "Blue Mountain Music" et "PolyGram International Music Publishing" assigne la Performing Rights Society, l'équivalent britannique de la SACEM, en justice et conteste son droit exclusif de collecter les droits d'auteur sur les chansons interprétées en public. Le groupe estime que les montants des réductions effectuées par les sociétés d'Europe continentale sur les revenus procurés par la redevance des titres de U2 sont excessifs et que c'est une restriction illégale du commerce dans le cadre du traité de Rome[78].
- Mars : Zooropa remporte le prix du "meilleur album alternatif" aux Grammy Awards.
- 1994 : Adam Clayton et Larry Mullen déménagent à New York pour étudier la musique[32].
- Avril : Larry Mullen et Adam Clayton enregistrent quatre titres avec Nanci Griffith pour son album Flyer[78].
- 5 avril : La vidéo Zoo TV : Live from Sydney, sort en Europe et en Australie.
- Novembre : U2 et Brian Eno enregistrent des nouveaux morceaux pendant deux semaines dans un studio à l'ouest de Londres[78].

## 1995
- Février : Bono et The Edge enregistrent North and South of the River avec Christy Moore, aux studios de Windmill Lane à Dublin[78]. La chanson, produite par Steve Lillywhite, est distribuée en Irlande uniquement. On la retrouvera en 1997 en face B du "single" Staring at the Sun, le deuxième extrait de Pop.
- 30 mars : Bono accompagne Prince au "Palace of Dance", une boîte de nuit de Dublin, où le chanteur fait une apparition après son concert.
- Avril : Bono présente le poète Allen Ginsberg lors d'une séance de lecture au festival littéraire de Galway.
- Été 1995 : U2, Brian Eno et Howie B forment les Passengers et passent cinq semaines travailler à Dublin[78].

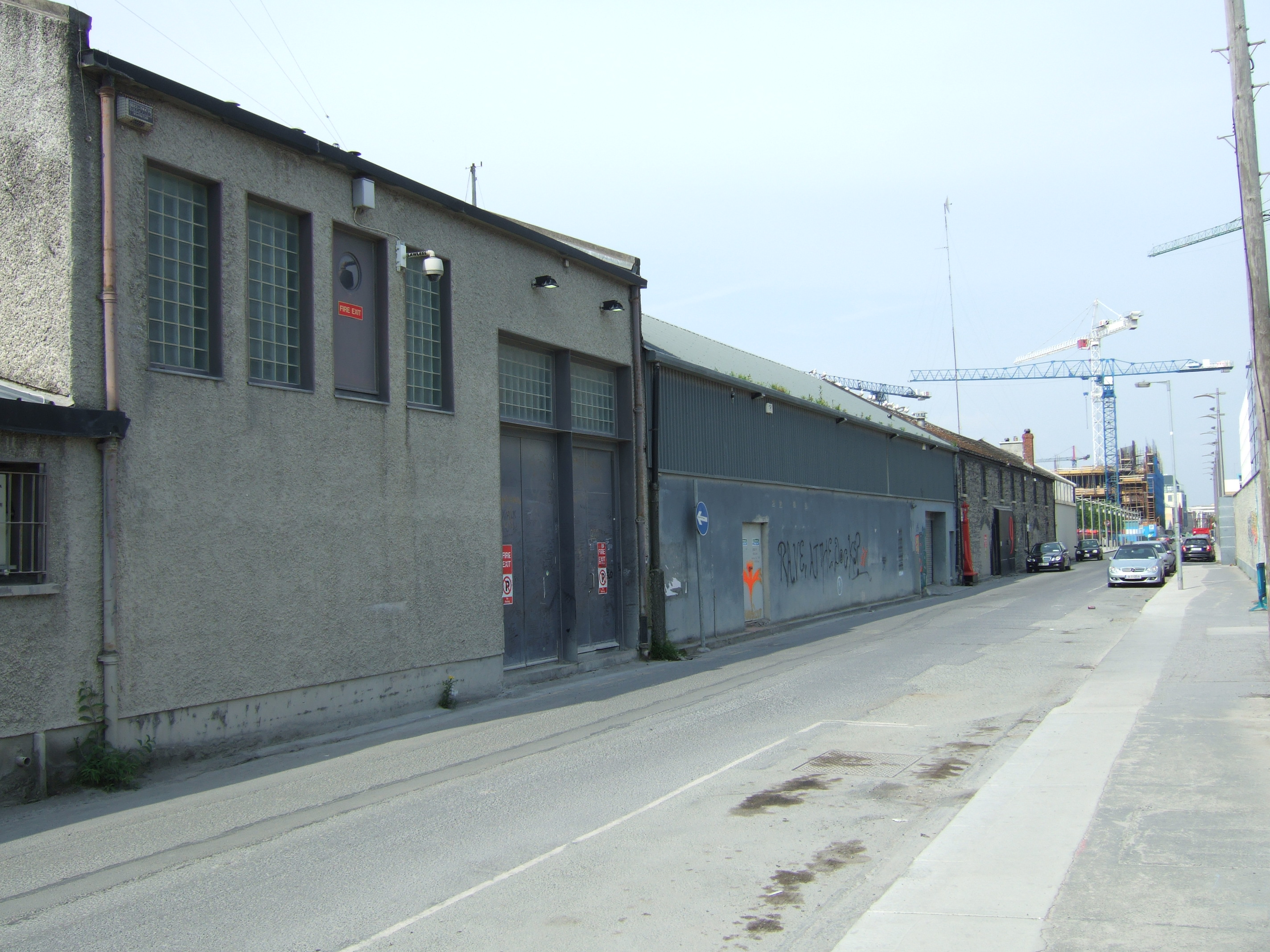
C'est à partir de 1995 que U2 utilise le Hanover Quay Studio qu'ils viennent d'acquérir à Dublin.

- 1er juin : U2 sort le "single" Hold Me, Thrill Me, Kiss Me, Kill Me, qui fait partie de la BO de Batman Forever. Il atteint la deuxième place au Royaume-Uni, la 16e en Amérique et la première en Australie et en Irlande[78].
- 18 juin : U2 accorde sa première interview en deux ans à Liam Mackey du magazine The X-Press, fondé par des journalistes au chômage après la fermeture du Irish Press Group. Cette interview sera publiée ultérieurement dans Hot Press.
- 12 septembre : Bono, The Edge et Brian Eno jouent pour la première fois Miss Sarajevo au concert annuel de Pavarotti and Friends à Modène en Italie[78].
- 7 novembre : L'album des Passengers Original Soundtracks 1 sort dans le monde entier. Miss Sarajevo qui met Luciano Pavarotti en vedette est le seul "single" du disque. Le même jour, Tina Turner sort Goldeneye, le thème principal du film homonyme de James Bond, écrit par Bono et The Edge, et édité par Capitol Records[78].

## 1996
- Janvier : U2 commence à travailler sur un nouvel album à Dublin[78].
- Avril : Le groupe déménage à Miami pour poursuivre le travail sur l'album[78].
- 1er mai : Adam Clayton et Larry Mullen sortent leur version du thème de Mission: Impossible. Il entre dans le Top 10 des "charts" aux États-Unis, au Royaume-Uni et dans d'autres pays[78].
- 11 mai : Le journaliste de Hot Press, Bill Graham, meurt subitement chez lui à Howth. Le groupe rentre d'Amérique pour assister aux funérailles à Dublin[78]. Pendant la cérémonie, Bono interprète une émouvante version de la chanson de Leonard Cohen, Tower of Song. Gavin Friday et Moya Brennan de Clannad figurent parmi les nombreux artistes qui jouent pendant le service.
- Juillet : La première date limite pour terminer l'album Pop est dépassée. U2 repousse une première fois la date de sortie.
- Septembre : La seconde date est également dépassée. U2 décide de ne pas sortir l'album avant 1997.

## 1997
- Janvier : Quelques extraits de Pop sont disponibles sur Internet mais personne ne sait vraiment qui est responsable.
- 3 février : Sortie de Discothèque en tant que premier "single" du nouvel album et devient n°1 dans 13 pays.
- 12 février : Conférence de presse de U2 au supermarché K-mart de Manhattan. Les critiques déclarent que "Pop est le meilleur album de U2 à ce jour".
- 4 mars : Sortie de Pop, le neuvième album de U2. L'album fait ses débuts directement à la première place dans 35 pays et a attiré principalement des critiques positives[112],[113]. Cependant, les ventes sont considérées comme médiocres par rapport aux albums précédents de U2[114].

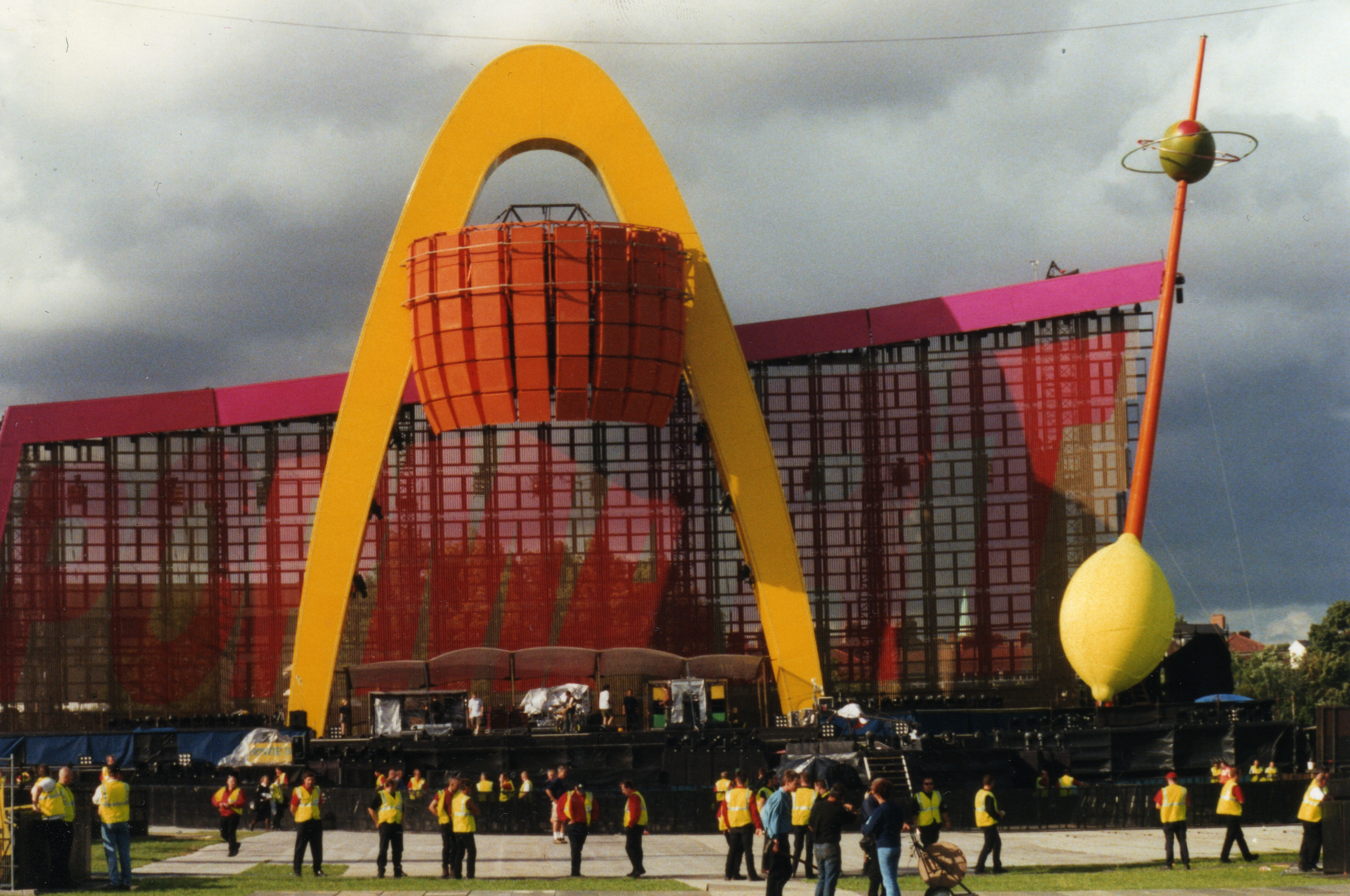
La scène du PopMart Tour a été dessinée par le designer Willie Williams et conçue par l'architecte Mark Fisher. Elle comportait une arche dorée, un citron miroir géant et un écran LED de 150 pieds de long.

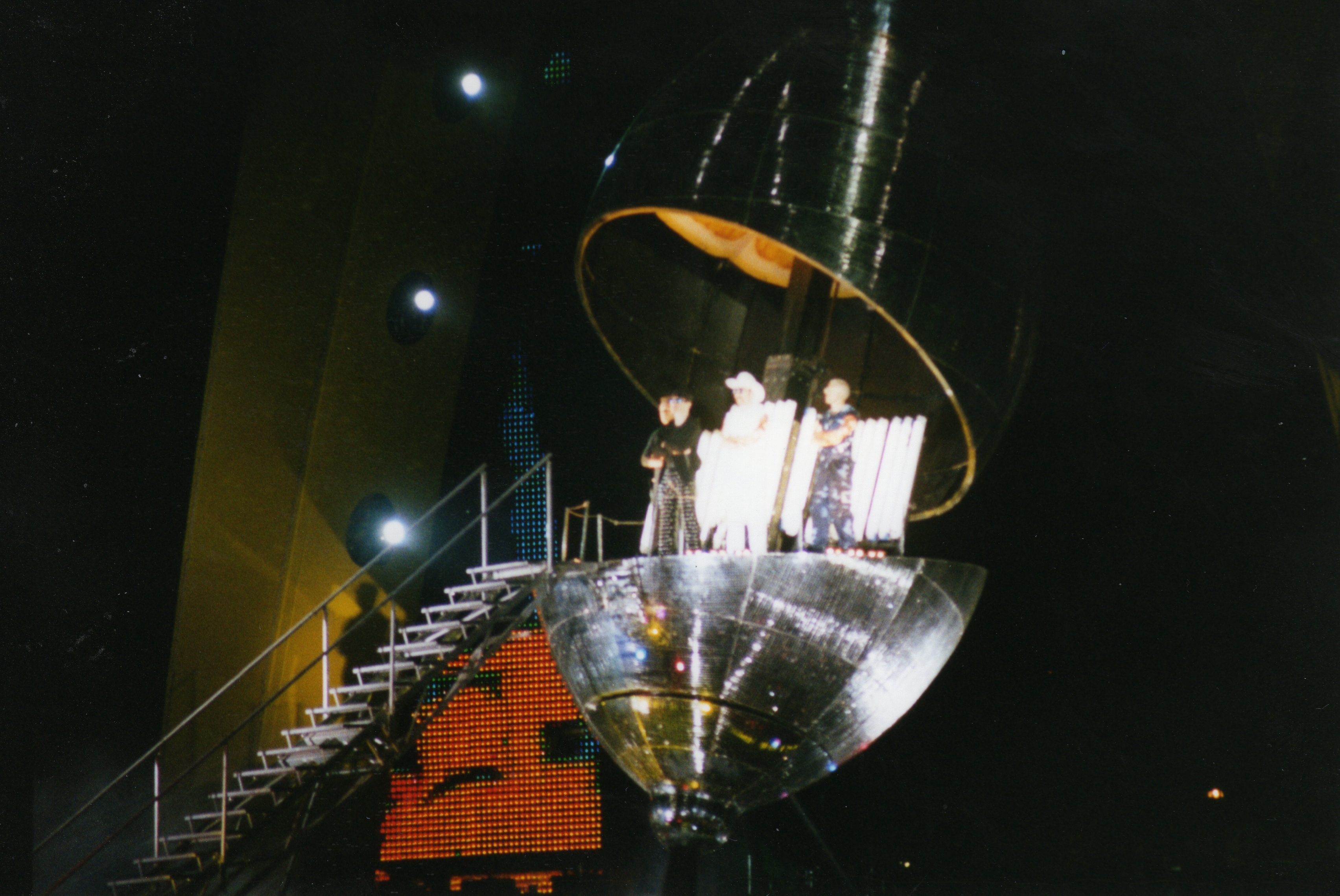
Le groupe émergeait du citron au début des concerts ou lors des rappels, bien qu'il ait parfois mal fonctionné.

- 15 avril : Sortie de Staring at the Sun en tant que deuxième "single" de Pop.
- 25 avril : début de la tournée PopMart Tour au Sam Silver Boyd Stadium à Las Vegas. Les délais de répétition très serrés et la sophistication des titres de Pop donnent un premier concert maladroit et très critiqué par la presse.
- 8 juin : U2 interprète cinq chansons au Tibet Freedom concert à Randall's Island dans le New Jersey.
- 10 juin : Bono et Larry Mullen sont les invités du Late Show avec David Letterman sur CBS.
- 14 juillet : sortie de Last Night on Earth en tant que troisième "single" de Pop.
- 6 septembre : la tournée PopMart Tour passe par Paris et le Parc des Princes.
- 8 septembre : sortie du live EP PopHeart.
- 15 septembre : U2 donne un concert PopMart à l'espace Grammont à Montpellier.
- 20 septembre : U2 joue un concert du PopMart Tour sur le site du Festival à Reggio d'Émilie, en Italie, devant environ 150 000 personnes, ce qui en fait le plus grand concert de toute la tournée PopMart.
- 23 septembre : U2 donne un concert à Sarajevo au Stadion Koševo. L'événement est mondialement médiatisé. U2 est le premier grand groupe à se produire après la guerre de Bosnie.
- 20 octobre : sortie de Please, le quatrième "single" de Pop.
- 6 novembre : U2 interprète Mofo et reçoit le prix de la "meilleure performance live" aux MTV Europe Music Awards à Rotterdam.
- 22 novembre : Suicide de Michael Hutchence le chanteur d'INXS et grand ami de Bono. Ce triste événement inspirera en 2000 la chanson Stuck In a Moment.
- 8 décembre : Sortie de If God Will Send His Angels et de Mofo, respectivement le cinquième et le sixième "singles" de Pop.

## 1998

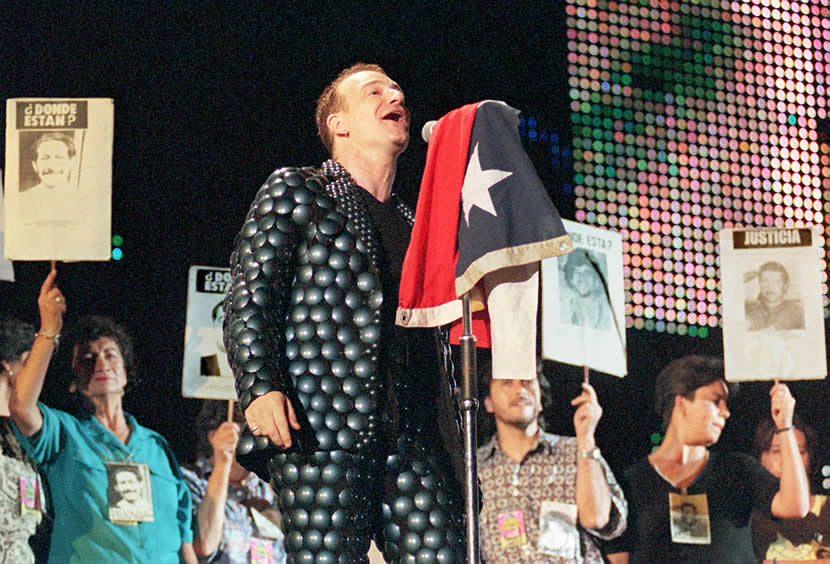
Lors du concert à Santiago du Chili début 1998, le groupe proteste contre Augusto Pinochet qui dans les jours suivants deviendra sénateur.

- 21 mars : La tournée PopMart Tour se termine à Johannesbourg, en Afrique du Sud.
- 26 avril : Un mois après la fin du PopMart Tour, U2 apparaît (dessiné façon Simpsons) dans le 200e épisode des Simpson, Vive les éboueurs, dans lequel Homer Simpson perturbe le groupe sur scène lors d'un concert PopMart[115].
- 19 mai : U2 interprète One en duo avec le jeune groupe nord-irlandais Ash, à l'occasion du YES Concert donné à Belfast et appelant à la paix et à l'unification de l'Irlande.
- Été : Les membres du groupe sont aperçus dans le sud de la France où ils possèdent des résidences.
- 19 octobre : Sortie du "single" Sweetest Thing, une nouvelle version réenregistrée, avec un clip vidéo amusant réalisé fin septembre à Dublin par Kevin Godley. Les bénéfices du "single" sont intégralement reversés à l'association Children of Chernobyl dirigée par Ali, la femme de Bono.
- Novembre : Lancement de Kitchen Records, label de dance financé par U2.
- 2 novembre : Sortie en édition limitée de The Best of 1980–1990 B-Sides, le CD bonus du The Best of 1980-1990 qui sortira sept jours plus tard. Comme son nom l'indique, ce bonus contient exclusivement des faces B.
- 9 novembre : Sortie du The Best of 1980-1990. Les ventes atteignent très vite des sommets.
- 20 novembre : U2 participe avec les Corrs et Bob Geldof au Late Late Show à Dublin pour un hommage aux victimes de l'attentat d'Omagh qui a eu lieu le 15 août 1998. U2 interprètent en acoustique North and South of The River et All I Want Is You. Le titre Please (de l'album Pop) apparaîtra ultérieurement sur l'album Across The Bridge of Hope pour la même cause.
- 22 novembre : Sortie de la vidéo PopMart: Live from Mexico City.
- 23 décembre : Larry Mullen Junior et sa compagne Ann Acheson ont une petite fille qu'ils nomment Ava d'après l'actrice Ava Gardner.

## 1999
- 21 avril : Bono et The Edge intreprètent, en avant première et en acoustique, le titre The Ground Beneath Her Feet en direct à la BBC.
- 10 juin : Lors d'un chat en direct sur Internet, Bono explique ses motivations pour son implication dans le Jubilee 2000.
- 19 juin : Pendant le sommet du G8 à Cologne, Bono mène une manifestation de 35 000 personnes pour l'annulation de la dette.
- 18 août : Bono et sa femme Ali accueillent leur troisième enfant, leur premier garçon nommé Elijah Bob Patricious Guggi Q (Bob pour son grand-père Bob Hewson, Guggi pour Derek Rowen alias Guggi et ami de Bono, Q pour Quincy Jones).
- 23 septembre : Bono rencontre le pape Jean-Paul II au Vatican, dans le cadre du Jubilee 2000. Il lui offre un recueil de poèmes de Seamus Heaney. Le pape, d'humeur primesautière, lui empruntera ses lunettes noires et les chaussera. L'image, immortalisée par les photographes présents, fera le tour du Monde.
- Septembre : Bono enregistre l'hymne du NetAid, New Day, avec Wyclef Jean, ex Fugees.
- 9 octobre : Dans le cadre du Jubilee 2000, Bono participe au NetAid en direct du Giants Stadium à East Rutherford dans le New Jersey, en banlieue ouest de New York. Ce concert, en simultané avec Wembley et le palais des Nations à Genève, est retransmis en direct sur Internet mais n'aura cependant pas l'impact qu'avait eut le Live Aid de 1985.
- 11 novembre : Bono reçoit, des mains de Mick Jagger, le "Free Your Mind Award" lors des MTV Europe Music Awards à Dublin. Un hommage lui est rendu par Kofi Annan, secrétaire général des Nations unies.

## 2000

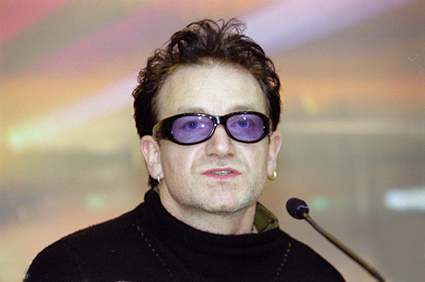
Bono lors de la conférence de presse pour le film The Million Dollar Hotel.

- Janvier : Bono fait une apparition surprise aux premiers NRJ Awards en direct de Cannes, pour appeler les politiciens français à annuler la dette du Tiers Monde. Au cours du mois, Bono reçoit également le prix de "l'Homme de l'Année" pour son engagement humanitaire et politique.
- 9-20 février : En compagnie de Milla Jovovich, Jeremy Davies et Wim Wenders, Bono présente le film The Million Dollar Hotel au Festival du film de Berlin.
- 10 mars : Avant-première parisienne du film The Million Dollar Hotel (dont Bono est le scénariste) au cinéma Max Linder, en présence de Bono et Wim Wenders, qui donnent une mini conférence après la projection du film.
- 14 mars : Sortie de la BOF de The Million Dollar Hotel. The Ground Beneath Her Feet ne sera pas commercialisé en "single" pour ne pas semer le doute dans les esprits, en vue de la sortie proche du nouvel album.
- 18 mars : U2 et Paul McGuinness reçoivent le "Freedom of The City of Dublin", sur la place Smithfield à Dublin. Le groupe interprète quatre chansons, dont Sweetest Thing.
- 13 et 14 août : U2 tourne au Terminal 2F de l'aéroport de Paris-Charles-de-Gaulle la vidéo de Beautiful Day, premier extrait du prochain album.
- 9 octobre : Beautiful Day sort en "single" et fait ses débuts directement à la première place en Australie, au Canada, au Royaume-Uni et à la 21e place aux États-Unis.
- 19 octobre : À la surprise générale, U2 entame une série de concerts en clubs pour la promotion du nouvel album. C'est à Paris, au Man Ray, restaurant branché de la capitale, que le coup d'envoi est donné devant une audience de 500 personnes à peine, dont quelques personnalités françaises.
- 31 octobre : Sortie du dixième album de U2, All That You Can't Leave Behind. Pour beaucoup de ceux qui n'étaient pas séduits par la musique de U2 dans années 1990, c'est comme un retour à la grâce[116]. Rolling Stone le surnomme "troisième chef-d'œuvre" aux côtés de The Joshua Tree et Achtung Baby[117]. L'album arrive directement à la première place dans 22 pays[118].
- 16 novembre : Après de nombreuses apparitions télévisées dans le monde entier, U2 est présent aux MTV Awards à Stockholm.
- 5 décembre : U2 donne un nouveau concert privé à l'Irving Plaza à New York.

## 2001
- Janvier : Au fil du mois, les dates américaines de la tournée "indoors" à venir, baptisée Elevation Tour, sont annoncées et mises en vente. La majorité des concerts sont complets instantanément.
- 7 février : U2 donne à l'Astoria de Londres un nouveau concert privé devant 2 000 personnes, qui déclenche un enthousiasme effréné dans la presse britannique.
- 22 février : Le "single" Beautiful Day remporte 3 Grammy Awards à Los Angeles. U2 interprète la chanson à l'issue de la récompense. Pour la nouvelle tournée à venir, U2 disposera d'une scène avec une rampe en forme de cœur permettant une plus grande proximité avec le public. Le groupe donnera des concerts dans des lieux aux dimensions réduites, en revenant dans des arenas après plus d'une décennie de productions dans des grands stades.
- 26 février : Pour la première fois aux Brit Awards, le prix spécial de la contribution à la musique britannique est attribué à un groupe irlandais, U2 en l'occurrence.
- 28 février : Sortie de Stuck in a Moment You Can't Get Out Of en tant que deuxième "single" de All That You Can't Leave Behind.
- 24 mars : La tournée américaine du Elevation Tour démarre à Miami en Floride.
- 20 mai : Bono et Ali ont eu leur quatrième enfant, un deuxième fils, nommé John Abraham[32].
- 12 juin : Sortie d'"Elevation" en tant que troisième "single" de l'album.
- 7 juillet : Début de la tournée européenne du Elevation Tour à Copenhague au Danemark.
- 21 août : Le père de Bono, Brendan Robert 'Bob' Hewson, meurt d'un cancer juste avant le troisième concert de U2 à la Earl's Court Arena de Londres. Cependant, "le spectacle continue" avec Aung San Suu Kyi apparaissant dans une nouvelle vidéo en préambule de Bullet the Blue Sky.
- 24 août : Lors des funérailles de Bob Hewson, son cercueil est porté par ses deux fils, Norman et Bono, ainsi que par Larry Mullen Junior, The Edge, Guggi et un sixième homme.
- 25 août : U2 donne deux concerts à guichets fermés au Slane Castle[32].
- 10 octobre : U2 entame la deuxième partie américaine du Elevation Tour. Après les attentats du 11 septembre, le nouvel album gagne en résonance[119]. Du 24 au 27 octobre, U2 se produit au Madison Square Garden à New York.
- 19 novembre : Sortie de Walk On en tant que quatrième et dernier "single" de All That You Can't Leave Behind. La chanson est écrite et dédiée à Aung San Suu Kyi.

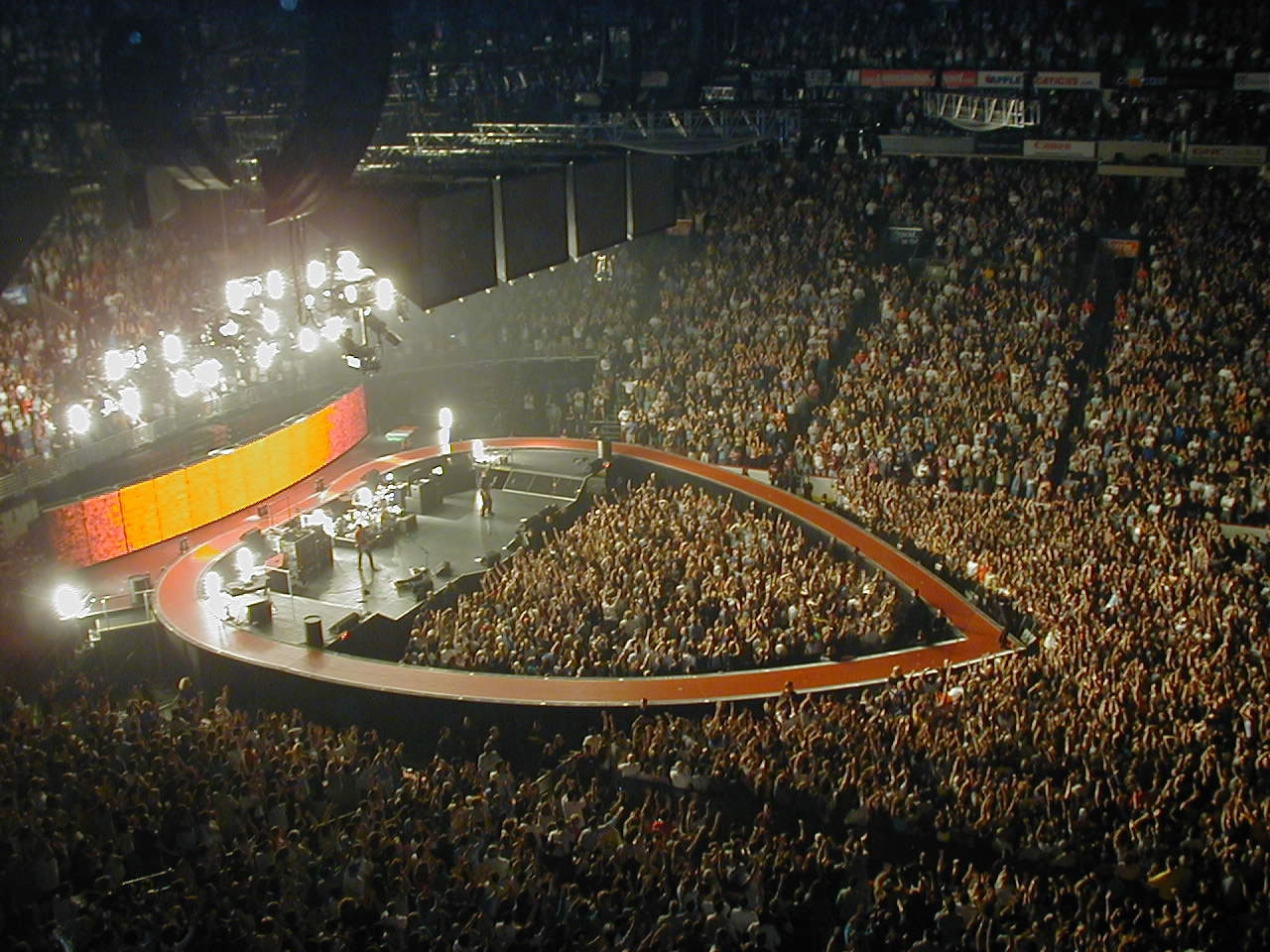
Contrastant avec les productions élaborées en stades des deux précédentes tournées, l'Elevation Tour était une show à échelle réduite, avec une rampe en forme de cœur autour de la scène.
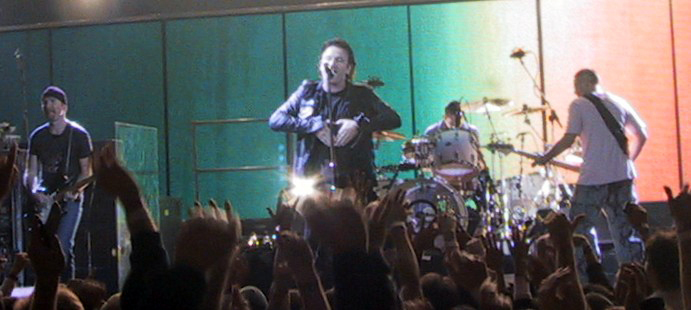
U2 en concert lors de l'Elevation Tour à Kansas City dans le Missouri le 28 novembre 2001.

## 2002
- 3 février : U2 se produit à la mi-temps du Super Bowl XXXVI[120], que le site SI.com a classé meilleur concert de mi-temps de l'histoire du Super Bowl[121].
- Mars : U2 remporte quatre Grammy Awards pour All That You Can't Leave Behind.
- 13 mars : Bono rencontre le président George W. Bush à la Maison-Blanche alors que les États-Unis ont promis une aide au développement des pays pauvres.
- Mai : Bono visite quatre pays africains avec le secrétaire américain au Trésor, Paul O'Neill.
- 16 septembre : Bono apparaît sur scène lors du concert des Rolling Stones au Chicago's Aragon Ballroom.
- 20 septembre : Bono apparaît dans le "show" d'Oprah Winfrey et incite le public de l'animatrice à agir dans la lutte contre le SIDA en Afrique.
- 21 octobre : Sortie du "single" Electrical Storm.
- 12 novembre : Sortie du Best of 1990–2000.
- Décembre : Bono et DATA commencent la tournée Heart of America Tour, avec notamment Ashley Judd, Agnes Nyamayarwo et Chris Tucker.

## 2003
- Janvier : Bono prend position contre la guerre en Irak.
- Janvier : La chanson The Hands That Built America reçoit le Golden Globe de la meilleure chanson originale et est nommée aux oscars.
- 8 février : L'exposition In the Name of Love: Two Decades of U2 s'ouvre au Rock and Roll Hall of Fame.
- 28 Février : Bono est fait chevalier de la Légion d'honneur par le président français Jacques Chirac à l'Élysée.
- Mars : U2 interprète The Hands That Built America sur scène lors de la cérémonie de remise des Oscars. Parmi l'assistance, se trouve Daniel Day-Lewis qui joue l'un des deux rôles principaux du film Gangs of New York réalisé par Martin Scorsese. L'interprétation de cette chanson, qui figure au générique de fin de ce film, provoque alors des larmes d'émotion chez l'acteur irlandais. The Hands That Built America est d'ailleurs nommée pour l'Oscar de la meilleure chanson originale lors de cette 75e cérémonie des Oscars. Cette chanson remportera le Golden Globe de la meilleure chanson originale cette même année.
- Avril : Bono fait la couverture du Time en tant que membre d'un groupe de grands héros européens[32].
- 6 mai : Bono assiste au festival du film de Tribeca à New York, aux côtés de Renée Zellweger, Ewan McGregor et Robert De Niro.
- 31 mai : Bono est l'invité du dublinois Eddie Jordan dans les stands de son écurie lors du Grand Prix de Monaco de Formule 1.
- Mi-2003 : U2 joue en direct aux 11e Jeux mondiaux Special Olympics d'été (Jeux mondiaux pour sportifs ayant une déficience intellectuelle) qui ont lieu à Dublin du 21 au 29 juin 2003. Nelson Mandela les rejoint alors sur la scène.
- 17 novembre : Sortie de U2 Go Home: Live from Slane Castle, la vidéo du concert dublinois de la partie européenne du Elevation Tour. Bono dédie une interprétation de Kite (en) à son père Bob, décédé le 21 août 2001, plusieurs jours avant ce concert filmé.

## 2004

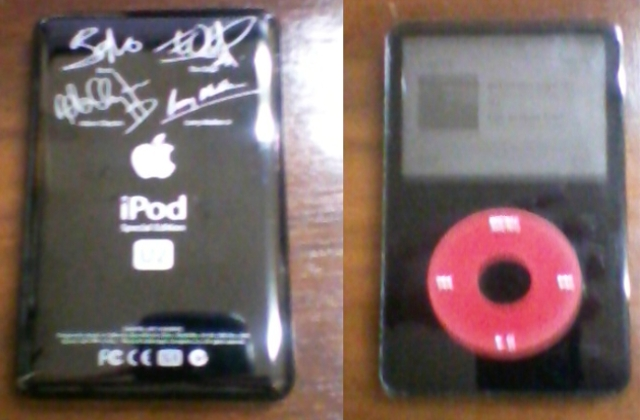
L'iPod édition spéciale U2 a accompagné la sortie du The Complete U2.

- Janvier : Sortie du "single" Take Me to the Clouds Above, une collaboration "house-pop" du groupe LMC avec U2.
- 17 mai : Bono reçoit le titre de docteur honoris causa de la bonne cause des mains de la rectrice de l’université de Pennsylvanie, Judith Rodin, afin de le récompenser pour le combat qu’il mène inlassablement contre la pauvreté et le sida dans le monde. Au cours de la cérémonie de remise des diplômes, face à un parterre de 6 000 étudiants sur le campus de Franklin au cœur même de l’université, Bono s’est fendu d’un traditionnel discours au cours duquel il a recommandé aux diplômés qu’ils essaient de restaurer l'"image positive" des États-Unis. Bono a notamment déclaré "Voici qu’est venu le temps de régler d’importants problèmes vitaux et vous tous ici êtes la génération qui a pour tâche de mener à bien ces ambitions." Lors de son intervention Bono a tout particulièrement insisté sur l’urgence de trouver des solutions pour venir à bout du sida et de la dette externe. Il a également insisté sur le fait que les générations présentes et à venir ont le pouvoir de lutter contre la pauvreté en Afrique : "Il est certain que cela coûte très cher mais bien moins que le plan Marshall en Europe ou bien encore la lutte contre le terrorisme. Je suis persuadé que les Etats-Unis ont le moyen d’agir. Il nous appartient de décider comment. Nous avons les moyens financiers. Nous détenons les médicaments pour sauver ces vies. Mais peut-être est-il temps de nous poser la question de savoir si nous avons ou pas la volonté de le faire", a appuyé le chanteur.
- 18 mai : À Philadelphie, Bono lance l'opération "One" de l'association DATA, dont l'objectif est de rallier les Américains à la lutte contre le SIDA et la misère en Afrique.
- Juillet : Alors que les membres du groupe sont aux studios de la Victorine à Nice pour une séance de photos, la maquette du prochain album disparaît mystérieusement.
- 16 septembre : Bono est nommé pour la troisième fois pour le prix Nobel de la paix.
- 15 octobre : U2 sont les invités de Top of the Pops à Londres.
- 8 novembre : Sortie de Vertigo, le premier "single" du nouvel album. Il atteint la première place dans les "charts" de "singles" britanniques, la première place des "charts" de Billboard, et la cinquième place dans les "charts" australiens.
- 22 novembre : Dans l'après-midi, U2 donne un concert sur la plate-forme d'un semi-remorque circulant dans les rues de Manhattan à New York. Le soir, U2 poursuit le spectacle à Brooklyn, au pied du pont de Brooklyn.
- 23 novembre : Sortie du onzième album de U2, How to Dismantle an Atomic Bomb. Il démarre à la première place aux États-Unis où les ventes de la première semaine doublent celles du précédent opus All That You Can't Leave Behind et établi ainsi un record pour le groupe[122]. Ce nouvel album atteint également la 1re place dans 17 autres pays. Le même jour, le coffret numérique The Complete U2 sort sur iTunes Store. C'est la première sortie majeure d'un œuvre en ligne en version totalement numérique par un artiste. Il contient l'ensemble complet des albums et des singles de U2, ainsi que des morceaux lives, rares et inédits d'une période qui va de 1978 à 2004, avec un total de 446 chansons[123]. Cette sortie accompagne celle d'un iPod édition spéciale U2.

## 2005

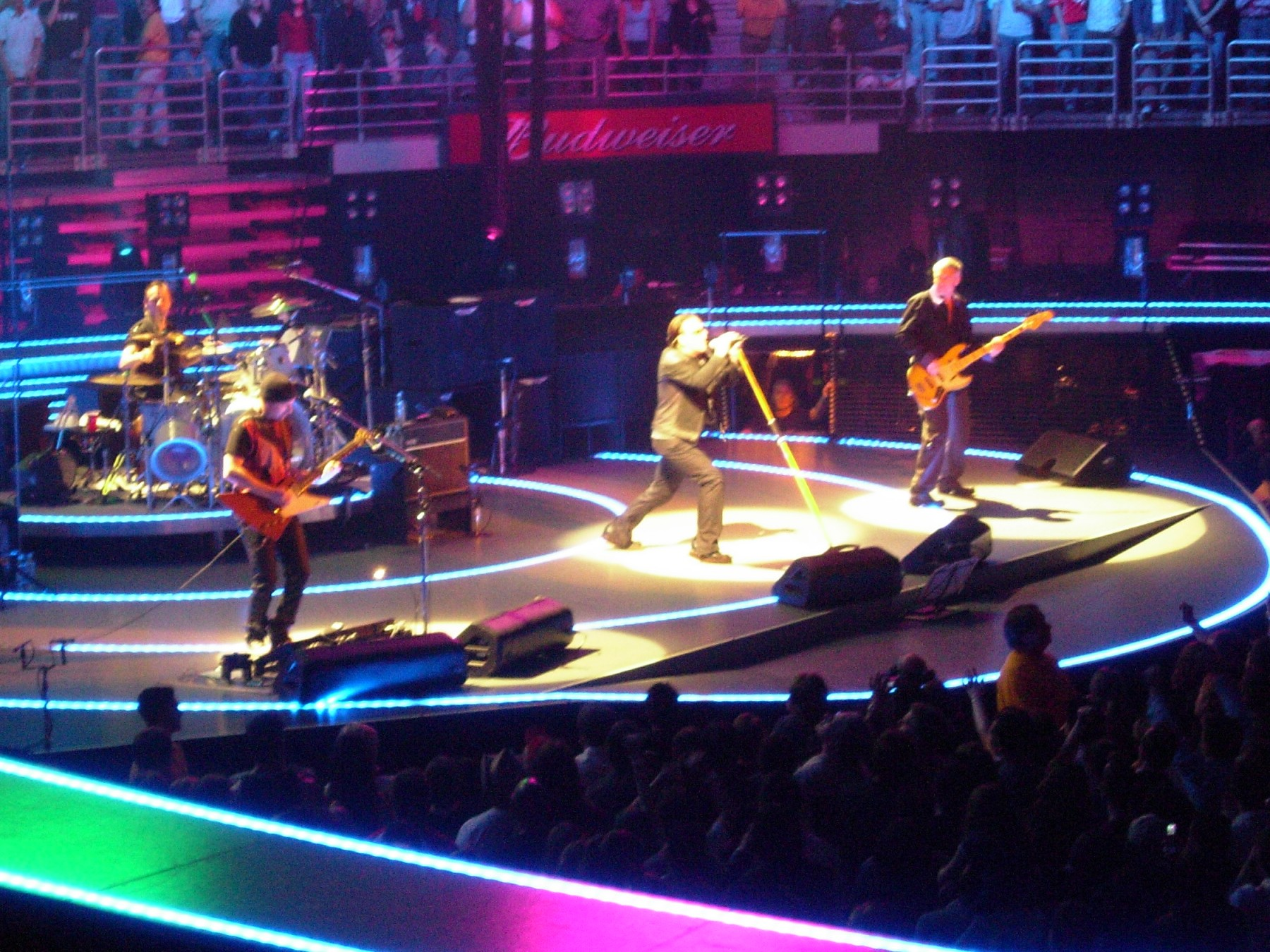
U2 en concert à Anaheim le 1er avril, lors du Vertigo Tour.

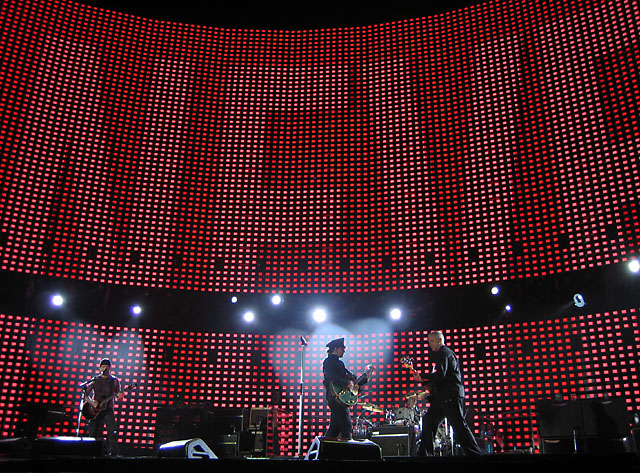
U2 en concert à Bruxelles le 10 juin, en ouverture de la partie européenne du Vertigo Tour.

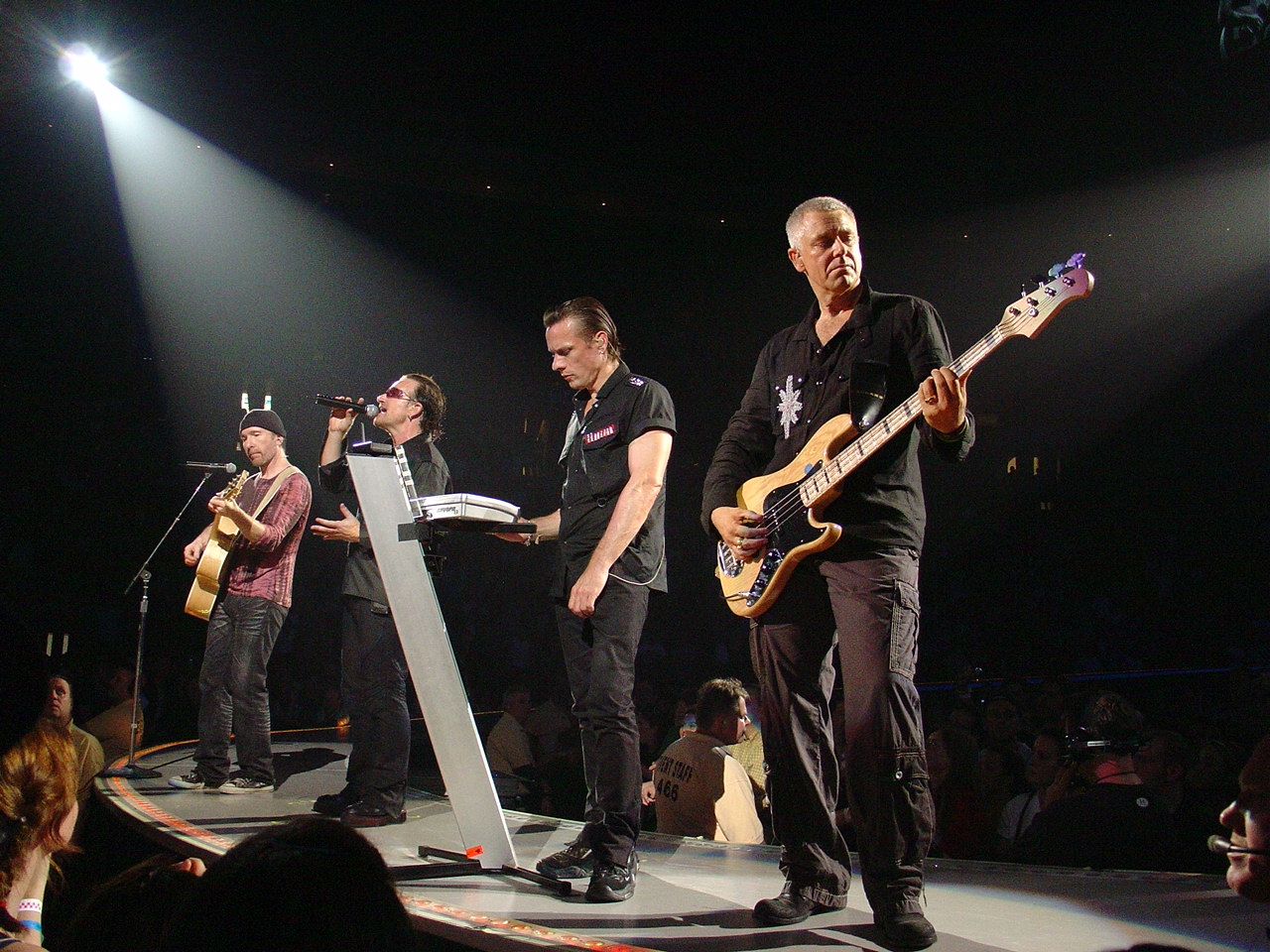
U2 en concert lors du Vertigo Tour.

- 2005 : How to Dismantle an Atomic Bomb et ses "singles" remportent les Grammy Awards dans les huit catégories dans lesquelles U2 était nommé.
- 7 février : All Because of You et Sometimes You Can't Make It on Your Own sont les deuxième et troisième "singles" de l'album respectivement en Amérique du Nord et en Europe.
- Mars : Bruce Springsteen intronise U2 au Rock and Roll Hall of Fame[124].
- 28 mars : La tournée Vertigo Tour commence à San Diego en Californie.
- 22 avril : U2.Communication est distribué aux abonnés de U2.com le site officiel du groupe.
- 27 avril : U2 tourne la vidéo de City of Blinding Lights dans le General Motors Place à Vancouver en Colombie-Britannique. Des personnes du public sont invitées à figurer en tant qu'auditoire en arrière plan.
- 9 - 10 mai : Les deux concerts de Chicago en Illinois sont filmés pour une sortie vidéo de la tournée.
- 6 juin : Sortie de City of Blinding Lights en tant que quatrième "single" de How to Dismantle an Atomic Bomb.
- 10 juin : La partie européenne du Vertigo Tour commence à Bruxelles. Elle comprend 32 concerts programmés jusqu'à celui du 14 août à Lisbonne. Pour ce qui concerne la France, U2 donnera deux concerts à Paris et un à Nice.
- 2 juillet : U2 se produit au Live8, ouvrant le spectacle. Le groupe joue Sgt. Pepper's Lonely Hearts Club Band avec Paul McCartney, Beautiful Day, Vertigo et One. L'interprétation de Sgt. Pepper's Lonely Hearts Club Band sort en "single" digital dans la journée et établit le record mondial de la chanson en ligne qui se vend le plus vite[125].
- 20–21 juillet : Les deux concerts de Milan en Italie, sont filmés. Dix chansons seront plus tard incluses sur le DVD bonus pour U218 Singles.
- 12 septembre : Une deuxième partie nord-américaine du Vertigo Tour débute à Toronto en Ontario.
- 10 octobre : Sometimes You Can't Make It on Your Own et All Because of You sortent en tant que quatrième single de How to Dismantle an Atomic Bomb respectivement en Amérique du Nord et en Europe, échangeant de territoires de leurs versions précédentes.
- Novembre : Sortie du "single" Original of the Species, le cinquième et dernier extrait de l'album, dans un format numérique uniquement.
- 14 novembre : Sortie en DVD de Vertigo 2005: Live from Chicago.

| U2 au concert Live8. |  | U2 au concert Live8. |  | U2 au concert Live8. |
| U2 au concert Live8. |  |                      |  |                      |

## 2006

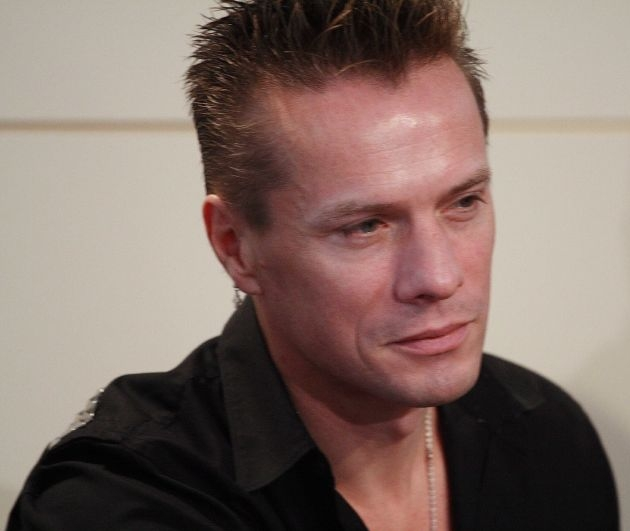
Larry Mullen Junior à Union Square à New York.

- 12 février : Une tournée latino-américaine de huit jours du Vertigo Tour commence au Mexique.
- Mars : U2 arrive en Australie pour préparer la partie australienne du Vertigo Tour. Cependant, la tournée est reportée jusqu'à nouvel ordre en raison de la maladie d'un membre de la famille de The Edge.
- 3 avril : Sortie d'une reprise en duo de One avec Mary J. Blige.
- Mi-2006 : Le groupe commence à travailler sur des morceaux pour un nouvel album écrit et enregistré avec le producteur Rick Rubin. Ces morceaux seront mis plus tard à l'écart.
- Août : Le groupe délocalise son activité éditoriale aux Pays-Bas après le plafonnement de l'exonération fiscale pour les artistes irlandais à 250 000 euros[126]. Cette décision a été critiquée par le parlement irlandais[127],[128].
- 25 septembre : U2 joue avec Green Day en ouverture d'un match de la NFL au Louisiana Superdome. C'est le premier match dans ce stade après qu'il a subi de lourds dégâts lors l'ouragan Katrina. Ils jouent quatre chansons : Wake Me Up When September Ends, House of the Rising Sun, The Saints Are Coming, et Beautiful Day.

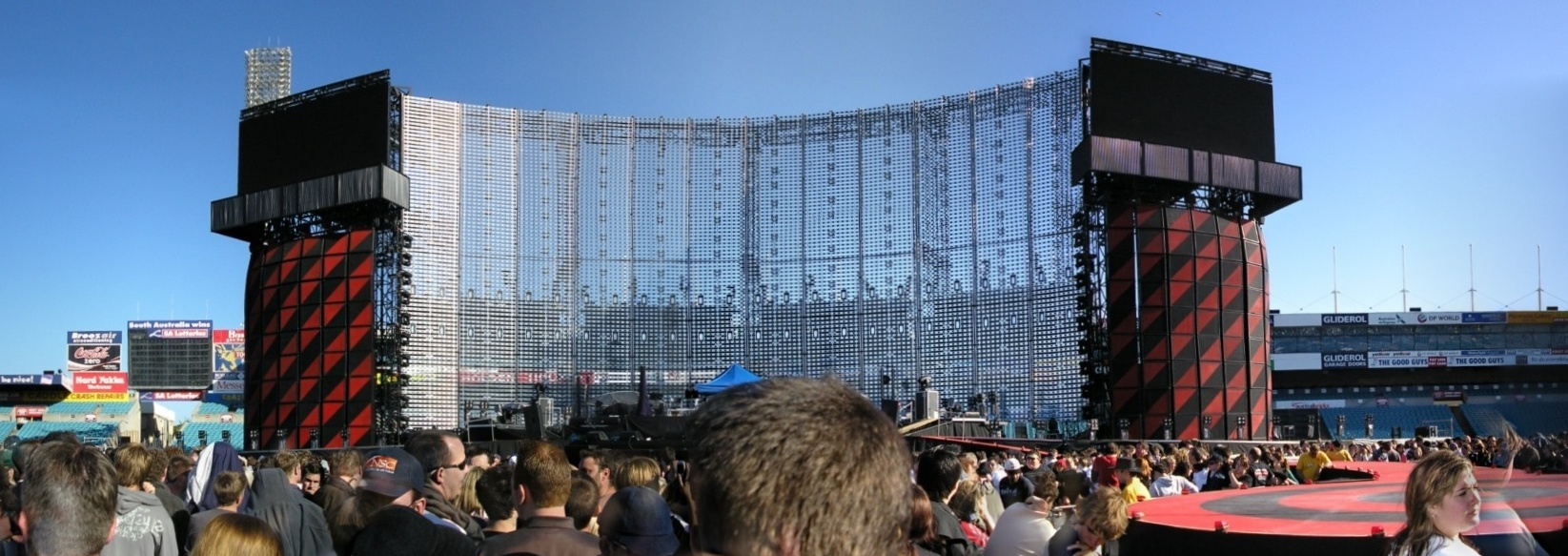
Scène du Vertigo Tour à Adelaïde le 18 novembre 2006, construite avec l'entreprise "Autostitch".

- 31 octobre : Sortie en "single" de la chanson The Saints Are Coming des Skids, enrigistrée par U2 et Green Day pour l'association caritative Music Rising.
- 7 novembre : La tournée de 13 dates en Australie, en Nouvelle-Zélande, au Japon et à Hawaï qui était prévue en mars et qui avait été reportée, débute à Brisbane.
- 17 novembre : Sortie de U218 Singles et de U218 Videos. Le DVD bonus sur U218 Singles comprend dix titres tirés des concerts de 2005 à Milan.
- 18 novembre : La vidéo Zoo TV Live est disponible aux abonnés de U2.com/[129].

## 2007

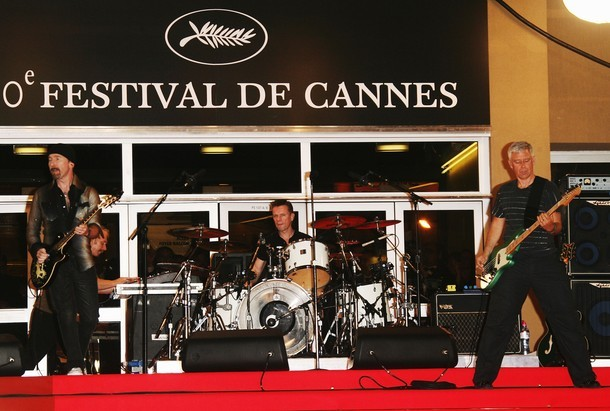
U2 en haut des marches du palais des festivals.

- 2007 : Sortie du film U2 3D, de Catherine Owens et Mark Pellington retraçant en 3D leur tournée 2005-2006 Vertigo Tour. Sorti en France le 5 mars 2008.
- 1er janvier : Sortie du "single" Window in the Skies.
- 20 mai : U2 apparaît au 60e Festival de Cannes et donne un mini concert en haut des fameuses marches du palais des festivals, à l'occasion de la présentation du film U2 3D hors compétition.
- Juin : Le groupe continue d'écrire et d'enregistrer pour un nouvel album, cette fois avec Daniel Lanois et Brian Eno en tant que co-auteurs et producteurs. Puis arrive un voyage de deux semaines à Fès au Maroc, où six enregistrements ont conduit le groupe à expérimenter les influences nord-africaines.
- 20 novembre : L'opus emblématique du groupe, The Joshua Tree, est réédité en triple album à l'occasion du 20e anniversaire de sa sortie.

## 2008

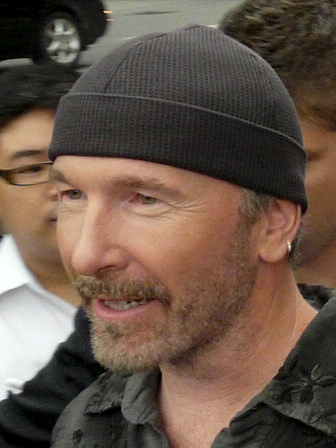
The Edge avant la conférence de presse à Toronto pour It Might Get Loud, en 2008.

- 23 janvier : Un film en 3D, U2 3D, tourné lors de neuf concerts de la tournée latino-américaine du Vertigo Tour, est projeté au festival du film de Sundance de Park City dans l'Utah.
- 19 février : Sortie du "single" The Ballad of Ronnie Drew, une chanson interprétée par U2 et de nombreux autres artistes irlandais connus, dont Sinéad O'Connor, Christy Dignam du groupe Aslan, Robert Hunter de Grateful Dead, Kíla, Christy Moore, Andrea Corr, Moya Brennan de Clannad, Shane MacGowan des Pogues, Bob Geldof, Damien Dempsey, Gavin Friday, Iona Green, Jerry Fish, Paul Brady, Paddy Casey, Mick Pyro, Mundy, Chris de Burgh, Ronan Keating, Jack L, Eleanor Shanley, Mary Black, Declan O'Rourke, Mary Coughlan, Joe Elliott de Def Leppard, The Dubliners, The Chieftains et "A Band of Bowsies"[130]. La chanson est un hommage à Ronnie Drew qui est en train de mourir d'un cancer à ce moment-là. Tous les profits ont été versés à l'Irish Cancer Society.
- 31 mars : U2 signe un contrat de 12 ans avec Live Nation d'un montant estimée à 100 millions de dollars (environ 75 millions d'euros)[131]. Ce contrat comprend le contrôle du merchandising de U2 par Live Nation, le sponsoring et le site officiel du groupe.
- Mi-2008 : Les albums Boy, October, War, et Under a Blood Red Sky sont remasterisés et recommercialisés. Trois formats différents de chacun de ces trois disques ont été mis en vente, avec des chansons remastérisées, des faces B, des lives et des chansons inédites.
- 21 septembre : Bono se rend dans une église de New York en compagnie de Tony Blair.
- 18 décembre : Le groupe achève son douzième album No Line on the Horizon et annonce sa sortie dans le monde entier pour le 2 mars 2009.

## 2009

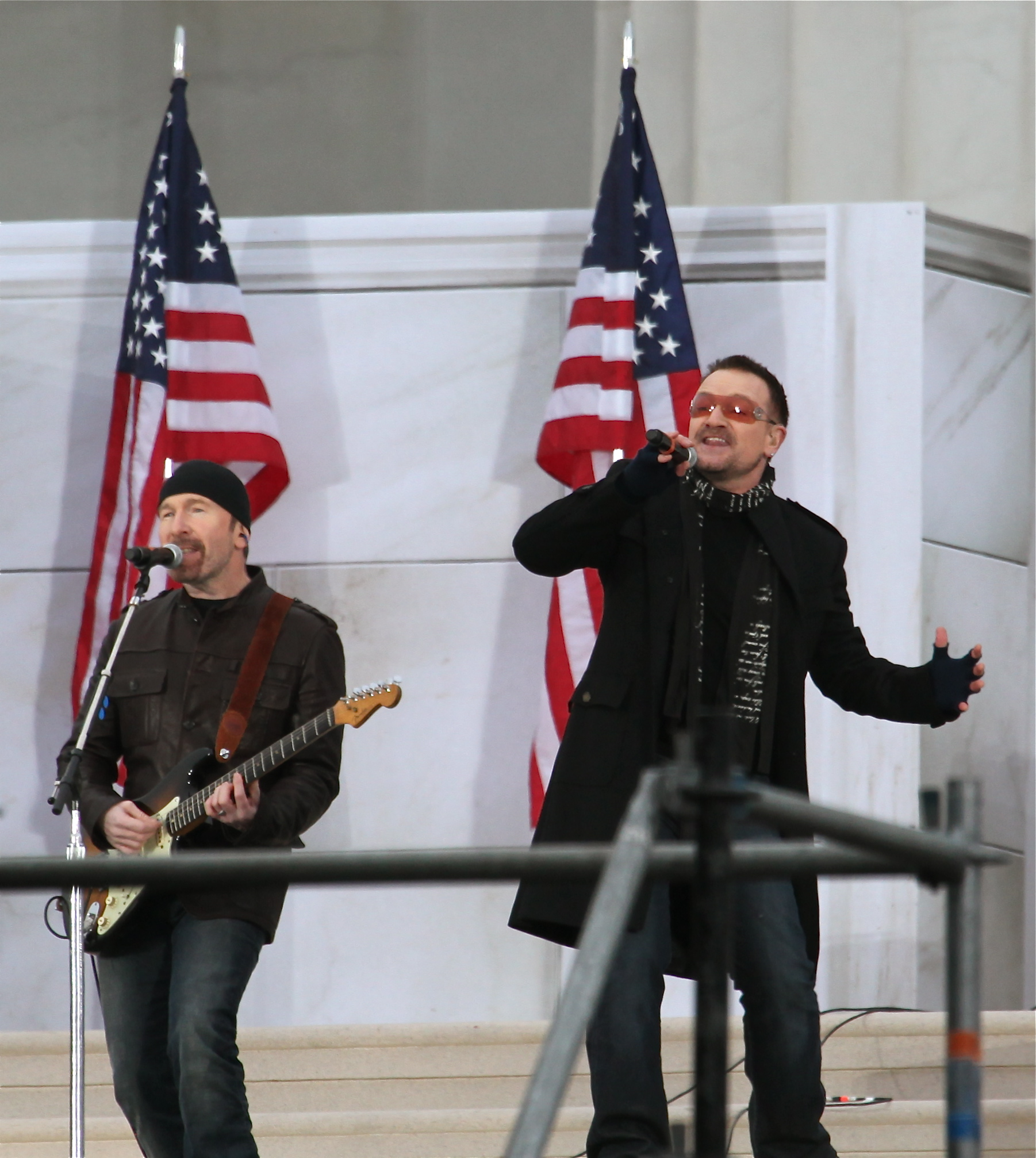
Bono et The Edge au Lincoln Memorial lors de l'investiture de Barack Obama.

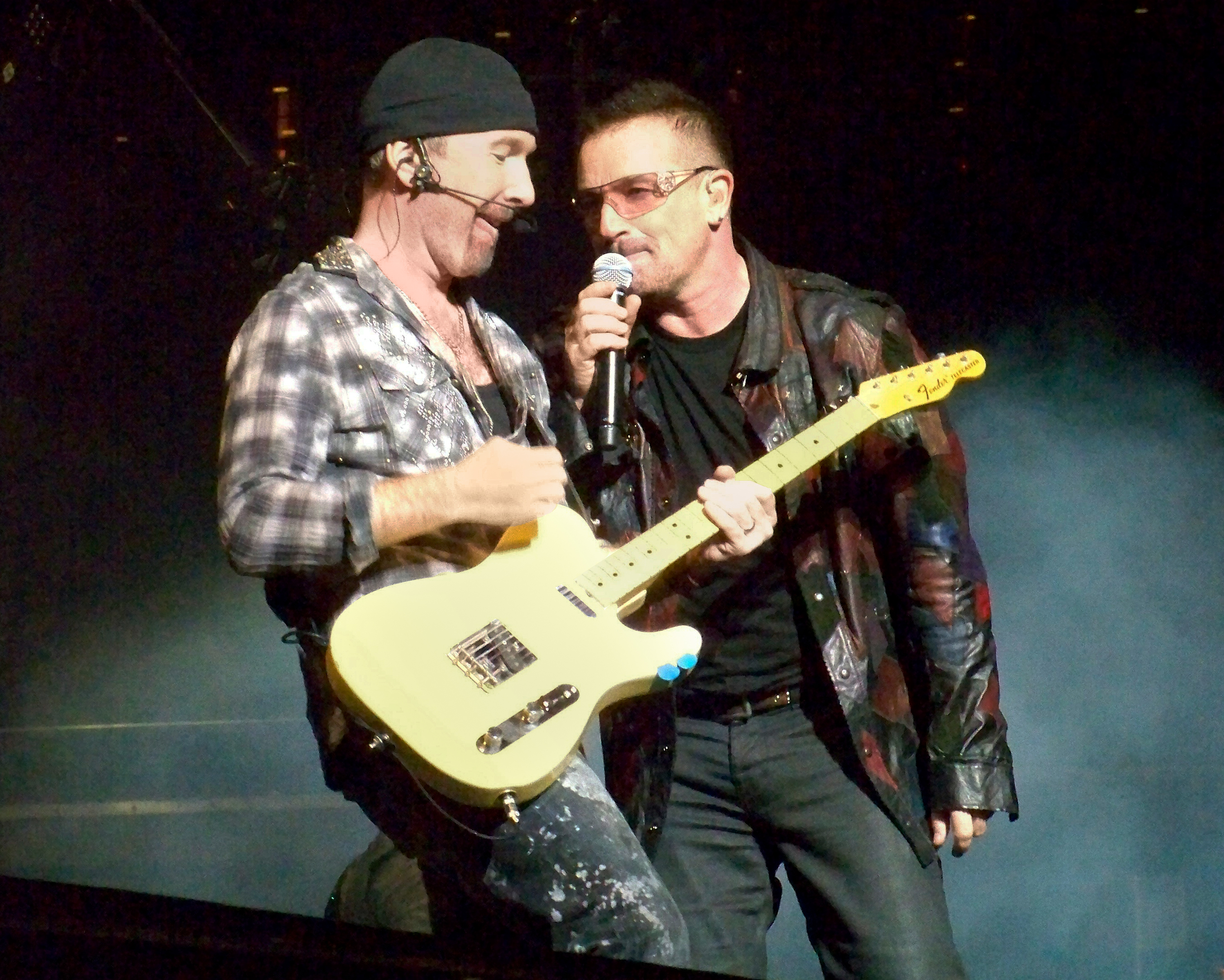
Bono et The Edge au Gillette Stadium à Foxboro le 21 septembre 2009.

- 18 janvier : U2 interprète Pride (In the Name of Love) et City of Blinding Lights au concert We Are One célébrant l'investiture de Barack Obama, au Lincoln Memorial à Washington.
- 23 janvier : Sortie de Get on Your Boots en tant que premier "single" du nouvel album.
- 27 février : Sortie du douzième album studio de U2, No Line on the Horizon[132].
- 27 mars : Medium, Rare & Remastered est distribué aux abonnés de U2.com.
- 4 mai : Sortie de Magnificent en tant que deuxième "single" de l'album.
- 30 juin : La tournée U2 360° Tour débute en Europe. Les concerts disposent d'une configuration de scène à 360 degrés, que les fans entourent de tous les côtés[133].
- 17 août : Sortie de I'll Go Crazy If I Don't Go Crazy Tonight en tant que troisième "single" de No Line on the Horizon.
- 25 octobre : YouTube diffuse en direct le concert de U2 au Rose Bowl Stadium. Avec 97 014 spectateurs, il s'agit de la plus forte affluence jamais enregistrée par une seule tête d'affiche lors d'un spectacle aux États-Unis, sur la base des totaux de billetterie rapportés à Billboard. Le record précédent avait déjà été établi par U2 en 1987.
- 27 octobre : Une édition remasterisée de l'album The Unforgettable Fire, à l'occasion du 25e anniversaire de sa sortie, est publiée par Mercury Records[134].
- 28 octobre : U2 donne le dernier concert de 2009 du U2 360° Tour à Vancouver.
- 30 octobre : U2 est en tête d'affiche du second des deux concerts consécutifs organisés au Madison Square Garden pour la célébration le 25e anniversaire du Rock and Roll Hall of Fame[135].
- 5 novembre : U2 est invité par le maire de Berlin à donner un concert à la porte de Brandebourg pour commémorer la chute du mur de Berlin, à l'occasion du 20e anniversaire de cet événement. Ils interprètent alors six chansons devant 10 000 fans[136].

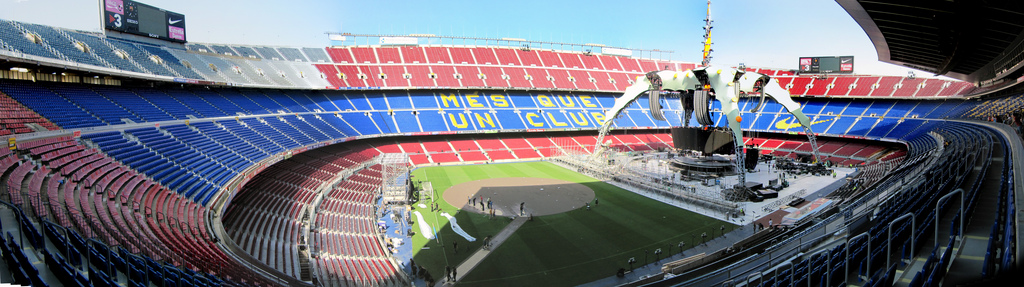
Le stade Nou Camp à Barcelone, le 8 mai 2009, complètement vide avec la scène du U2 360° Tour, l'après-midi avant le concert.
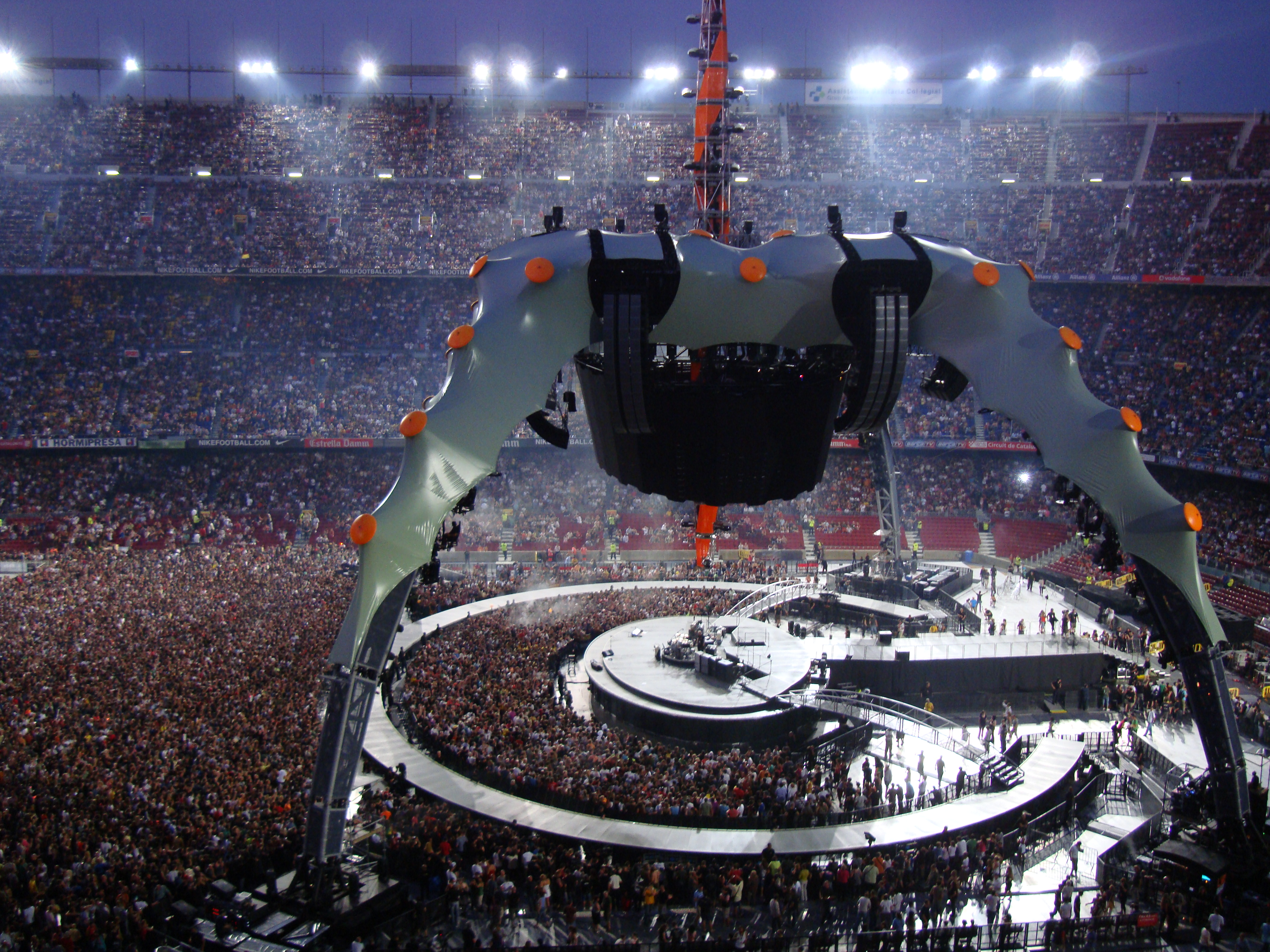
Le 2 juillet 2009, le 360° Tour de retour à Barcelone, quelques minutes avant le concert.
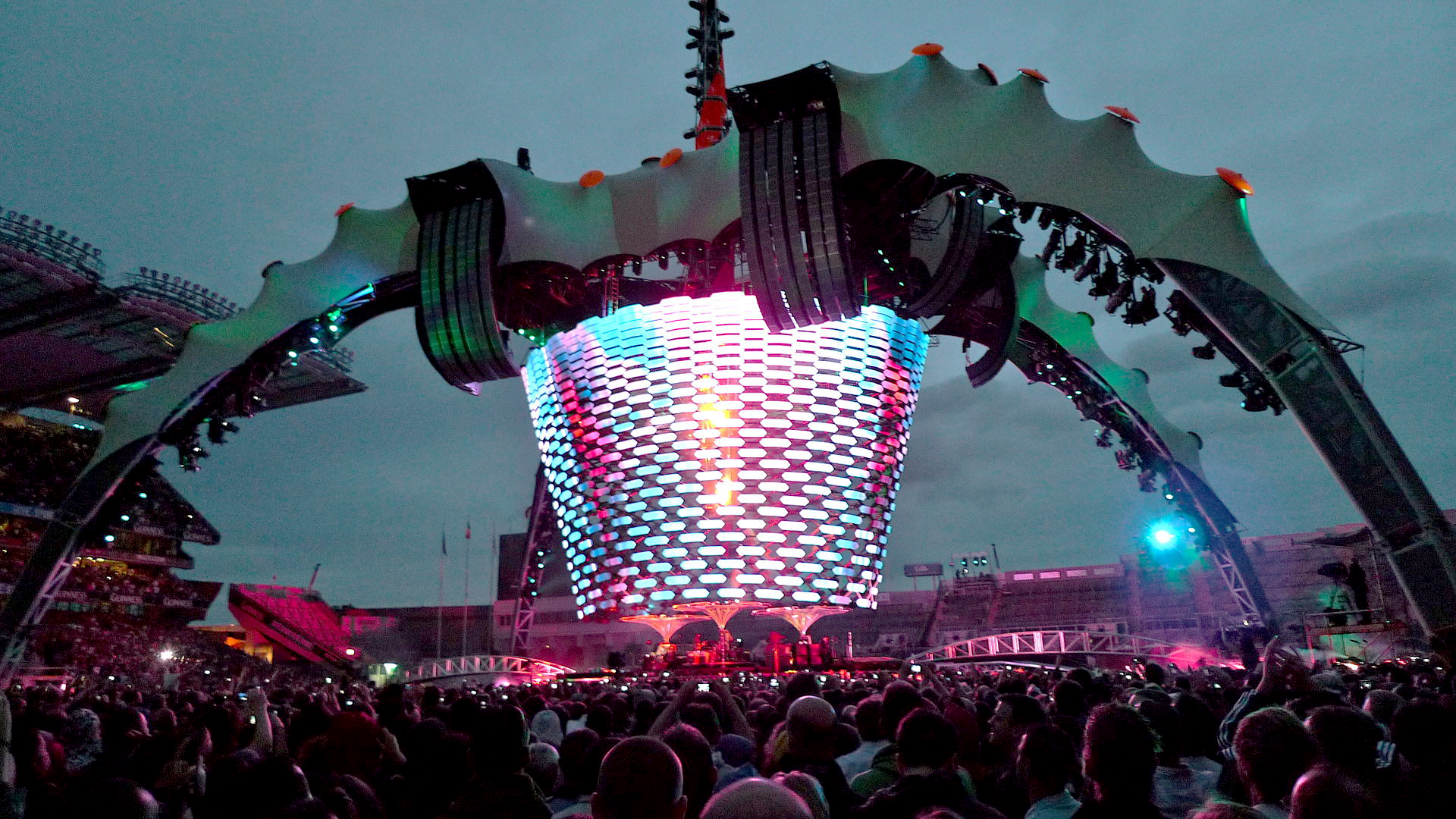
U2 à la maison à Dublin, avec le 360° Tour au Croke Park, durant le concert, le soir du samedi 25 juillet 2009.

## 2010
- 25 mars : Sortie de l'album Artificial Horizon exclusivement pour les abonnés de U2.com[137].
- 21 mai : Bono subit une opération chirurgicale d'urgence pour une blessure au dos survenue pendant les préparatifs de la tournée. Le groupe reporte la partie nord-américaine de la tournée U2 360° Tour[138],[139], ainsi que sa participation au festival de Glastonbury.
- 26 juin : The Edge fait une apparition spéciale avec Muse à Glastonbury pour une interprétation de Where the Streets Have No Name.
- 13 juillet : U2 annonce les nouvelles dates de la partie nord-américaine reportée de la tournée U2 360° Tour[140].
- 6 août : La deuxième partie européenne du U2 360° Tour démarre à Turin. C'est le tout premier concert depuis que Bono a récupéré de sa blessure au dos.
- 25 novembre : U2 entame la partie océanienne du U2 360° Tour au Mount Smart Stadium d'Auckland.

## 2011

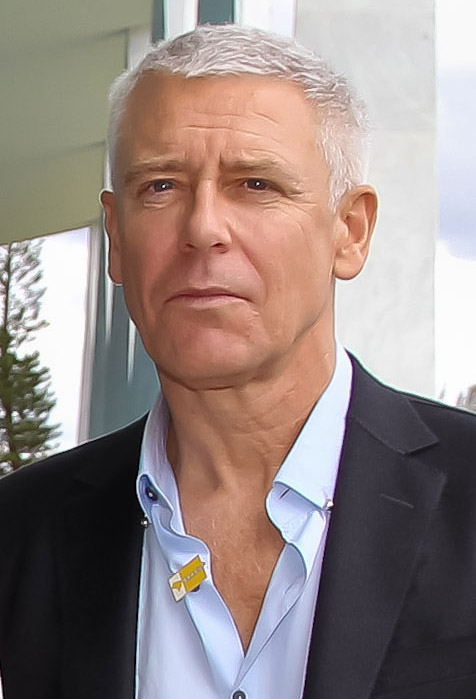
Adam Clayton à Brasilia le 4 avril 2011.

- 2011 : Sortie de U2 From the Sky Down, film documentaire réalisé par Davis Guggenheim à l'occasion des 20 ans de la sortie de l'album Achtung Baby.
- 31 janvier : U2 annonce la dernière date de leur tournée U2 360° Tour qui aura lieu à Moncton au Nouveau-Brunswick le 30 juillet. Ce sera le tout premier concert de U2 qui aura lieu sur la côte atlantique du Canada[141].
- 10 mai : Duals est distribué aux abonnés de U2.com[142].
- 24 juin : U2 est en tête d'affiche lors de la première soirée du festival de Glastonbury.
- 30 juillet : Dernier concert de la tournée U2 360° Tour tenue à Moncton au Nouveau-Brunswick. Avec le U2 360° Tour, U2 détient le record de la tournée la plus lucrative de l'histoire. Elle a généré plus de 784 millions de dollars de 2009 à 2011.
- 8 septembre : Première mondiale du documentaire U2, From the Sky Down, à Toronto en Ontario au Canada[143].

## 2012
- 1er mai : U22 (en) est distribué aux abonnés de U2.com[144].
- 17 décembre : From the Ground Up: Edge's Picks from U2360° est distribué aux abonnés de U2.com[145].

## 2013
- avril : Le Little Museum of Dublin, situé au 15 St Stephen's Green à Dublin, ouvre une section dédiée à U2.
- 29 mai : Bono et The Edge participent à la célébration de la 1000e représentation au Lyric Theatre à Broadway de la comédie musicale Spider-Man: Turn Off the Dark[146], dont ils ont écrit les paroles et la musique des chansons.
- 17 juin : Bono se prononce pour la campagne Voices Against Violence[147].
- 18 juin : la famille Obama rencontre Bono pour un déjeuner dans un pub[148].
- 25 ou 26 juin : Mark Fisher, l'architecte de longue date de U2 pour les scènes de concerts, meurt[149].
- 16 juillet : Bono est fait commandeur des Arts et des Lettres par la ministre française de la Culture Aurélie Filippetti[150].
- 2 septembre : U2 assiste aux funérailles de Seamus Heaney[151].
- 3 septembre : Le deuxième film dans lequel a joué Larry Mullen Junior, A Thousand Times Goodnight, où il partage notamment l'affiche avec Juliette Binoche, remporte le Grand Prix spécial du Jury au Festival des films du monde de Montréal[152].
- 4 septembre : Adam Clayton épouse Mariana Teixeira de Carvalho, une top model brésilienne, lors d'une cérémonie à Dublin[153].
- 17 octobre : Divulgation de la chanson Ordinary Love qui a été écrite spécifiquement pour le film Mandela: Long Walk to Freedom[154]. Les abonnés du site officiel du groupe, U2.com, sont en mesure de l'entendre en premier[155].
- 29 novembre : Sortie officielle de Ordinary Love en tant que "single".

## 2014
- 2014 : Sortie de Films of Innocence, mise en image des différents titres de Songs of Innocence réalisée par de nombreux artistes tels que d'Oliver Jeffers, Robin Rhode ou encore Mode 2.
- 2014 : L'album mythique de U2, The Joshua Tree a été ajouté à la collection du Registre national des enregistrements parmi les œuvres musicales considérées comme étant « culturellement, historiquement ou esthétiquement importantes. » Ces documents sont rendus indestructibles pour être découverts par les générations futures. Entre autres, on y retrouve aussi l'interprétation de la chanson Hallelujah par Jeff Buckley et la chanson The Miseducation of Lauryn Hill de Lauryn Hill.
- 16 janvier : U2 est nommé aux Oscars pour Ordinary Love.
- 2 février : U2 sort un single de charité intitulé Invisible, une chanson qui n'avait pas vraiment sa place dans le 13e album du groupe.
- 9 septembre : U2 s'associe à Apple pour la sortie de l'album Songs of Innocence via l'iTunes Store. Le premier "single" de l'album, The Miracle (of Joey Ramone) sort également.
- 16 novembre : Bono est victime d'un violent accident de vélo à Central Park à New York, alors qu'il tente d'éviter un autre cycliste. Bono est rapidement transporté au service des urgences du Centre Médical Weill Cornell, où il subit plusieurs radiographies et tomodensitométries, suivies de cinq heures de chirurgie[156].
- 9 décembre : Every Breaking Wave sort en tant que deuxième single de Songs of Innocence.

## 2015
- 10 mai : Larry Mullen Junior perd son père, Larry Mullen Senior qui décède à 91 ans, au Bon Secours Hospital de Dublin.
- 11 mai : Song for Someone sort en tant que troisième single de Songs from Innocence.
- 14 mai : La tournée Innocence + Experience Tour commence à Vancouver au Canada.
- 15 mai : Au lendemain de la disparition de BB King, lors du deuxième concert de leur tournée Innocence + Experience Tour à Vancouver au Canada, les membres de U2 rendent hommage à la légende du blues en interprétant When Love Comes to Town, le titre qu'ils avaient enregistré en duo avec lui pour l'album Rattle And Hum sorti en 1988[157].

« C'est un moment très spécial pour tous les amateurs de blues, car c'est aujourd'hui que le monde doit dire au revoir à BB King. C'est une occasion très spéciale en effet. »

— Bono, annonçant le morceau qu'ils allaient jouer pour la première fois sur scène depuis 23 ans.
- 4 septembre : L'étape européenne de la tournée Innocence + Experience Tour commence à Turin en Italie.
- 7 décembre : La tournée Innocence + Experience Tour se termine à Paris en France. Le concert est un report de leur date du 15 novembre en raison des attentats terroristes de la veille. La performance est filmée et diffusée sous le nom Innocence + Experience : Live in Paris sur HBO le même jour[158].

## 2016
- 30 avril : The Edge se produit dans la chapelle Sixtine au Vatican lors d'un colloque international contre le cancer. Il y a remercié le pape François pour son "travail étonnant"[159].
- 10 juin : Le film du concert The Innocence + Experience : Live in Paris sort sur DVD, disque Blu-ray et par téléchargement numérique[160].

## 2017
- 12 mai : Le groupe entame la tournée The Joshua Tree Tours 2017 and 2019 à l'occasion du 30e anniversaire et de la réédition de son album The Joshua Tree à Vancouver au Canada.
- 6 septembre : You're the Best Thing About Me sort en tant que premier single du 14e album studio du groupe, Songs of Experience.
- 8 novembre: Le Joshua Tree Tour 2017 se termine à São Paulo au Brésil.
- 1er décembre : Sortie du 14e album studio de U2, Songs of Experience.
- 2 décembre : Le groupe apparaît en tant qu'invité musical dans une émission de Saturday Night Live[161].
- 6 décembre: Bono et Edge donnent un mini concert dans une station de métro à Berlin, sur une ligne qui porte le même nom que le groupe. Les rockeurs irlandais ont fait équipe avec la station de radio locale Radioeins pour organiser cette performance inédite. 120 fans ont remporté des tickets pour les accompagner au long de leur parcours qui partait du Stade olympique jusqu'à la station « Deutsche Oper » sur la ligne « U2 » (diminutif de U-Bahn 2). Une fois arrivés à destination, le duo a donné un court concert acoustique de 13 minutes. Ils ont fait le déplacement dans la capitale allemande pour la promotion de leur nouvel album Songs of Experience, qui comprend de nombreux messages symboliques sur le sort des migrants par exemple, avec la chanson Summer of Love, ou encore engagés avec American Soul à l’encontre du président Donald Trump. Sur le quai de la station, Bono et Edge ont interprété leur nouvelle chanson Get Out of Your Own Way ainsi que leurs classiques Sunday Bloody Sunday et One[162].
- 8 décembre : Get Out of Your Own Way sort en tant que deuxième single de Songs of Experience.

## 2018
- 23 avril : Love Is Bigger Than Anything in Its Way sort en tant que troisième single de Songs of Experience.
- 2 mai : La tournée Experience + Innocence Tour commence à Tulsa en Oklahoma.
- 10 août : Summer Love sort en tant que quatrième single de Songs of Experience.
- 31 août : L'étape européenne de la tournée Experience + Innocence Tour commence à Berlin en Allemagne.
- 13 novembre : La tournée Experience + Innocence Tour se termine également à Berlin.

## 2019
- 8 novembre : Le Joshua Tree Tour 2019, une continuation de la tournée 2017 du même nom, commence à Auckland en Nouvelle-Zélande[163],[164].
- 22 novembre : U2 sort un single extrait d'aucun album intitulé Ahimsa avec le musicien indien A.R. Rahman pour faire le lien avec leur première représentation en Inde[165].
- 15 décembre : Le Joshua Tree Tour 2019 se termine à Mumbai en Inde.

## 2020
- 1er janvier : Un extrait de 75 minutes de la vidéo du concert eXPERIENCE + iNNOCENCE : Live in Berlin est diffusé sur les réseaux de diffusion du monde entier[166].
- Septembre : la chaîne YouTube officielle de U2 est relancée par YouTube, Island, Interscope, Universal Music Enterprises et Universal Music Catalog pour prendre en charge la remasterisation du catalogue vidéo du groupe en HD. Les sorties hebdomadaires commencent sur la chaîne, comprenant les clips du groupe, des séquences en coulisses et des vidéos en direct inédites[167].
- 30 octobre : All That You Can't Leave Behind est réédité sur CD, vinyle et numériquement en commémoration de son 20e anniversaire. L'album a été remasterisé et publié dans une édition Standard, une édition Deluxe et une édition Super Deluxe de 51 pistes[168].

## 2021
- 15 mars : Une série de concerts d'archives intitulée The Virtual Road est annoncée en partenariat avec YouTube. Quatre des films de concerts passés de U2 sont remasterisés et diffusés sur la chaîne YouTube officielle du groupe pendant 48 heures chacun au cours des semaines suivantes. La série a commencé avec U2 Go Home : Live from Slane Castle, Ireland le 17 mars (Saint Patrick's Day), suivi de U2 Live at Red Rocks : Under a Blood Red Sky le 25 mars, PopMart : Live from Mexico City le 1er avril, et iNNOCENCE + eXPERIENCE : Live in Paris le 10 avril[156].
- 14 mai : Sortie de la chanson We Are The People We’ve Been Waiting For, hymne officiel de l’Euro 2020, signée par le DJ néerlandais Martin Garrix, Bono et The Edge. L’Euro avait été reporté d’un an en raison de la pandémie de coronavirus et se dispute du 11 juin au 11 juillet 2021 dans onze pays européens[169].
- 1er novembre : U2 rejoint le service de réseau social TikTok et publie une vidéo lyrique de 30 secondes taquinant la nouvelle chanson Your Song Saved My Life[170].
- 3 novembre : U2 publie numériquement Your Song Saved My Life de la bande originale du film musical d'animation Tous en scène 2 (Sing 2), dans lequel Bono joue le personnage de Clay Calloway[171].

## 2022

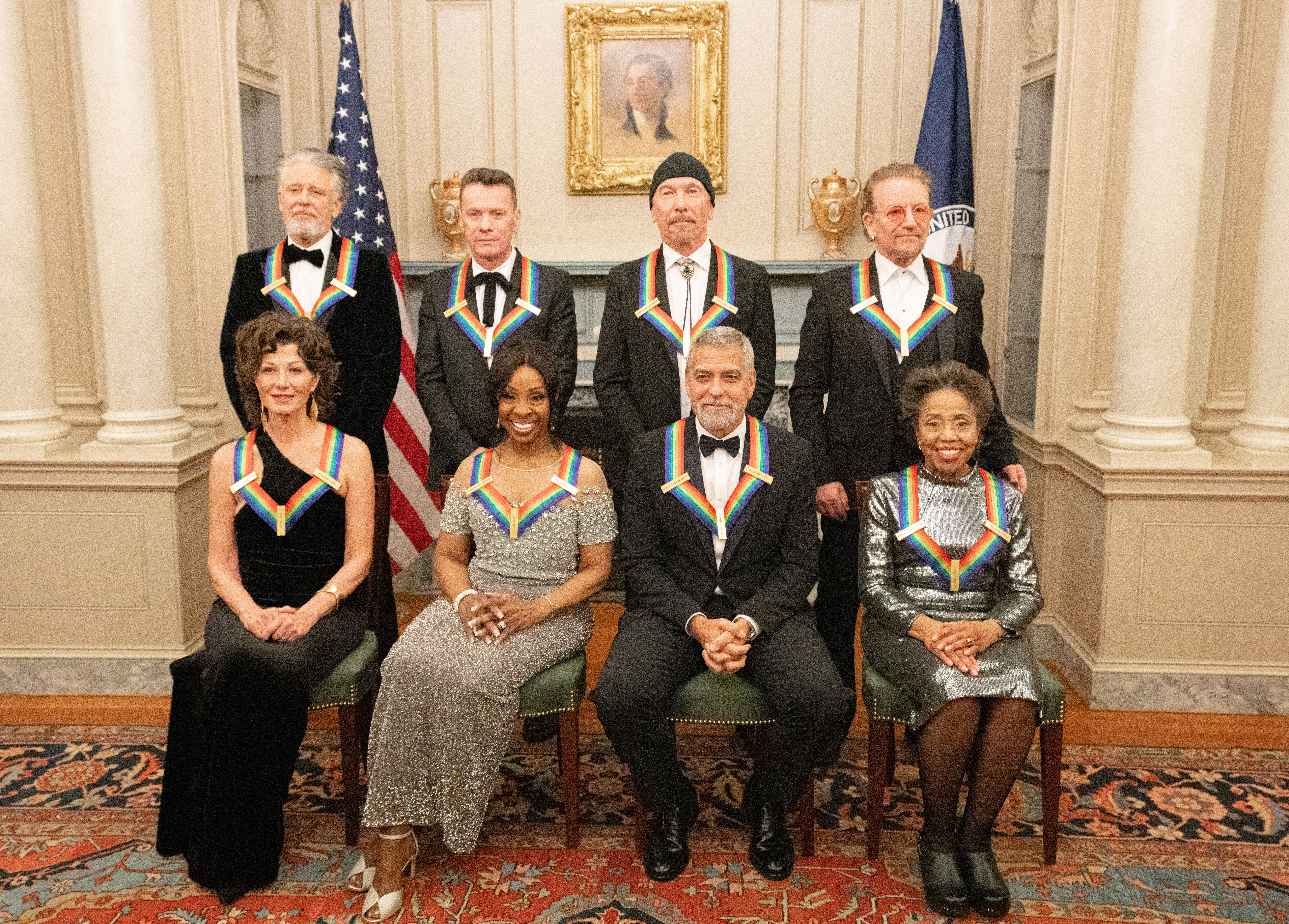
U2 en compagnie de Gladys Knight, Tania Leon, Amy Grant et George Clooney le 03 12 2022 au Kennedy Center.

- 8 mai : À l'invitation de Volodymyr Zelensky, Président de l'Ukraine, Bono et The Edge donnent un concert dans la station Khreshchatyk du métro de Kiev, où ils ont joué une version de Stand by Me, de Ben E. King, transformée en Stand by Ukraine avec Taras Topolia, le leader du groupe populaire ukrainien Antytila (qui a par ailleurs collaboré avec Ed Sheeran pour une reprise de son titre 2Step (en))[174],[173],[175]. Les deux stars irlandaises ont ainsi voulu condamner l'invasion russe mais aussi marquer leur soutien politique et moral aux victimes de la guerre en Ukraine. Avec ce concert, ils réaffirment leur prise de position claire contre l'invasion russe. Quelques semaines auparavant, ils avaient composé ensemble une chanson, Walk On Ukraine, comme un hymne, dans laquelle ils font l'éloge appuyé du courage et du patriotisme des Ukrainiens. Accompagné à la guitare sèche par son acolyte, Bono a entonné des classiques de U2 comme Sunday Bloody Sunday, Desire,With or Without You et Vertigo. Il a également fait référence aux conflits passés dans leur pays, l'Irlande, et aux troubles qu'il a connus avec un voisin plus puissant : « Nous prions pour que vous puissiez bientôt jouir d'une partie de cette paix », a-t-il déclaré.
- 1er novembre : Les mémoires de Bono, Surrender : 40 Songs, One Story, sont publiées. Le lendemain, il entame une tournée dans 14 villes à travers l'Amérique du Nord et l'Europe intitulée Stories of Surrender pour promouvoir son livre[176]
- 3 décembre : U2 reçoit le Kennedy Center Honors à Washington, D.C. pour ses contributions aux arts de la scène[177], ce qui en fait le cinquième groupe musical à être ainsi honoré[178],[177]. Le quatuor irlandais est à l’honneur au Kennedy Center ce dimanche 3 décembre 2022, tout comme les autres impétrants du jour présents lors de cette grande soirée de gala : Gladys Knight, Tania Leon, Amy Grant et George Clooney. Parmi les invités, il y a le président des États-Unis, Joe Biden, accompagné de son épouse Jill, la vice-présidente Kamala Harris et son mari Douglas Emhoff, ainsi que le secrétaire d'État Antony J. Blinken, qui a prononcé un discours lors du dîner d'honneur[179]. U2 est récompensé, non seulement pour sa réussite artistique et commerciale (22 Grammy Awards et plus de 150 millions de disques vendus dans le monde depuis sa création en 1976), mais également pour l’engagement caritatif des musiciens dublinois. Au cours de la soirée, Eddie Vedder a interprété deux chansons de U2, One et Elevation, sous les yeux du groupe[180],[181].

« “Bono a souvent dit qu’être célèbre est une absurdité, la célébrité est une absurdité. Mais c’est une monnaie d’échange.” Et le groupe a dépensé sa monnaie pour montrer l’utilité de l’art dans le monde »

— Sean Penn qui a présenté U2 au cours de la cérémonie.
- 7 décembre : Larry Mullen Jr annonce qu'il ne pourrait ne pas participer aux prochains concerts de U2 s’ils avaient lieu en 2023 en raison de problèmes de santé[182].

« Mon corps n'est plus ce qu'il était physiquement. Je ne jouerai pas en direct l'année prochaine. Je ne sais pas quel est le plan du groupe. »

— Larry Mullen.

## 2023
- 10 janvier : U2 annonce l'album Songs of Surrender, qui comprendra 40 chansons réenregistrées et réinterprétées du catalogue du groupe. La sortie est prévue pour le 17 mars 2023[183].
- 11 janvier : Sortie de Pride (In the Name of Love), le premier single du nouvel album de U2 Songs of Surrender, qui comprend des chansons réenregistrées du groupe. La version originale de cette chanson, qui évoque Martin Luther King, fait référence de manière erronée à son assassinat survenu le 4 avril 1968 à 18h01 : Early Morning, April 4 (Au petit matin, le 4 avril) . Gêné, Bono a pris l'habitude de rectifier les paroles de la chanson en concert en les changeant pour Early Evening, April 4[184]. Pour cette nouvelle version, il a réécrit In the Evening, April 4.
- 27 janvier : Sortie de With or Without You, le deuxième single de Songs of Surrender.
- 7 février : Bono assiste au discours sur l'état de l'Union 2023 à Washington, D.C., en tant qu'invité du président américain Joe Biden[185].
- 12 février : Sortie de One, le troisième single de Songs of Surrender.
- 12 février : À l’occasion du Super Bowl, est diffusée une publicité qui annonce que U2 donnera une série de concerts spéciaux à l’automne 2023, axés sur son album Achtung Baby sorti en 1991. Ces concerts se tiendront dans une nouvelle salle imposante baptisée MSG Sphere située à Las Vegas qu'ils inaugureront[182]. Chose exceptionnelle (U2 étant le seul groupe de cette stature à n’avoir connu aucun changement de personnel en près de 50 ans d’existence), Larry Mullen ne sera pas à la batterie, celui-ci se remettant d’une intervention chirurgicale visant à résoudre ses problèmes de santé au niveau des genoux, des coudes et de la nuque, répercussions physiques de la pratique de son art[182]. Il sera provisoirement remplacé par le batteur néerlandais Bram van den Berg du groupe Krezip[186],[187].

- 3 mars : Sortie de Beautiful Day, le quatrième single de Songs of Surrender.
- 17 mars : Sortie de Songs of Surrender, album produit par le guitariste The Edge, qui comprend des versions réenregistrées et réinterprétées de 40 chansons du catalogue passé du groupe. La liste complète des morceaux contient 40 chansons organisées en quatre "albums", chacun portant le nom des quatre membres du groupe.
- 16 avril : Bono reprend la tournée Stories of Surrender avec le premier de 11 spectacles pour une résidence au Beacon Theatre de New York[189].
- 24 avril – 12 mai : Les dates des concerts et les détails de la vente des billets pour U2:UV Achtung Baby Live at Sphere sont annoncés. Dans un premier temps, cinq dates sont annoncées, du 29 septembre au 8 octobre[190]. Le lendemain, sept dates supplémentaires sont annoncées, s'étalant du 11 au 25 octobre[191]. Deux jours plus tard, cinq autres dates sont annoncées, s'étalant du 27 octobre au 4 novembre[192]. Le 12 mai, huit concerts supplémentaires sont annoncés, du 1er au 16 décembre[193].
- 16 septembre : U2 dévoile Atomic City, un single inédit devant un parterre de 250 personnes à Las Vegas, avant de débuter leur résidence à la MSG Sphere. Pour fêter cet événement, Bono, The Edge et Adam Clayton jouent au pied du Plaza Hotel leur nouvelle chanson spécialement écrite sur Las Vegas. Bono chante en direct mais la musique est diffusée à partir d’une bande son. L'autre surprise est la présence pour le tournage du clip du batteur Larry Mullen, convalescent, qui ne participera pas à la résidence du groupe à Las Vegas. Fin septembre, le groupe irlandais joue chaque soir l’intégralité de leur album Achtung Baby sorti en 1991, sous le dôme du MSG Sphere, une nouvelle salle de concert révolutionnaire qui offre des prouesses technologiques aussi innovantes qu’immersives[194].
- 29 septembre : Ouverture de la Sphère où des milliers de personnes convergent pour assister au concert inaugural de U2 en résidence. Le groupe irlandais baptise l'arène avec la première soirée d'Achtung Baby Live at Sphere. La maire de Las Vegas, Carolyn Goodman, a rejoint le champion de tennis Andre Agassi (originaire de Las Vegas) et d'autres stars des industries du divertissement et du sport sur le tapis rouge pour la soirée d'ouverture[195],[196].
- 19 octobre : U2 annonce que U2:UV Achtung Baby Live sera prolongé avec 11 concerts supplémentaires du 26 janvier au 18 février 2024, portant le nombre total de spectacles de la résidence à 36[197].
- 4 décembre : U2 annonce que U2:UV Achtung Baby Live sera prolongé pour la dernière fois avec quatre concerts supplémentaires du 23 février au 2 mars 2024, portant la durée totale de la résidence à 40 concerts. La vente des billets pour les spectacles débute le lendemain[198].
- 16 décembre : U2 donne son dernier concert de l'année à la Sphere.

## 2024
- 26 janvier : Reprise de U2:UV Achtung Baby Live at Sphere.
- 4 février : Une performance de Atomic City de Sphere est incluse dans la retransmission de la 66e cérémonie annuelle des Grammy Awards. Après la représentation, le groupe participe à une remise de prix, annonçant le gagnant du meilleur album pop vocal[199].
- 21 février : Le film documentaire Kiss the Future sort en salles avec des premières projections dans certains cinémas AMC, suivies d'une large diffusion le 23 février. Le film, comportant des interviews de Bono, The Edge et Adam Clayton, documente l'implication de U2 à Sarajevo dans les années 1990 et leur concert de 1997 dans la ville[200].
- 1er mars : Larry Mullen Jr. assiste à l'avant-dernier concert de U2:UV Achtung Baby Live at Sphere. Le public scande son nom après que Bono l'ait crié sur scène[201].
- 2 mars : U2 joue le concert final de U2:UV Achtung Baby Live at Sphere[201].
- 5 avril : U2 annonce To Love and Only Love – Deep Dives and B-Sides, une série de 12 singles remasterisés qui seront réédités numériquement avec leurs faces B et remixes originaux[202].
- 30 août : U2 sort un EP live de cinq chansons tirées d'un concert d'août 1993 intitulé ZOO TV – Live in Dublin 1993[203].
- 5 septembre : Début des projections, exclusivement à la Sphere de Las Vegas, de V-U2 An Immersive Concert Film, qui documente la résidence du groupe dans cette salle[204].
- 26 septembre : U2 annonce une réédition prochaine de How to Dismantle an Atomic Bomb pour son 20e anniversaire, qui comprend un album compagnon contenant des morceaux des sessions d'enregistrement intitulé How to Re-Assemble an Atomic Bomb. Deux morceaux de ce second album, Country Mile et Picture of You (X+W), sortent en single[205].
- 24 octobre: La chanson Happiness sort en single extrait de How to Re-Assemble an Atomic Bomb[206].
- 22 novembre : Une édition remasterisée du 20e anniversaire de How to Re-Assemble an Atomic Bomb est rééditée sur vinyle, CD, cassette et numériquement[205], coïncidant avec la sortie de la vidéo du concert Vertigo 2005 : Live from Chicago diffusée en direct sur YouTube[207].

## 2025
- 4 janvier : Bono reçoit la Médaille présidentielle de la liberté des mains du président américain Joe Biden[208].
- 23 mars : La chaîne de télévision britannique Channel 4 diffuse au cours de son émission Channel 4 F1 dans le cadre de la couverture du Grand Prix de Chine, une vidéo de 3'54" enregistrée par Bono sur fond de Where the Streets Have No Name pour rendre hommage à son ami Eddie Jordan, ancien pilote automobile originaire de Dublin comme lui, et ancien patron de l'écurie Jordan Grand Prix en Formule 1, décédé le 20 mars 2025[209]. Bono se souvient de la légende irlandaise de la Formule 1, qui l'avait notamment invité à assister au Grand Prix de Monaco 2003 au sein de son écurie, comme étant « plus rapide que la vie ». Il ajoute qu'Eddie Jordan « ne mourra jamais pour quiconque aime la course. Le don des Dieux avec le don du bavardage. Un cœur aussi grand que sa bouche et cette bouche était grande. Vivre pour l'amour, le rire, le bruit, la vitesse et la loyauté. Cet homme appartenait à la royauté irlandaise. Eddie était une joie. Eddie apportait de la joie. Tu vas me manquer, tu vas nous manquer. Personne ne pourrait te suivre, dans cette vie ou dans la suivante. »[210],[211].
- 12 avril : U2 sort une réédition pour le 30e anniversaire de Original Soundtracks 1, leur collaboration « Passengers » avec Brian Eno, sur vinyle pour le Record Store Day[212].
- 16 mai : Lors du Festival de Cannes 2025, Bono et son épouse Ali Hewson apparaissent sur la Croisette et le tapis rouge pour la projection du documentaire Bono : Stories of Surrender, consacré au leader de U2 et présenté en avant-première mondiale dans la sélection officielle. Ils sont accompagnés de The Edge, Sean Penn et Amal Clooney, venus soutenir Bono. Ensembles, ils prennent la pose avec sept militaires ukrainiens en haut des marches, rappelant l’engagement humanitaire du chanteur et son soutien indéfectible à l’Ukraine. Le documentaire, réalisé par Andrew Dominik, retrace la vie de Bono, de son enfance à Dublin jusqu'à son ascension au rang d’icône mondiale du rock, en passant par son engagement pour les causes humanitaires et sa relation avec son épouse Ali, véritable pilier de son existence[213],[214]
- 22 mai : Les membres de U2 reçoivent le Ivor Novello Awards de l'Ivors Academy au Royaume-Uni pour leurs compositions, ce qui fait d'eux les premiers auteurs-compositeurs irlandais à être ainsi honorés[215].
- 30 mai : Apple TV+ sort le documentaire Bono: Stories of Surrender, qui retrace les performances solo de Bono lors de sa tournée de promotion du livre Stories of Surrender (2022-2023). Le film est également disponible en vidéo immersive Apple pour le casque Apple Vision Pro, ce qui en fait le premier long métrage à être sorti dans ce format. Parallèlement à la sortie du film, une version abrégée des mémoires de Bono, reprenant l'arc narratif du film, est publiée en livre de poche sous le titre Bono: Stories of Surrender[216].

## Les membres du groupe
Les membres actuels
- Bono – chant, guitare rythmique, harmonica (1976–présent)
- The Edge – guitare solo, Synthétiseur, claviers, chœurs (1976–présent)
- Adam Clayton – basse (1976–présent)
- Larry Mullen, Jr. – batterie, percussions (1976–présent)

Portrait des membres actuels
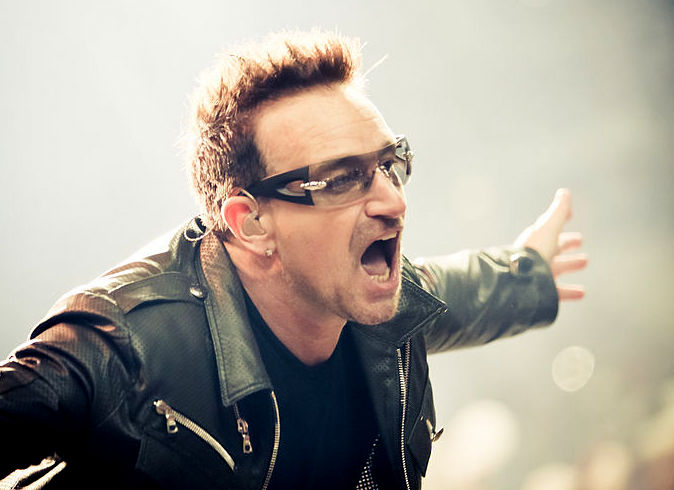
Bono.
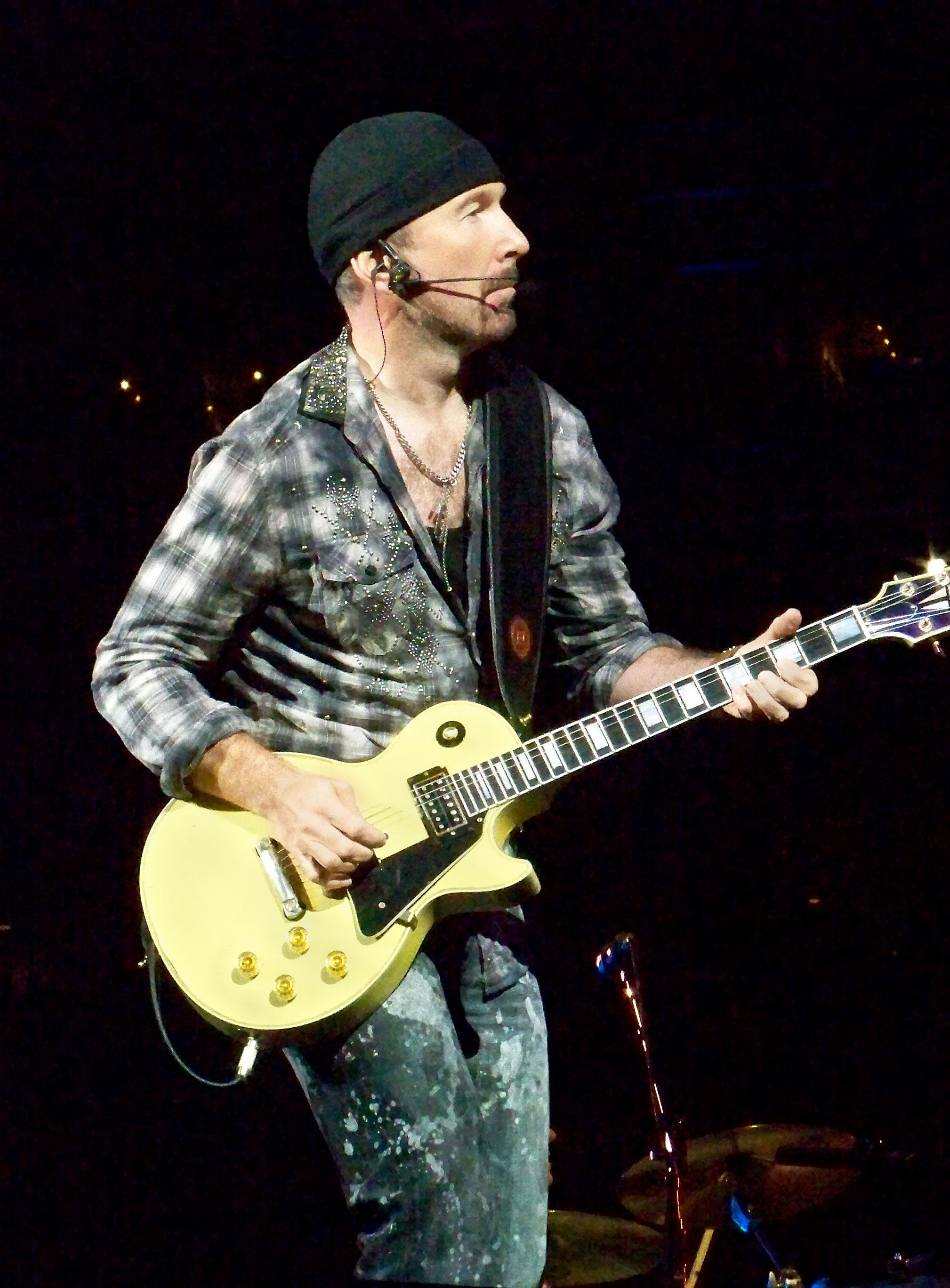
The Edge.
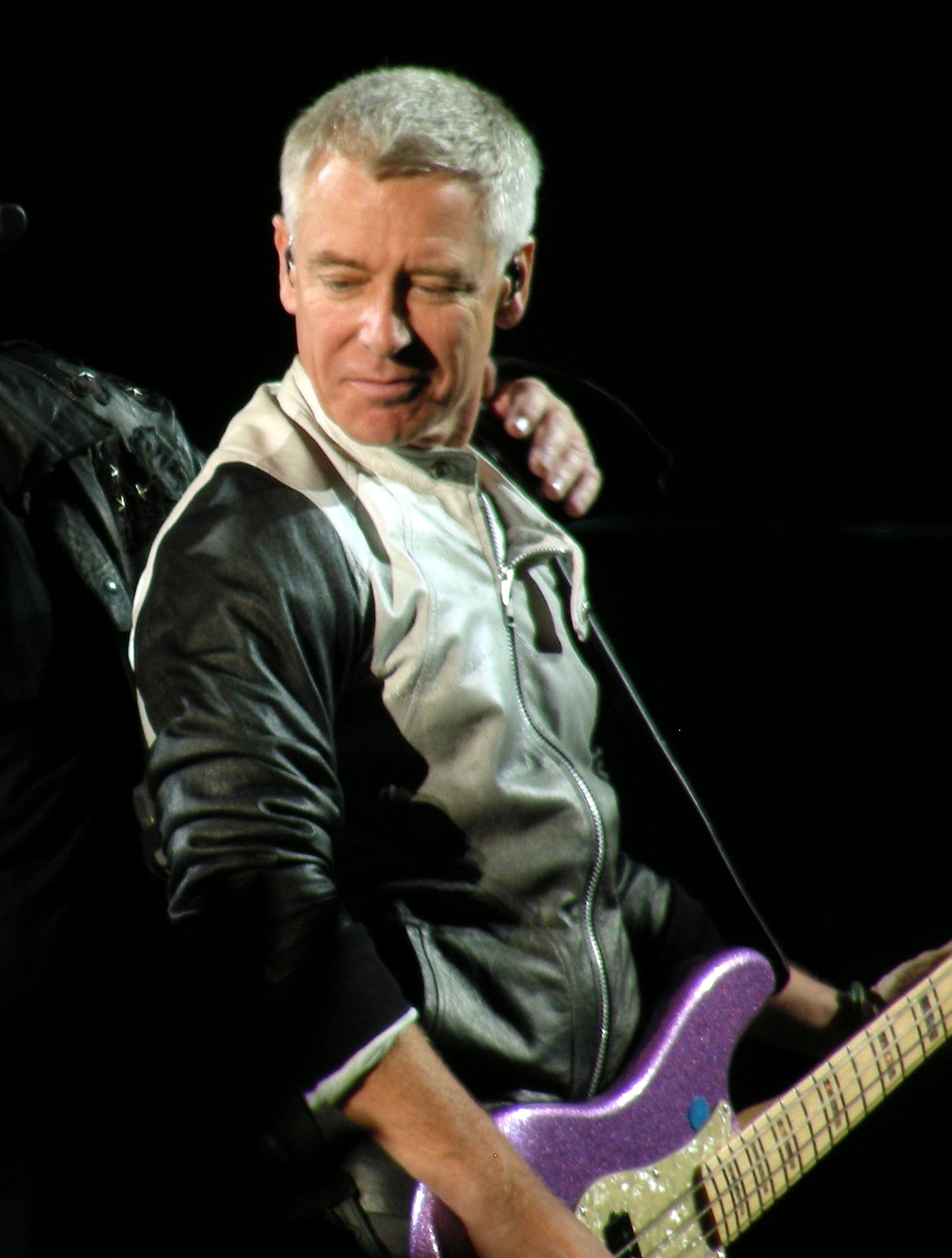
Adam Clayton.
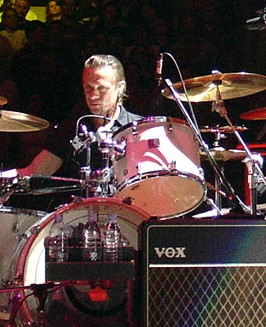
Larry Mullen Jr.

Anciens membres
- Dik Evans – guitare (1976–1978)
- Ivan McCormick – guitare (1976)

## Discographie
- Boy (1980)
- October (1981)
- War (1983)
- The Unforgettable Fire (1984)
- The Joshua Tree (1987)
- Rattle and Hum (1988)
- Achtung Baby (1991)
- Zooropa (1993)
- Pop (1997)
- All That You Can't Leave Behind (2000)
- How to Dismantle an Atomic Bomb (2004)
- No Line on the Horizon (2009)
- Songs of Innocence (2014)
- Songs of Experience (2017)
- Songs of Surrender (2023)

## Tournées
- U2-3 Tour (1979–1980)
- 11 O'Clock Tick Tock Tour (1980)
- Boy Tour (1980–1981)
- October Tour (1981–1982)
- War Tour (1982–1983)
- The Unforgettable Fire Tour (1984–1985)
- The Joshua Tree Tour (1987)
- Lovetown Tour (1989–1990)
- Zoo TV Tour (1992–1993)
- PopMart Tour (1997–1998)
- Elevation Tour (2001)
- Vertigo Tour (2005–2006)
- U2 360° Tour (2009–2011)
- iNNOCENCE + eXPERIENCE Tour (2015)
- The Joshua Tree Tour 2017 (2017)
- eXPERIENCE + iNNOCENCE Tour (2018)
- The Joshua Tree Tour 2019 (2019)
- U2:UV Achtung Baby Live at Sphere (2023-2024)

## Filmographie
- Rattle and Hum film sorti en 1988, à l'occasion de leur tournée américaine, principalement sur les titres de The Joshua Tree. Il n'est resté qu'une semaine en salle par manque de spectateurs.
- U2 3D (film), en 2007, de Catherine Owens et Mark Pellington retraçant en 3D leur tournée 2005-2006 Vertigo Tour. Sorti en France le 5 mars 2008.
- U2 From the Sky Down, en 2011, film documentaire réalisé par Davis Guggenheim à l'occasion des 20 ans de la sortie de l'album Achtung Baby.
- Films of Innocence, en 2014, mise en image des différents titres de Songs of Innocence réalisée par de nombreux artistes tels que d'Oliver Jeffers, Robin Rhode ou encore Mode 2.

## Vidéographie

### VHS
- 1983 : Under a Blood Red Sky
- 1988 : Rattle And Hum
- 1989 : The Unforgettable Fire collection
- 1992 : Achtung Baby
- 1993 : Numb
- 1994 : Zoo TV Live From Sydney
- 1998 : PopMart Live From Mexico City
- 1999 : The Best-Of 1980-1990
- 1999 : Making Of The Joshua Tree
- 2001 : Elevation Live From Boston
- 2002 : The Best-Of 1990-2000

### DVD
- 1999 : Making of the Joshua Tree
- 2001 : Rattle and Hum
- 2001 : Elevation Live From Boston
- 2002 : Making of the Joshua Tree (réedition)
- 2002 : The History Mix 1990-2000 (DVD inclus dans l'édition 2CD du Best-Of 1990-2000)
- 2002 : The Best-of 1990-2000
- 2003 : U2 Go Home: Live from Slane Castle
- 2004 : How to Dismantle an Atomic Bomb - Bonus (DVD inclus dans l'édition collector de l'album)
- 2005 : U2//Vertigo//2005 Live From Chicago
- 2006 : Zoo TV Live From Sydney
- 2006 : U218 Videos
- 2006 : U218 Vertigo//05 Live From Milan (DVD inclus dans l'édition collector du CD)
- 2007 : PopMart Live From Mexico City
- 2008 : Under a Blood Red Sky
- 2009 : Linear d'Anton Corbijn
- 2010 : U2 360° At The Rose Bowl
- 2011 : U2 From the Sky Down
- 2016 : iNNOCENCE + eXPERIENCE Live in Paris

### Blu-Ray
- 2006 : U2 Rattle and Hum (tournée de 1987 pour la sortie de l'album The Joshua Tree, essentiellement filmée lors des dates nord-américaines)
- 2010 : U2 360° At The Rose Bowl
- 2011 : U2 From the Sky Down
- 2016 : U2 iNNOCENCE + eXPERIENCE Live in Paris

## Récompenses
- Grammy Awards
  - 1987 — Album De L'Année (The Joshua Tree)
  - 1987 — Meilleure Performance Rock Par Un Duo Ou Un Groupe (The Joshua Tree)
  - 1988 — Meilleure Performance Rock Par Un Duo Ou Un Groupe (Desire)
  - 1988 — Meilleur Vidéo Clip (Where the Streets Have No Name, dirigé par Meiert Avis)
  - 1992 — Meilleure Performance Rock Par Un Duo Ou Un Groupe (Achtung Baby)
  - 1993 — Meilleur Album De Musique Alternative (Zooropa)
  - 1994 — Meilleur Vidéo Clip, Forme Longue (Zoo TV - Live From Sydney)
  - 2000 — Single De L'Année (Beautiful Day)
  - 2000 — Chanson De L'Année (Beautiful Day)
  - 2000 — Meilleure Performance Rock Par Un Duo Ou Un Groupe (Beautiful Day)
  - 2001 — Single de l'année (Walk On)
  - 2001 — Meilleure Performance Pop Par Un Duo Ou Un Groupe (Stuck in a Moment You Can't Get Out Of)
  - 2001 — Meilleure Performance Rock Par Un Duo Ou Un Groupe (Elevation)
  - 2001 — Meilleur Album Rock (All That You Can't Leave Behind)
  - 2004 — Meilleure Performance Rock Par Un Duo Ou Un Groupe (Vertigo)
  - 2004 — Meilleur Vidéo Clip, Forme Courte (Vertigo, dirigé par Alex et Martin)
  - 2004 — Meilleure chanson rock (Vertigo)
  - 2005 — Album de l'année (How to Dismantle an Atomic Bomb)
  - 2005 — Chanson de l'année (Sometimes You Can't Make It On Your Own)
  - 2005 — Meilleure Performance Rock Par Un Duo Ou Un Groupe (Sometimes You Can't Make It On Your Own)
  - 2005 — Meilleure chanson rock (City of Blinding Lights)
  - 2005 — Meilleur Album Rock (How to Dismantle an Atomic Bomb)
- Brit Awards
  - 1983 — Meilleur groupe de scène
  - 1988 — Meilleur groupe étranger
  - 1989 — Meilleur groupe étranger
  - 1990 — Meilleur groupe étranger
  - 1998 — Meilleur groupe étranger
  - 2001 — Meilleur groupe étranger
  - 2001 — Outstanding contribution
- NRJ Music Awards
  - 2005 — NRJ Music Award d'honneur pour la carrière
  - 2017 — NRJ Music Award d'honneur pour les 40 ans du groupe
  - 2017 — NRJ Music Award du groupe international de l'année
- Golden Globes
  - 2013 — Meilleure Chanson Originale (Ordinary Love)